# باروكية
الباروكية أو الباروك ((بالإنجليزية: Baroque)؛ (الفرنسية: Baroque)؛ (الإسبانية: barroco)؛ (الإيطالية: barocco)؛ (بالألمانية: Barock)) فترة تاريخية في الثقافة الغربية نشأت عن طريق أسلوب جديد في فهم الفنون البصرية (الأسلوب الباروكي) وانطلاقا من سياقات تاريخية وثقافية مختلفة أنتج أعمالا عديدة في حقول فنية متنوعة: الأدب، العمارة، النحت، الرسم، الموسيقى، الأوبرا، الرقص، المسرح، الخ. برز عصر الباروك بشكل أساسي في أوروبا الغربية على الرغم من ظهوره أيضا بفعل الاستعمار في العديد من المستعمرات التابعة للدول الأوروبية وخصوصا في أمريكا اللاتينية. ومن ناحية زمنية فقد شمل عصر الباروك القرن السابع عشر بأكمله وبدايات القرن الثامن عشر، مع زيادة في هذه المدة أو نقصانها وفقا لكل بلد. وعادة ما يتم إدراج عصر الباروك بين الأسلوبية (المانيريسمو) والركوكو، حيث اتسمت هذه الفترة بنزاعات دينية قوية بين البلدان الكاثوليكية والبروتستانتية، بالإضافة إلى اختلافات ملحوظة بين الولايات المؤيدة لنظام الحكم المطلق والولايات البرلمانية، حيث بدأت طبقة برجوازية ناشئة بوضع أسس الرأسمالية.
وبرز الباروك كأسلوب فني في أوائل القرن السابع عشر في إيطاليا (وفقا لكتّأب آخرين في نهايات القرن السادس عشر) وعُرفت هذه الفترة في إيطاليا أيضا بالسيشنتو (الستمائة) ومن هناك امتد نحو أغلب أوروبا. وتضمنت كلمة باروك طوال وقت طويل (القرنين الثامن عشر والتاسع عشر) معناً تحقيرياً، حيث اعتُبٍر أسلوباً خدّاعاً وغريباً ومبالغا فيه، إلى أن تم إعادة تقييمه لاحقا بواسطة ياكوب بوركهارت في نهايات القرن التاسع عشر وبينيدتو كروتشه ويوجينيو دورس في القرن العشرين، وقسّم بعض المؤرخين عصر الباروك إلى ثلاث فترات زمنية: بدائية (1580-1630)، ناضجة أو مكتملة (1630-1680)، ومتأخرة (1680-1750). وعلى الرغم من أن الباروك يُفهم عادة إلى فترة فنية معينة إلا أن المصطلح يشير من ناحية جمالية إلى أي أسلوب فني يقابل مفهوم الكلاسيكية الذي أطلقه هاينريش فولفلين عام 1915، ولهذا فإن مصطلح الباروك يمكن استخدامه كاسم أو صفة. ووفقا لهذا الطرح فعلى أي أسلوب فني أن يمر من خلال ثلاث مراحل: القديمة والكلاسيكية والباروكية. ويُعتبر الفن الجديد والفن الهليني والقوطي والرومانسي أمثلة على هذه المراحل الباروكية.
وعلى الرغم من دوام العقلانية الكلاسيكية إلا أن الفن أصبح أكثر دقة وزخرفة متبنياً أنماطاً أكثر ديناميكية وتأثيراً ومفاجئة وندرة من خلال تفعيل التأثيرات والخدع البصرية. ويُلاحظ وجود ميل نحو التصوير الواقعي في فترة شحٍّ اقتصاديّ حيث يواجه المرء واقعه بطريقة مجردة. أحياناً فإن هذه الحقيقة المجردة كانت تعرِض على عقلية قلقة وبائسة العديد من تناقضات الأضواء والظلال وتوجهات نحو المبالغة وإخلال التوازن، حيث يتم ذلك بواسطة أسلوب يشوه الأشكال بواسطة تأثيرات قسرية وعنيفة.

## سمات عامة

### الباروك: مصطلح جدلي
مصطلح الباروكية هو مصطلح من كلمة ذات أصل برتغالي (باروكو barroco)، والمؤنث منه يطلق على (اللؤلؤة) التي تحتوي على بعض التشوهات كما في الإسبانية (بارويكاس barruecas). كانت الكلمة في الأصل ازدرائية تشير إلى نوع من الفن الغريب والفصيح والمحشو بالمضامين. وهكذا ظهر لأول مرة في قاموس تريفو 1771 «في الرسم، إطار أو لوحة ذات طابع باروكي يعني أن لا يتّبع القوانين والنسب وأن يصور كل شيء حسب هوى الفنان». وهناك نظرية أخرى مستمدة من اسم الباروكية، وهي قياس منطقي منسوب إلى أرسطو والفلسفة التعليمية في العصور الوسطى والتي تشير إلى لبس، يستند على محتوى ضعيف منطقيا، يدفع إلى الخلط بين الصواب والخطأ. بالتالي، يشير هذا إلى وجود نوع من المنطق المتحذلق والمصطنع، وبشكل عام بنغمة ساخرة غير خالية من الجدل أو بريئة منه، وقد طبق هذا الاتجاه فرانثيسكو ميليثيا في قاموس الفنون الجميلة للتصميم، حيث يرى فيه أن «الباروكية هي التفوق في الغرابة وفرط السخافة».
استخدم لفظ الباروكية في حقبة من القرن الثامن عشر بمعنى ازدرائي حول فرط التركيز على شيء ووفرة الزخارف، بخلاف عقلانية عصر التنوير الأكثر وضوحاً وواقعية. وفي هذا الوقت أصبحت الباروكية مرادف لبعض الصفات مثل «اللامعقول» و«الفظ». يرى مفكرو عصر التنوير في أعمال القرن السابق الفنية تلاعباً في المفاهيم الكلاسيكية القريبة من العقلانية في الواقع مما حدا بنقّاد فن الستمائة إلى جعل لفظ (الباروكية) يعطي مفهوماً تحقيرياً. وفي قاموس فن المعمار (1792) يعرّف أنطوان كريسُستوم كاترمير دو كانسي الباروكية على أنها «تفصيل من الغرابة، إنها، إذا أردنا القول، تهذيبها أو، ما يمكن القول، الإفراط بها. فإذا كانت الصرامة هي الحكمة في الذوق فإن الباروكية هي الحكمة في الغرابة، وهي التفوق به. إن فكرة الباروكية تنضوي في طياتها على حمل السخيف أن يصبح مفرطاً».
مال علم تأريخ هذا الفن بعد ذلك على إعادة تقييم مفهوم الباروكية وتقييم صفاته الجوهرية، في الوقت الذي بدؤوا باعتباره فترة محددة في الثقافة الغربية.
أول من رفض المعنى السلبي للباروكية كان ياكوب بوركهارت (انظر سيسيرون، 1855) مشيراً إلى أن «فن العمارة الباروكي يتحدث اللغة نفسها في عصر النهضة ولكن بلهجة متفسخة»، وقد فتح رأيه الطريق لدراسات أكثر موضوعية مثل تلك التي وضعها كورنيليوس جورلت (تاريخ الطراز الحديث)، أغسطس سكامارس (الباروك والروكوكو 1896)، ألويس ريجل (أصل الفن الباروكي في روما 1908)، ويلهيم بندر (الباروك الألمانية 1912)، وبلغت ذروتها في عمل هانيريش ويلفين (عصر النهضة والباروك 1888؛ والمفاهيم الأساسية في تاريخ الفن).
فيما بعد، قدم بينديتو كروتشه في عمله (مقالات عن الأدب الإيطالي في القرن السابع عشر، 1911) دراسة تأريخية للباروك في سياقه الاجتماعي والتاريخي والثقافي، محاولاً عدم إصدار أي نوع من الأحكام القيّمة. مع ذلك، في عمله (تاريخ الباروك في إيطاليا 1929) عاد لنعت الباروك بالسلبية بحيث وصفه «بالانحطاط»، وذلك في العصر نفسه الذي ظهرت فيه العديد من الأطروحات التي ادّعت وجود قيمة فنية لهذه الفترة، مثل (فن الباروك باسم مكافحة الإصلاح، 1921) لغيرنر فايزباخ، و (العمارة الباروكية النمساوية، 1930) لهانز سيدلماير، أو (الفن الديني بعد مجمع ترنيت، 1932) لإيميل مال.
تركت دراسات لاحقة المفهوم الحالي للباروك ثابتا مع استثناءات صغيرة، مثل الاختلاف الذي أدلى به بعض المؤرخين بين الباروك و«الباروكية». بحيث أن الأول هو المرحلة الكلاسيكية والنقية والأصلية لفن القرن السابع عشر، بينما الثاني هو المرحلة المتكلّفة والمثقلة والمبالغ فيها التي تتلاقى مع الروكوكو – بالقدر نفسه الذي تكون فيه المانيريسمو هي المرحلة المتكلّفة في عصر النهضة -. في هذا السياق، يفترض فيلهلم بيندر في عمله (مشكلة جيل في تاريخ الفن، 1926) أن هذه الأساليب المتعلقة بالأجيال تستند على أساس صياغتها والتشوّه الذي لحق مثاليات ثقافية محددة، على سبيل المثال: عبث المانيريسمو بالأشكال الكلاسيكية لإنسانية قصيرة وكلاسيكية في عصر النهضة، بينما يفترض الباروكية إعادة صياغة شكلية للفكر الباروكي يعتمد بشكل أساسي على نظام الحكم المطلق والمضاد للإصلاح.
من ناحية أخرى، فمقابل الباروك كفترة محددة من التاريخ الثقافي برز في أوائل القرن العشرين مدلول آخر وهو «الباروكي» كمرحلة حاضرة في تطور جميع الأساليب الفنية، ويؤكد نيتشه أن «الأسلوب الباروكي يبرز كل مرة موت فن عظيم». وكان أول من منح الباروك المعنى الجمالي العابر للتاريخ هو هاينرش وولفن (المفاهيم الأساسية لتاريخ الفن، 1915)، وكان هو نفسه الذي أسس مبدأ عاماً للتناوب بين الكلاسيكية والباروك يحكم تطور الأساليب الفنية.
شهد على ذلك إيوخنيو دي أورز (الباروكي 1936)، الذي عرفه بأنه «دهري»، فهو عابر للتاريخ («الباروكيّ» مقابل «الباروك» كفترة)، نوع متكرر على مدى تاريخ الفن يقابل الطابع الكلاسيكي. فإذا كانت الكلاسيكية فن عقلاني ذكريّ رائع الجمال فإن الباروكي هو فن غير عقلاني أنثوي إلهي. بالنسبة لدي أورز «كلتا التطلعات (الكلاسيكية والباروكية) تكملان بعضهما البعض. حيث يتواجد أسلوب اقتصادي وعقلاني، وأسلوب آخر موسيقي ووفير. أحدهم ينجذب للأشكال المستقرة والثقيلة، بينما الآخر ينجذب للأشكال الدائرية والمتصاعدة. بين الواحد والآخر لا يوجد انحطاط ولا انحلال. هما شكلان من أشكال الإحساسية الأبدية».

### السياق التاريخي والثقافي

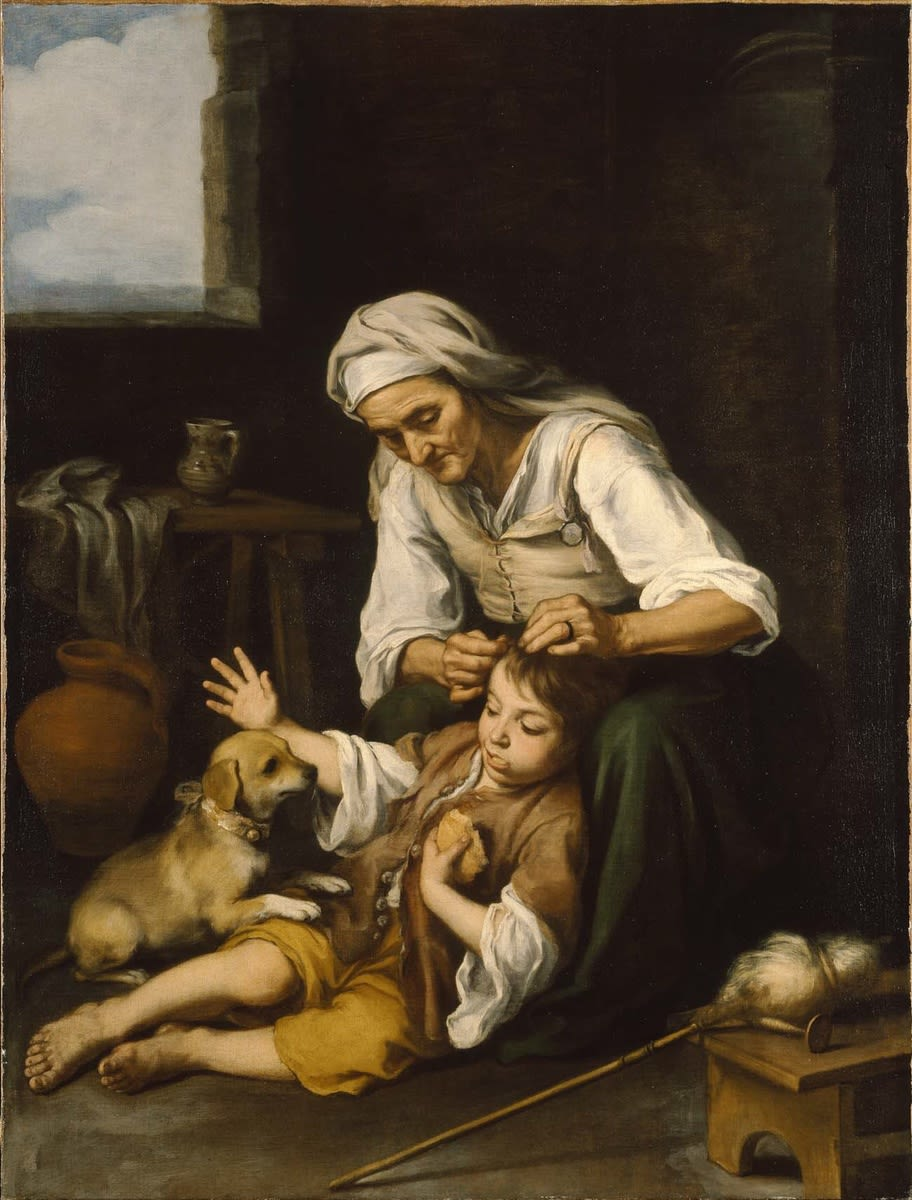
عجوز تفلّي طفلاً،(1670-1675)، بارتولوميه استيبان مورويو، ميونخ

كان القرن السابع عشر بشكل عام عبارة عن حقبة من الكساد الاقتصادي، كنتيجة لفترات طويلة من التوسع في القرن السابق وبالأخص بعد اكتشاف أمريكا. وأدى ضعف المحاصيل إلى زيادة أسعار القمح والمنتجات الأساسية مما تسبب لاحقاً بالمجاعات. بالإضافة إلى ركود التجارة، خاصة في منطقة البحر الأبيض المتوسط، في حين ازدهرت فقط في إنجلترا وهولندا بفضل التبادل التجاري مع بلاد الشرق وإنشاء شركات تجارية كبيرة، وقد وضعت هذه الشركات أسس الرأسمالية وتسببت بازدهار البرجوازية. وتدهور الوضع الاقتصادي أكثر بسبب مرض الطاعون الذي عصف بأوروبا في منتصف القرن السابع عشر وأثر بشكل خاص على منطقة البحر الأبيض المتوسط، وكانت الحروب من العوامل الأخرى التي سببت الفقر والبؤس ونجمت في معظمها نتيجة الخلاف بين الكاثوليك والبروتستانت كما جرى في حرب الثلاثين عاما (1618-1648). كل هذه العوامل سببت الفقر الشديد لسكان المنطقة بحيث ارتفع عدد الفقراء والمتسولين ليشكل ربع عدد السكان في العديد من الدول.
ومن جهة أخرى انتقلت القوة المهيمنة في أوروبا من إسبانيا الإمبريالية إلى فرنسا ذات الحكم المطلق. ومن خلال صلح وستفاليا عام 1648 وصلح البرانس عام 1659، تحولت فرنسا إلى أقوى دولة في القارة بلا منازع إلى أن ازدهرت إنجلترا في القرن الثامن عشر. هذا يعني أن فرنسا زمن الملوك الحاملين لاسم لويس وروما البابوية كانوا الجوهر الرئيس لثقافة الباروك كمراكز للقدرات السياسية والدينية على التوالي، كما كانت مراكز لنشر الحكم المطلق والإصلاح المضاد. وعلى الرغم من الانحطاط السياسي والاقتصادي في إسبانيا إلا أنها عاشت فترة من الازدهار الثقافي سميت بالعصر الذهبي، ومع أن هذه الفترة قد تميزت بطابعها الديني المكافح للتبشير إلا أن مضمونها كان شعبياً. وقد طوّرت كلا من الأدب والفنون التشكيلية لتصبحا ذات جودة عالية. أما في باقي المناطق التي وصلت إليها ثقافة الباروك (إنجلترا وألمانيا وهولندا) فكان غرس ثقافة الباروك فيها غير منتظم، مع إعطاء تسميات مختلفة له بسبب الخصائص الوطنية غير المتشابهة في تلك الدول. وتم تحريف الباروك في إيطاليا، خاصةً بواسطة المقعد البابوي في روما حيث استخدم الفن كدعاية لنشر محاربة الإصلاح. وقامت حركة الإصلاح البروتستانتي بإغراق الكنيسة الرومانية الكاثوليكية في أزمة عميقة خلال النصف الأول من القرن السادس عشر مما كشف عن فساد كنسي في طبقات عديدة من الكنيسة، وقد ظهرت الحاجة لتجديد الرسالة والعمل الكاثوليكي ليتم التقرب بشكل أكبر نحو المؤمنين.
وقام مجمع ترنت عام (1545-1563) بمواجهة تقدم البروتستانتية وتثبيت الكاثوليكية في المناطق التي سادت واستقرت فيها أسس العقيدة الكاثوليكية والأسرار السبعة المقدسة والعزوبية وعبادة مريم العذراء والقديسين واستخدام الطقوس الكنائسية اللاتينية، محاولين وضع أدوات تواصل جديدة وتوسيع الإيمان الكاثوليكي خاصة من خلال التعليم والوعظ ونشر الرسالة الكاثوليكية التي اكتسبت دعاية قوية من خلال إنشاء ما يسمى بمجمع تنصير الشعوب. وتشكل هذه المشروع في رهبنة اليسوعية حديثة الإنشاء عن طريق الوعظ والتدريس حيث كانت طريقة النشر هذه سريعة وملحوظة في كل العالم، بحيث تم إيقاف التقدم البروتستانتي واسترجاع أراضٍ عديدة للكنيسة الكاثوليكية (النمسا، بافاريا، سويسرا، الإقليم الفلامندي وهولندا).
كان تعزيز صورة البابا من الآثار الأخرى للإصلاح المضاد، فأصبح يتمتع بسلطةٍ مكّنتهُ من إنتاج برنامجٍ طموح للتوسيع والتجديد الحضري في روما وخاصةً للكنائس مع التركيز بشكلٍ خاص على كاتدرائية القديس بطرس وما حولها. ولقد كانت الكنيسة المركز الفنيّ الرئيس في ذلك الوقت واستخدمت الفن باعتباره العمود الفقري للدعاية الدينية لكون الفن وسيلةً شعبيةً واضحةً يمكن الوصول إليها بسهولة. ولقد استُخدم الفن كشعارٍ ووسيلةٍ للتعبير عن تمجيد الله والكنيسة. وتمتع عددٌ من الباباوات أمثال: سيكتوس الخامس، كليمنت الثامن، بولس الخامس، غريغوري الخامس عشر، أوربان الثامن، إينوسنت العاشر، وألكسندر السابع الذين- تمتعوا بالقدرة للقيام بتحسينات وإنشاء منشآت عظيمة في مدينة روما الخالدة لتصبح مدينة جديرة بأن تكون (روما المنتصرة ومركز العالم).

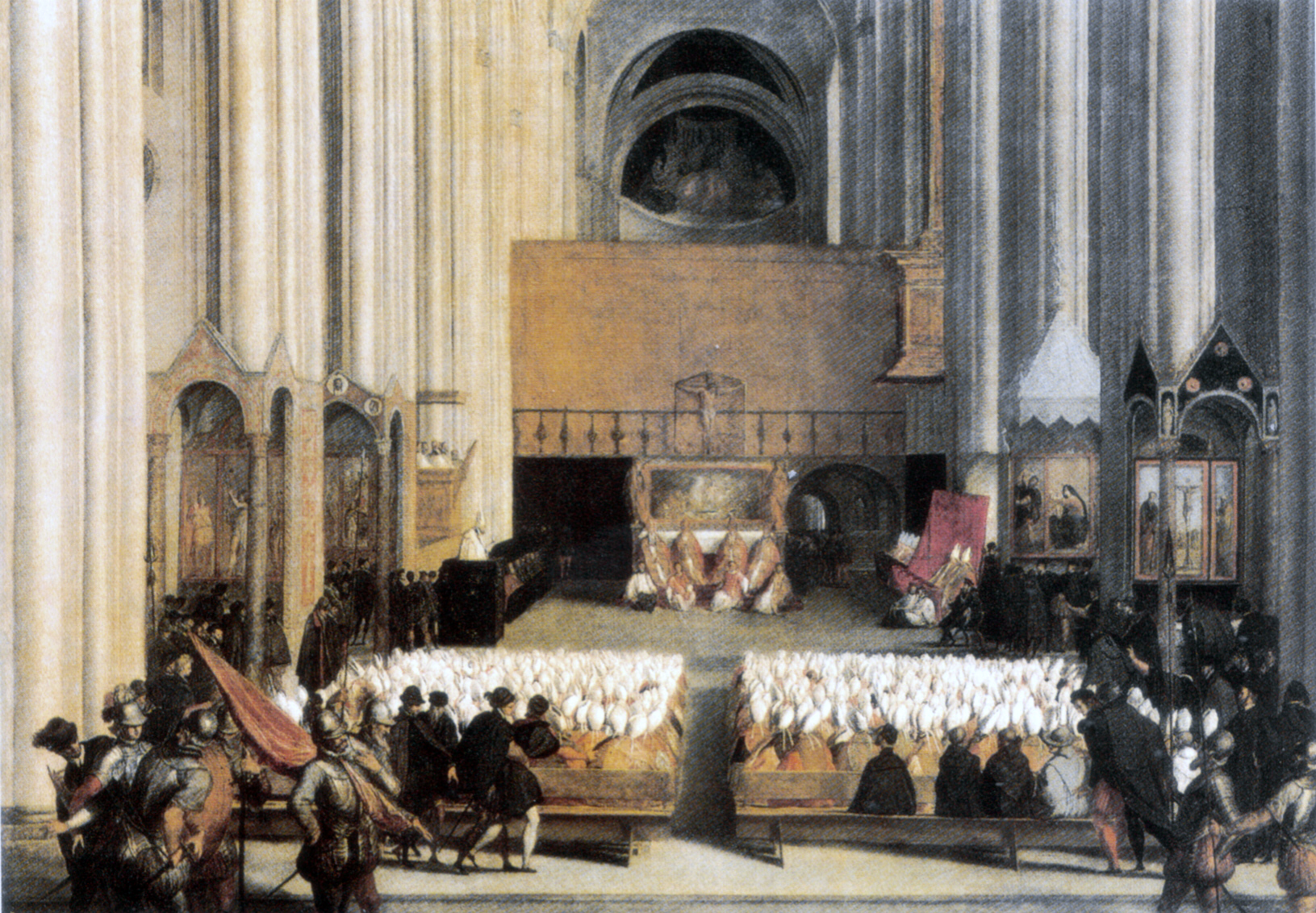
اجتماع في مجمع ترنتو الكنسي،رسام بندقي مجهول، متحف اللوفر

وكان الباروك زمن التقدم العلمي الكبير؛ فقد اكتشف وليام هارفي الدورة الدموية واتقن غاليليو غاليلي عمل التلسكوب، كما عزّز نظرية مركزية الشمس التي أُصدِرها نيكولاس كوبرنيكوس ويوهانس كيبلر في القرن السابق، أما إسحاق نيوتن فقد صاغ نظرية قانون الجذب العام، في حين قام إيفانجيلستا تورشيللي باختراع البارومتر. وقام فرانسيس بيكون بتأليف كتابه "نوفوم اورجانوم"؛ ونشر فيه ملاحظاته وتفسيراته للطبيعة مستنداً على المنهج التجريبي كأساس للبحث العلمي، واضعاً أسسها. وأدت فلسفة رينيه ديكارت إلى ما يُعرف بالعقلانية من خلال مقولته الشهيرة "أنا افكر، إذا أنا موجود.”
ونظراً للنظريات الجديدة حول مركزية الشمس والتتابع في فقدان الشعور بمحورية الإنسان الخاصة برجل عصر النهضة، أدى ذلك إلى جعل الشخص في زمن الباروك يفقد ثقته في النظام والمنطق وفي الانسجام والنسبية، وخصوصاً في الطبيعة، التي وُصفت بأنها غير خاضعة للتنظيم والترتيب وإنما حُرة، وأنها غامضة وغير مفهومة، ولهذا أصبحت مصدراً مباشراً وملائماً لإلهام العقلية الباروكية. وقد أدى فقدان الثقة في الحقيقة إلى جعل كل شيء واضح ووهمي، لذلك وكما جاء في مسرحية (الحياة حلم، لمؤلفها كالديرون) فإنه لا يوجد شيء ظاهر، لذا ينبغي استكشاف كل شيء واختباره. ولقد أصبح الشك الديكارتي نقطة البداية لنظامه الفلسفي: «لا يوجد شيء حقيقي إذا اعتبرت أن جميع الأفكار التي تأتي إلينا خلال الاستيقاظ قد تحدث أيضاً خلال الحُلم، فقررت أن أدّعي أن كل ما كان قد دخل سابقاً إلى روحي، لم يكن أكثر واقعية من الأوهام التي في أحلامي» (المقال عن المنهج، 1637).

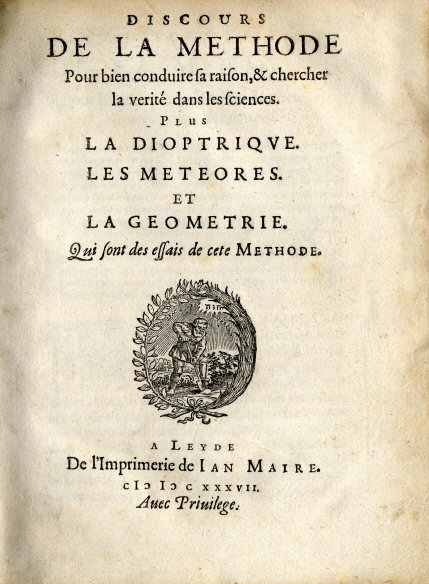
المقال عن المنهج،1637، ديكارت

بينما كان يبحث العلم عن الحقيقة، توجه الفن نحو التعبير عما هو خيالي وحب اللامحدودية وهو ما كان ما يطمح إليه بشدة الرجل الباروكي، ومن هنا انطلق حب التأثيرات البصرية والخدع البصرية التي نجدها في البُنى سريعة الزوال والقيم العابرة، وتذوق ما هو إيحائي ومغرٍ في الشعر، ما هو عجيب وحسي ومستفز، ما هو مؤثر لغوياً ونحوياً، وتذوق تأثير الصورة وقوة الخطابة، والتي كانت قد نشطت بالتأثر بمؤلفين قدامى مثل أرسطو وسيسرون.
وحسب خوسيه أنتونيو مارفارل كانت الثقافة الباروكية «موجهة» عبر وسائل الإعلام، و«جماعية» موجهة للشعب و«محافظة» بهدف الحفاظ على النظام القائم. ووجب على كل وسيلة تعبير فنية أن تكون تعليمية وجذابة لتصل إلى العامة ثم تثير حماسه وتربطهم بالرسالة المنوي إيصالها إليهم، وهي رسالة وضعت لتخدم السلطة السياسية والدينية، والتي كانت تتحمل تكاليف إنتاج هذه الأعمال الفنية، ذلك أن الكنيسة والطبقة الأرستقراطية، – وبشكل كبير البرجوازية – كانوا يديرون أعمال الفنانين والكتّأب. وإذا ما أرادت الكنيسة نقل رسالة مضادة للإصلاح، فقد كانت أنظمة الحكم الملكية المطلقة تجد في الفن وسيلة لتضخيم صورتها وتعظيمها لدى الشعب، وذلك من خلال المعالم المنحوتة التي كانت تمثل العظمة، وبهذا تعزز السلطة المركزية لدى الملكية مؤكدة على هيمنتها وسطوتها.
لذا، وعلى الرغم من الأزمة الاقتصادية، ازدهر الفن، ويعود الفضل بذلك إلى رعاية الكنسية والطبقة الأرستقراطية. واستغل البلاط في الدول الملكية - خاصة المطلقة- الفن كوسيلة لدعم ممالكهم وكأداة دعاية تدل على عظمة الملك، ومثال نموذجي على ذلك هو بناء لويس الرابع عشر قصر فرساي. وكانت هواية التجميع في أوجها مما ساهم في تنقل الأعمال الفنية في جميع أنحاء القارة الأوروبية مما أدى إلى تحسن سوق الفن. وكان بعض أكبر جامعي الأعمال الفنية في تلك الحقبة الفنية من الملوك مثل: الإمبراطور رودولف الثاني، وملك إنجلترا كارلوس الأول، وملك إسبانيا فيليب الرابع، وملكة السويد كريستينا. وتمركز ازدهار سوق الفن وفي المقام الأول في هولندا، وتحديدا في (أنتويرب وأمستردام)، وفي ألمانيا، وتحديداً في (نورنبيرغ وآوغسبورغ). وانتشرت أكاديميات الفنون عقب ظهورها في إيطاليا في القرن السادس عشر على هيئة مؤسسات هدفها الحفاظ على الفن كظاهرة ثقافية وتنظيم دراسته والحفاظ عليه والترويج له من خلال المعارض والمسابقات. وظهرت مدارس كبرى في القرن السابع عشر مثل: الأكاديمية الملكية للفن التي أُسست في فرنسا عام 1648، وأكاديمية الفن في برلين التي أسست عام 1696.

### الأسلوب الباروكي
الباروك هو أسلوب مستوحى من الشك المانييريسمي (الأسلوبية) والذي عكسه المؤلفون من خلال حسهم الدرامي والمصيري في تلك الفترة الزمنية. حيث أصبح الفن في الباروك أكثر تكلفاً وتصنعاً، ويبالغٌ في زينته وتجملّه. وبرز فيه الاستعمال المخادع للمؤثرات البصرية؛ حيث سعى الجمال الفني لإيجاد وسائل تعبير جديدة، وجمع بين الدهش وتأثيراته المفاجئة. هذا وظهرت مفاهيم جمالية جديدة مثل «العبقرية» و«البصيرة» و«الذكاء». وعلى الصعيد الشخصي تميز المظهر الخارجي بتعبيره عن الموقف المتعالي والأنيق والمنمّق والمبالغ فيه الذي شكّل ما يسمى بالحركة النفائسية (préciosité).
تبعاً لوولفلن، عُرفت الباروكية بشكل أساسي بمعارضتها لعصر النهضة؛ فمقابل الرؤية المباشرة المتبناة في عصر النهضة كانت الرؤية التصويرية الباروكية، ومقابل السطحية في التركيب اعتمدت الباروكية على التعمق، وحيث كانت الأشكال الشعرية محددة في عصر النهضة اتسعت الأشكال الشعرية في الباروك، وقابل وحدة التركيب المستندة إلى التناغم والانسجام في عصر النهضة وحدة التركيب الباروكية المتأثرة بالدافع الأساسي، ومقابل الوضوح الكلي للموضوع من العمل الفني كان الوضوح في العمل الباروكي فيما يتعلق بالنتيجة فقط. بالتالي، فإن الباروكية هي «الأسلوب المنبثق عن المنظور التصويري والعمق الذي تقدم تعددية عناصره فكرة رئيسة واحدة برؤية غير محدودة وغموض نسبي يحول دون معرفة التفاصيل، مكوناً في الوقت نفسه أسلوب فني يخفي فنه بدلا من الكشف عنه.»
عُبر عن أسلوب الفن الباروكي من ناحيتين؛ الأولى، ركزت على الحقيقة، وعلى الجانب الدنيوي للحياة وروتينيتها وخاصيتها الزوالية التي تجسدت في الابتذال الديني الذي انتشر في الدول الكاثوليكية وتعلُّق الكثير من البروتستانت بالأمور المادية الدنيوية. ومن الناحية الثانية، ظهرت رؤية غاية في البلاغة، مترفعة عن المفاهيم الوطنية والدينية كتعريف للسلطة، وعُرفت بحب كل ما هو عظيم ومترف ومبالغٌ فيه، ويتّصف بالصفات المهيبة الممنوحة للعائلة المالكة والكنيسة والتي غالباً ما تكون ذات طابع دعائي قوي.
الباروك هو ثقافة الصورة، حيث تتلاقى جميع الفنون من أجل إنشاء عمل أدبي كامل بجمالية مسرحية وسينوغرافيا (فن تزيين المسرح) وإخراج يظهر سيطرة الكنيسة أو الدولة، مع لمسات طبيعانية لكن في عمل مجمل يعبر عن ديناميكية وحيوية. هذا التفاعل بين جميع الفنون يبرر استخدام اللغة المرئية كوسيلة جماهيرية للتعبير، مصاغة على شكل تصور ديناميكي للطبيعة وللفضاء المحيط.
أحد الخصائص الأساسية للفن الباروكي هو الطابع الوهمي والمتصنّع:«العبقرية والتصميم هما الفن الساحر الذي يصل من خلالهما خداع البصر حتى الإدهاش» (جان لورينزو بيرنيني). يُقَدًر بشكل أساسي كل ما هو مرئي وفانٍ، من أجل ذلك ازدهر المسرح والأجناس الفنية الاستعراضية والمسرحية مثل: الرقص، فن الحركات الإيحائية، الدراما الموسيقية (الخطابة والميلودراما)، مسرح الدمى المتحركة، العروض الأكروباتية، وعروض السيرك، إلخ. كان الشعور حينها أن العالم عبارة عن مسرح (المسرح العالمي)، والشعور بأن الحياة هي عمل مسرحي: «كل العالم هو عبارة عن خشبة مسرح، والرجال والنساء هم الممثلون» (كما تشاء، وليم شكسبير 1599). وعلى الصعيد نفسه كان من الواجب إعطاء الطابع المسرحي للفنون الباقية وبشكل خاص فن العمارة. فهو فن يعتمد على استثمار الواقع، على «المحاكاة»، على قلب الخطأ إلى صواب، وفي اتجاه «تورية» الصواب بالخطأ. حيث لا تظهر الأمور كما هي بل كما يراد أن تكون، خاصةً في الكاثوليكية، حيث لم تلقَ حركة الإصلاح المضاد نجاحا كبيرا لأن نصف سكان أوروبا كانوا من البروتستانت، فظهرت الحيلة البلاغية في الأدب بشكل مطلق كوسيلة للتعبير الدعائي الذي يعكس ترف اللغة الحقيقية بطريقة محسّنة، وذلك عن طريق الاستعانة بالمحسنات البديعية مثل: الاستعارة، المفارقة، المبالغة، الطباق، قلب الكلام، الحذف، إلخ. قلب الحقيقة هو يظهر محرّفا ومضخّما بحيث يحدث تعديل على نِسَبِهِ مع إخضاع العمل الخيالي لمعيار شخصي، وقد وصل تأثيره حتى إلى الرسم حيث حيث الإفراط في استعمال فنون مخادعة للنظر.
يسعى الفن الباروكي لخلق واقع بديل من خلال الخيال والوهم. وقد عُبّر عنه من خلال الاحتفالات بأنواعها، في المباني مثل الكنائس أو القصور أو الحي أو المدينة بأكملها التي تحوّلت إلى مسارح الحياة، إلى خشبات مسرح تقدم الحقيقة والوهم. إن الحواس معرضة للخداع والاحتيال، واستناداً لهذا حاولت الكنيسة مكافحة الإصلاح، فوسمت نفسها بالبهاء والروعة لتظهر تفوقها على الكنائس البروتستانتية، وقدّمت أعمالاً مثل القداسات المهيبة، واليوبيل، والمواكب الدينية، وإعلان القداسة، وتنصيب البابا. كذلك كانت الاحتفالات الملكية والأرستقراطية مع بعض الأحداث كالتتويج، والزفاف، والولادات الملكية، والجنائز، وزيارات السفراء أو أي حَدَث يسمح للعاهل نشر سلطته ليعجب بها الشعب. كانت الاحتفالات الباروكية تشكل مزيجا من كل الفنون من الهندسة المعمارية والفنون البصرية إلى الشعر والموسيقى والرقص والمسرح والألعاب النارية وتنسيق الزهور والألعاب المائية، الخ. حيث ساهمت مواهب المهندسين المعماريين مثل بيريني وبيترو دا كورتونا وألونسو كانو وسيبيستيان هرريرو بارونويبا في إسبانيا بمثل هذه الأحداث كتصميم الهياكل وعلم الرقص والإضاءة وعناصر أخرى كانت تخدمهم غالبا في أعمال مستقبلية أكثر جدية، مثل مظلة القديسة سانتا ايزابيل في البرتغال التي خدمت بيرنيني لاحقا في تصميم مظله سان بدرو، والكارانتوري (مسرح اليسوعيين المقدس) لكارلو رينالدي التي كانت نموذجاً لكنيسة سانتا ماريا في كامبيتيلي.
خلال الباروكية، برز الطابع الزخرفي والمتكلف والمحشو يحمل طابعاً انتقالياً حيوياً يرتبط بالمبدأ اللاتيني (تذّكُر الموت)، الثروة الزائلة مقابل حتمية الموت، بالتوازي مع الجنس الفني التصويري لاس فانيتاس (العبثية)، هذا المبدأ الذي أحياه المذهب الحيوي عن التمتع باللحظة العابرة مثل الاحتفالات والأنشطة الترفيهية المليئة بالفخامة والتكلف المسرحي، ويستعان بالهندسة المعمارية والتصميم لتوفير الروعة لها.
يذكر أن الباروكية مفهوم غير متجانس حيث أنها لم تقدم وحدة أسلوبية أو جغرافية أو تاريخيه، لكننا نجد اتجاهات أسلوبية مختلفة بشكل أساسي في مجال الرسم. ومن هذه الأساليب: الطبعانية: فيقوم على مراقبة الطبيعة مع مبادئ توجيهية يضعها الفنان بناءً على معايير أخلاقية وجمالية أو مشتقة من تفسير حر يقدمه الفنان من خلال تصوره للعمل، والواقعية: برز في هذا الاتجاه التقليد الصارم للطبيعة غير مفسرة ولا معدّلة، ومصورة بعناية في أدق التفاصيل، والكلاسيكية: تيار يهدف إلى تمجيد الطبيعة وجعلها مثالية ومستفزة للمشاعر النبيلة والتأملات العميقة مع تطلعها لتعكس الجمال في كل معانيها.
أخيرا، تجدر الإشارة إلى أته ظهرت في الباروك أنواع تصويرية جديدة؛ رغم أنه استمر ظهور موضوعات تاريخية، أسطورية أو دينية، ولكن أدت التغييرات الاجتماعية العميقة في القرن السابع عشر إلى الاهتمام بقضايا جديدة خاصة في البلاد البروتستانتية حيث حالت مبادؤها الأخلاقية الصارمة دون تمثيل الصور الدينية لاعتبارها وثنية. وأدّى صعود البرجوازية إلى استثمارها بشكل حاسم في الفن وجلبت دائماً مواضيع جديدة بعيدا عن المشاهد الكبرى المفضلة من قبل الطبقة الأرستقراطية. ومن بين الأجناس المتطورة بغزارة في الباروك يبرز:
- فن التصوير: الذي يأخذ نماذجه من الواقع المحيط ومن الحياة اليومية، ومن مواضيع قروية أو حضرية، ومن الفقراء أو المتسولين، ومن التجار أو الحرفيين، أو من الاحتفالات والبيئات الفلكلورية؛
- المشهد الطبيعي: الذي يجعل من تمثيل الطبيعة تصنيفاً مستقلاً، وخدمت حتى ذلك الحين فقط المشاهد التي تحتوي على شخصيات تاريخية أو دينية،
- البورتريه: الذي يركز على رسم الأشخاص بشكل عام مع محتوى واقعي على الرغم من أنه أحيانا لا يكون بعيدا عن جعله مثاليا،
- الطبيعة الصامتة أو الطبيعة الميتة: التي تتكون من تمثيل الجمادات مثل: المعدات والأجهزة، والورود، والفواكه أو مأكولات أخرى، والأثاث، والمعدات الموسيقية، إلخ.
- لا فانيتاس: وهو نوع من أنواع فن الطبيعة الصامتة الذي يلمّح للأمور سريعة الزوال من الوجود الإنساني، متمثلة بشكل عام بوجود الجماجم أو الهياكل، والشموع أو الساعات الرملية.

## العمارة

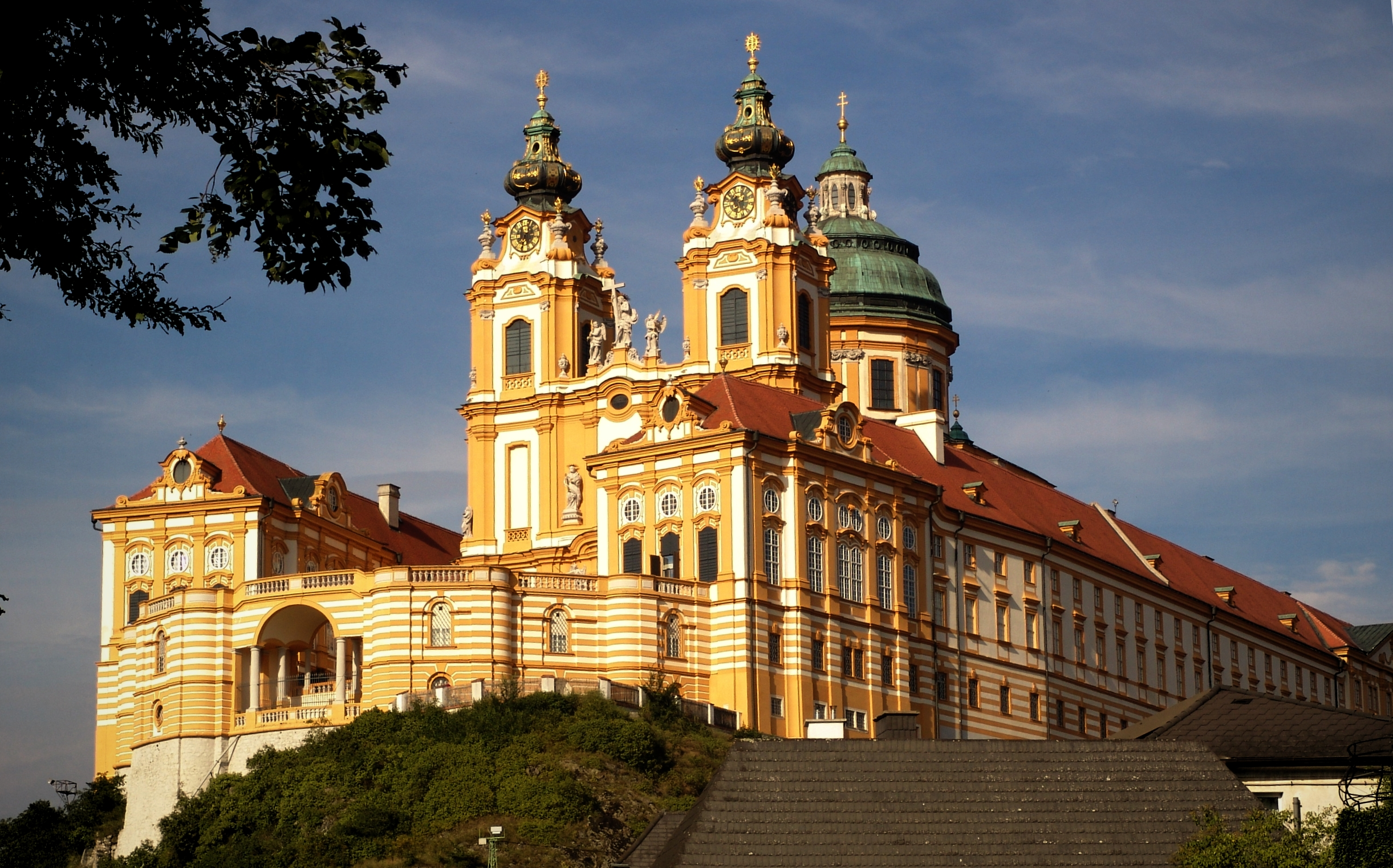
دير شتيفت ميلك ، النمسا.

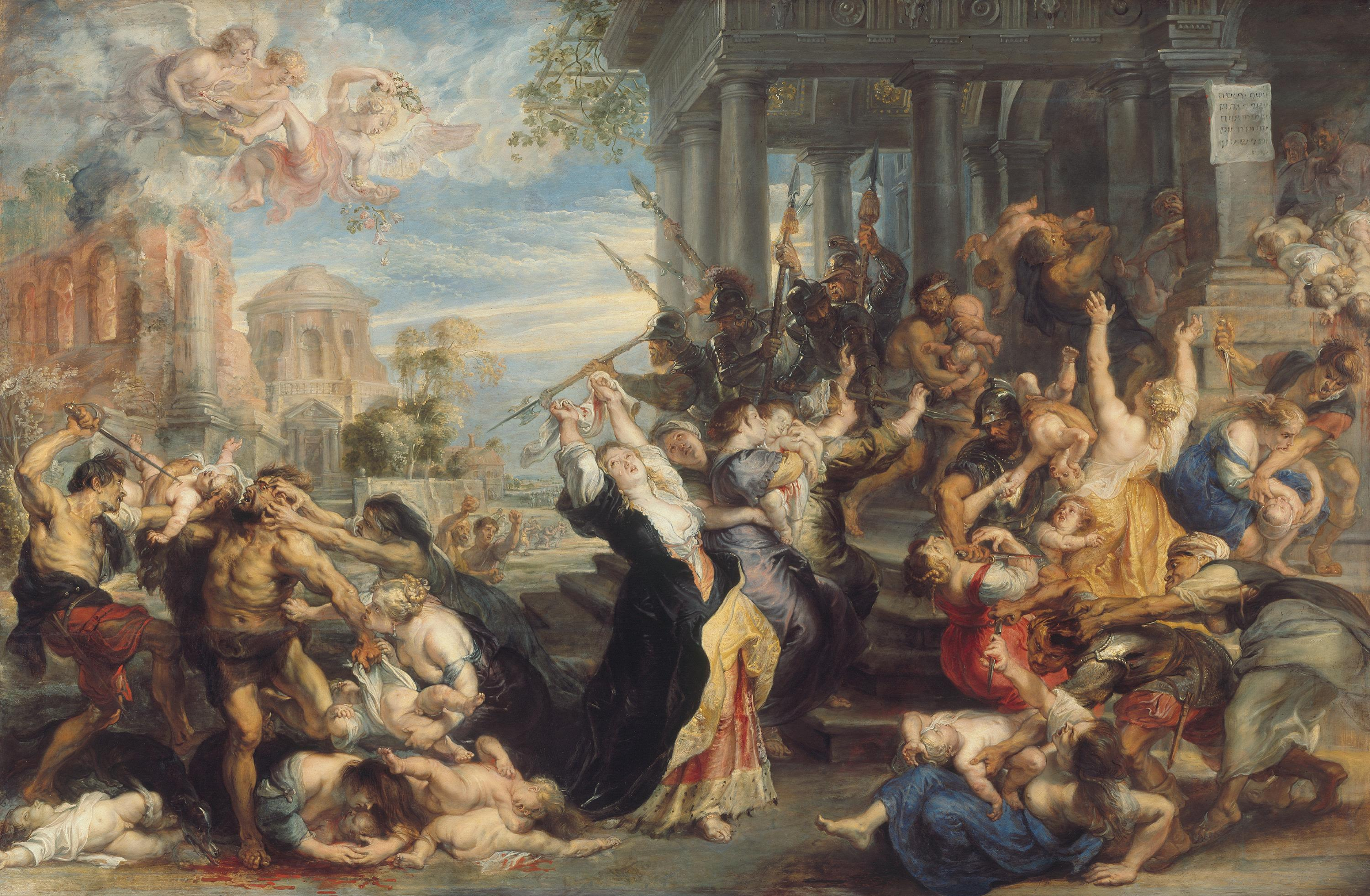
Der betlehemitische Kindermord von بيتر بول روبنس

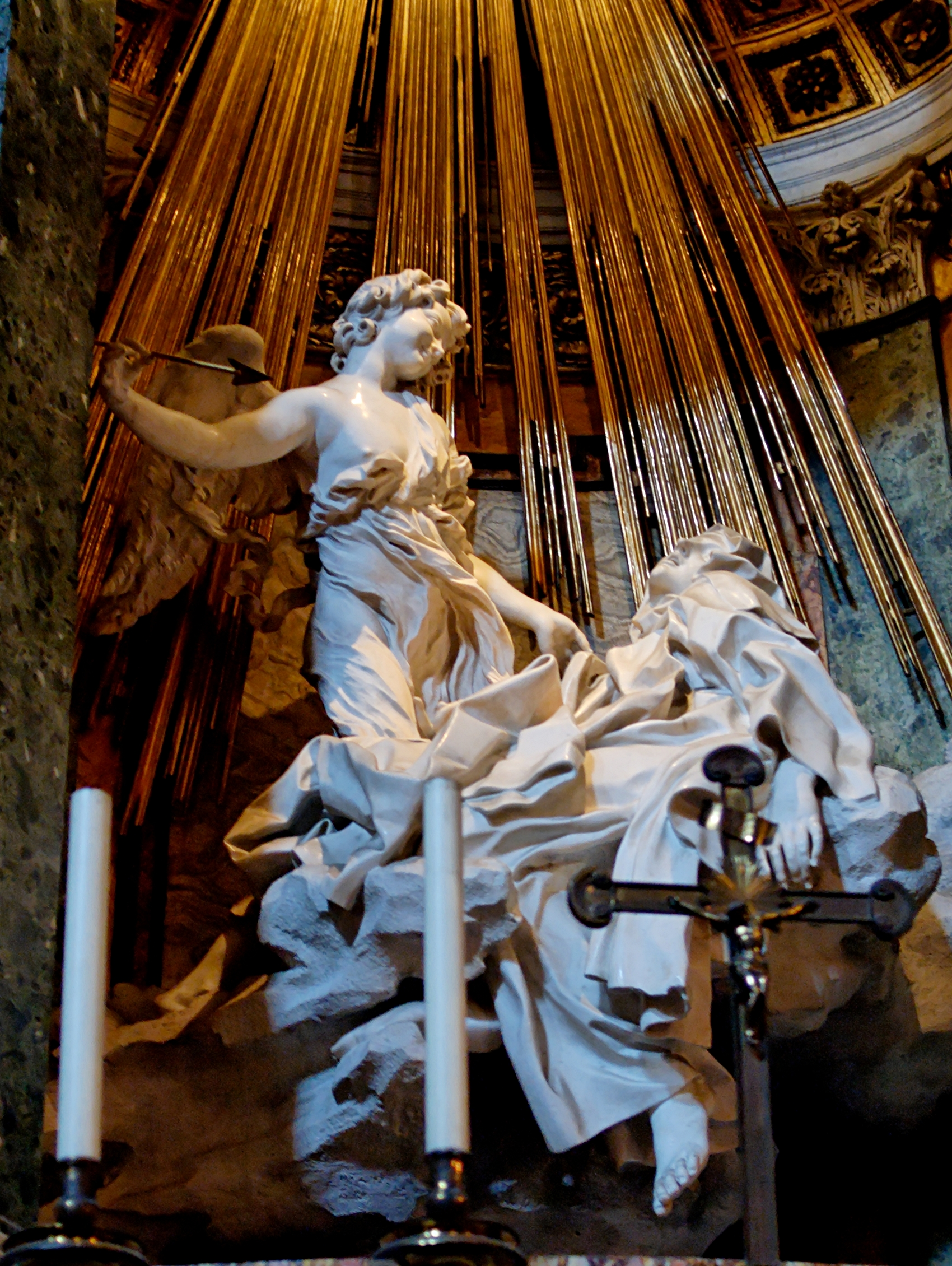
تمثال بالفن الباروكي ، روما.

شملت العمارة الباروكية أشكالا ديناميكية أكثر، ذات تصميم مترف وحسّ فني مسرحي (سينوغرافيا) متعددة الأشكال والأحجام. حيث نال تشكيل الفراغ مقداراً من الأهمية مع تفضيل المنحنيات المقعرة والمحدبة، وإبداء اهتمام خاص بالخدع البصرية (ترمبلوي) وبمنظور المشاهد. وحظي تخطيط المدن كذلك بأهمية كبيرة، بفضل برامج التطوير الحضرية التي سعى إليها الملوك والبابوات بشكل كبير، إذ اتسم بتوحيد الشكل المعماري والمناظر الطبيعية الذي من شأنه أن يحقق إعادة تشكيل مستمرة للمساحة، التي تتسع لتشمل أشكالا لامتناهية كتعبير عن المثل العليا سواء كانت سياسية أم دينية.

### إيطاليا
كما عُرف عنها سابقا، كانت إيطاليا أول من بدأ بتنفيذ أسلوب العمارة الجديد، ويعود الفضل لذلك بشكل أساسي للكنيسة والبرامج المعمارية والمدنية الضخمة التي تمت برعاية الكرسي الرسولي البابوي، راغبا بذلك أن يظهر للعالم انتصاره على حركة الإصلاح. ساد النمط الكنيسي نمط البناء الأساسي للعمارة الباروكية في إيطاليا، والتي لعبت الدور الأكبر في الترويج لحركة الإصلاح المضاد. حيث تتميز الكنائس الباروكية الإيطالية بوفرة الأشكال الديناميكية مع غلبة المنحنيات المقعرة والمحدبة، وواجهات غنية بالتصاميم ومكتظة بالمنحوتات، بالإضافة لعدد هائل من الأعمدة التي غالبا تكون نازلة من الجدران، ويسودها من الداخل كما الخارج طابع المنحنيات وزخم التصاميم. ومن بين القياسات المختلفة لمساحاتها المستوية يبرز- خاصة بين أواخر القرن السادس عشر وأوائل القرن السابع عشر- التصميم ذو الجزئين، بقوصرتين متّحدتيّ المركز (قوس من الخارج مع شكل مثلث من الداخل) متّبعاً بذلك تصميم واجهة كنيسة خيسو في جياكو موديلا بورتا. من أوائل من تبنى هذا الأسلوب كارلو مادرنو، مصمم واجهة كاتدرائية القديس بطرس في الفاتيكان (1607-1612) - كذلك عدّل خارطة قاعدتها من الصليب اليوناني الذي صممه دوناتو برامانتي للصليب اللاتيني- ، وكنيسة القسيسة سوزانا (1597-1603). ومن أعظم رواد الأسلوب الباروكي الجديد المعماري والنحات جان لورينزوبرنيني، وهو المهندس المعماري الأساسي لروما الأثرية التي نعرفها اليوم، التي تضم: مظلة القديس بطرس (1624-1633) حيث يظهر العامود السليماني الذي عرف لاحقاً كإحدى خصائص الباروك، وصف الأعمدة في ساحة القديس بطرس (1656-1667)، وكنيسة سانت أندريا في الكويرنيال (1658-1670)، وقصر شيغي-أوديسكالتشي (1664-1667).
اسم مهم آخر لهذه الفترة الزمنية هو فرانشسكو بوروميني، معماري مبتكر خرج عن كل معايير العمارة الكلاسيكية بالرغم من تمسك برنيني بها، إذ استخدم الأسطح المستوية، والأقبية المتقاطعة، والأقواس مختلفة الخطوط، مشكلاً بذلك أسلوب عمارة ذي طابعٍ شبه نحتي، وصمم كنيسة القديس كارلو ذات النوافير الأربعة (1634-1640)، وكنيسة القديس يافنيس في سابينثيا (1642-1650)، وكنيسة القديس أغنيس في أغوني (1653-1661). أما المعماري الثالث ذائع الصيت في روما فقد كان بيترو داكورتونا، صاحب فنون تشكيلية متنوعة بتناقضات كبيرة بين الضوء والظل وقد يعود سبب ذلك كونه رساماً أيضاً (كنيسة القديسة ماريا دي لاباتش،(1656-1657))، (كنيسة القديسيين لوكا ومارتينا،(1635-1650)). ومن خارج روما يجدر الإشارة إلى بالتازار لونغينا في البندقية، مصمم كنيسة القديسة ماريا دي لاسالودي (1631-1650)، وفي تورينو غوارينو غواريني مصمم كنيسة الكفن المقدس (1667-1690) وفيليبو يوغارا مصمم بازيليكا دي سويرجا (1717-1731).

### فرنسا
في فرنسا وتحت حكم لويس الثالث عشر ولويس الرابع عشر، بدأت سلسة من الإنشاءات المعمارية ذات الطابع المترف بهدف إظهار عظمة الملك والطابع العريق والإلهي للملكية المطلقة. وعلى الرغم من إمكانية الشعور ببعض التأثير الإيطالي في العمارة الفرنسية، إلا أنه تم إعادة إنتاجها بطريقة رصينة ومتوازنة أكثر لتصبح أقرب إلى عصر النهضة الكلاسيكية، ولذلك فإن الفن الفرنسي في هذه الحقبة يمكن تسميته بالفن الكلاسيكي الفرنسي. وتتصل الإنجازات المتعلقة بهذا المجال باسم جاك لوميير (كنيسة جامعة السوربون، 1635) وفرانسوا مانسارت (قصر ميزون لافيت، 1624-1626: كنيسة فال دي جراس، 1645-1667). وسابقا تركّزت جهود البلاط الملكي في إنشاء الواجهة الجديدة لقصر اللوفر للمصممين لويس لوفو وكلود بيرو (1667-1670) وتركزت بالأخص في قصر فيرساي للويس هاردوين مانسارت (1669-1685). وتُعتبر كنيسة القديس لويس دي لوس انباليدوس (1678-1691) وساحة فادوم في باريس (1685-1708) من الأعمال الجديرة بذكرها بهذا الصدد.

### إسبانيا
وصف فن العمارة في إسبانيا في النصف الأول من القرن السابع عشر التراث الهيريري بالبساطة والتقشف من الناحية الهندسية. وتم توظيف عصر الباروك تدريجياً في الديكورات العلوية الداخلية للكنائس والقصور حيث تم تطوير الحُليّ المنحوتة من الخشب خلف المذابح في الكنيسة لتصل مستويات أكثر إبهارا. وخلال هذه الفترة اعتُبر خوان جوميز دي مورا الشخصية الأبرز كونه من صمم إكليريكية سالامنكا (1617) وساحة مدريد الكبرى (1617-1619) وبلديتها (1644-1702). ومن المصممين الآخرين في هذه الحقبة: ألونسو كاربونيل الذي صمم قصر بوين ريتيرو، وبيدرو سانشيز وفرانسيسكو باوتيستا مهندساً مدرسة القديس اسيدرو في مدريد (1620-1664).
وبحلول منتصف القرن، أحرزت الأشكال الأكثر ثراءً والقياسات الهندسية المفتوحة والديناميكية تقدما ملحوظا مع استخدام الديكورات الطبيعية كأكاليل الزهور واللوحات النباتية واستخدام الأنماط المجردة كالقوالب والأعمدة الصغيرة البارزة. ومن الأسماء التي ينبغي الإشارة إليها في هذه الفترة: بيدرو دي لا تورره، خوسيه دي بيياريال، خوسيه ديل اولمو، سيبستيان هيريرا بارنويبو وبالأخص ألونسو كانو، مصمم واجه كاتدرائية غرناطة (1667).
وبين نهايات ذاك القرن وبدايات القرن الثامن عشر، برز الأسلوب التشوريجيرسكي (نسبة للإخوة تشوريجيرا) حيث تميز هذا الأسلوب بالديكور المترف وتوظيف الأعمدة السليمانية، حيث صمم خوسيه بينتو تشوريجيرا الستار الخشبي الكبير المزخرف الموضوع خلف المذبح في كنيسة سان استيبان في سلامنكا (1692)، وواجهة قصر وكنيسة نويبو باثتان في مدريد (1709-1722)، في حين أنشأ ألبيرتو تشوريجيرا الساحة الكبيرة في سلامنكا (1728-1735)، وكان خواكين تشوريجيرا من صمم مدرسة كالاترابا (1717)، ودير القديس بارتولوميه (1715) في سلامنكا، متأثرا بالأسلوب البلاتيريسكي (أسلوب فني مختص في صياغة وتشكيل الفضة). ومن الشخصيات الأخرى في هذه الحقبة: ثيودور ارديمانس الذي صمم كلا من واجهة بلدية مدريد والنموذج الأول للقصر الملكي في مزرعة القديس ايدفونسو (1718-1726)، وبيدرو دي ريبيرا، مهندس جسر طليطلة (1718-1732) وثكنة الدوق أو الايرل (1717) وواجهة كنيسة السيدة العذراء في مونتسيرات في مدريد (1720)، ونارثيسو توميه، مصمم المنوَر المزخرف في سقف كاتدرائية طليطلة (1721-1734)، والألماني كونارد رودولف، مصمم واجهة كاتدرائية فالنسيا (1703)، خيمه بورت، المهندس المعماري لواجهة كاتدرائية مرسية (1736-1703) وأخيرا بيثنته اثيرو، صاحب مشروع كاتدرائية سانتياغو دي كومبوستيلا.

### دول أوروبية أخرى
في ألمانيا لم تبدأ الأعمال المهمة حتى أواسط القرن بسبب حرب الثلاثين عاما، وحتى ذلك الحين تم تكليف معماريين إيطاليين بالأعمال الرئيسة. وفي نهاية القرن ظهر مهندسون معماريون ألمان ذوو مستوىً رفيع قدموا حلول مبتكرة في حركة الروكوكو. من أمثال: أندرياس شلوتر، مصمم القصر الملكي في برلين (1706-1698) المتأثر بقصر فرساي، وماتهاوس دانييل بوبلمن مصمم قصر تسفنغر في درسدن (1722- 1711)، وجورج باهر الذي عمل كنيسة السيدة العذراء في (فراونكريشه) في درسدن (1722-1738). وفي فيينا يبرز يوهان برنهارد فيشر فون ايرلاخ، وهو مهندس كنيسة سان كارلوس بوروميو في فيينا (1715-1725)، ويوهان لوكاس فون هيلدربرانت، مهندس قصر بيلفيدر في فيينا (1713-1723)، وياكوب براندتاور مهندس دير ملك (1702-1738). وفي سويسرا يكفي الإشارة إلى دير اينسلدين (1735-1738) التي صممها كاسبر موسبروغر، وكنيسة اليسوعيين في سولوتورن 1680 من تصميم هينرش ماير، ودير سانت غال (1720-1770) بتصميم كاسبر موسبروغر وميخائيل بيير وبيتير ثمب.
أما في إنجلترا استمرت كلاسيكية عصر النهضة لفترة جيدة من القرن السابع عشر بتأثير هندسة بالاديو، وأفضل فنانيها كان إنيغو جونز. دخلت إليها لاحقاً أشكالاً جديدة من القارة، وأعيد تأويلها مرة أخرى باعتدال وانضباط يخضع لهندسة بالاديو. وأفضل عمل لتلك الفترة كانت كاتدرائية سانت بول في لندن (1675-1711) من تصميم كريستوفر رن، وغيرها من الأعمال المعمارية مثل قلعة هاورد (1699-1712) وقصر بلاينهايم (1705-1725)، لكل من جون فانبرة ونيكولاس هاوكسمور.
في الإقليم الفلامندي كان الأسلوب الزخرفي لعصر الباروك طاغيا، وتعايشت مع أنماط بنيوية قوطية قديمة مرتبة بشكل كلاسيكي ومزخرفة بأسلوب مانيري، مثل كنائس القديس لوب من نامور 1621، والقديس ميخائيل من لوفان (1666-1650)، والقديس جاين باتيست من بروكسل (1677-1657)، والقديس بيتر من ماليناس (1704-1670).
في دول الشمال استحضرت البروتستانتية هندسة معتدلة وكلاسيكية بنماذج مستوردة من دول أخرى وخصائص محلية تبرز في استخدام المواد، مثل جدران الطوب والحجارة المنحوتة والسقف النحاسي. وفي الدنمارك يبرز مبنى بورصة كوبنهاغن (1674-1619) الذي صممه المعماري هانس فان شتين فنغل الأصغر وكنيسة فريدريك الخامس (1894-1754) التي صممها نيكولاي ايكتفد. في هولندا الكالفينية فكانت ذا طابع عرف بالبساطة والتقشف بخطوط كلاسيكية، مثل بورصة امستردام 1608 من تصميم هندريك دي كايسير، وقصر ماورتشويس في لاهاي (1644-1633) من تصميم جاكوب فان كامبين، وبلدية أمستردام 1648 (حالياً القصر الملكي)، للمهندس نفسه. ويكفي الإشارة في السويد لقصر دروتتنغهولم (1185-1662) وكنيسة ريدارهولم 1671 من تصميم نيكوديموس تيسين الأكبر والقصر الملكي في ستوكهولم (1728-1697) الذي صممه نيكوديموس تيسين الأصغر.
وفي البرتغال وحتى أواسط القرن ومع استقلال إسبانيا لم يظهر أي عمل معماري ضخم. وتميزت تلك الفترة باكتشاف مناجم الذهب والألماس في ميناس جرايس في البرازيل، أدى إلى رغبة الملك جواو الخامس إلى محاكاة بلاط فرساي والفاتيكان. ومن بين المباني الجديرة بالذكر: دير زفرة (1740-1717) من تصميم يوهان فرادرايش لودفيغ، وقصر كيلوز الملكي 1747 من تصميم ماثيوس فيسنته وكنيسة بوم خيسوس دو مونته في براغ (1811-1784) من تصميم مانويل بنتو فيلالوبوس.
في أوروبا الشرقية كانت براغ (عاصمة جمهورية التشيك) واحدة من المدن التي تحتوي أكبر البرامج المعمارية والمفضلة من قِبل الطبقة الأرستقراطية التشيكية كما يظهر في: قصر سترنين (1668-1677) لفرانشيسكو كاراتي، قصر المطران (1675-1679) لجان باتيست ماثيي، كنيسة القديس نيكولاس (1703-1717) لكريستوف ديينتزينهوفر، ومعبد السيدة لوريتو (1721) لكلٍ من كريستوف وكيليان إغناز ديينتزينهوفر. وبرزت في بولندا كاتدرائية سان خوان باوتيستا في فروتسواف (1716-1724) لفيشر فون إيرلاش، (1677-1682)، قصر كراسنسكي لتيلمان فان جاميرن، بالإضافة إلى قصر ويلانو (1692) لكلٍ من أغوستينو لوتشي وأندرياس شلاوتر. وفي روسيا أعطى القيصر بطرس الأكبر طابعاً غربياً للدولة استمده من شمال أوروبا الباروكيّ، حيث كان مصدره الرئيس كاتدرائية سان بطرس وسان بولس (1703-1733) والتي صممها المهندس المعماري الإيطالي دومينيكو ترزين.
في ما بعد، اعتُبر فرانشيسكو بارتولوميو راستريلي الممثل للعصر الباروك المتأخر تحت تأثير فرنسي-إيطالي، وقد سبق وأن وضع بصمات الروكوكو في قصر بيترهوف المسمّى «قصر فرساي الروسي» (1714-1764) والذي أقامه لو بلوند، قصر الشتاء في سانت بطرسبرغ (1754-1762) وقصر كاتالاينا في تسارسكوي سيلو (1752-1756).
في أوكرانيا، تميز الباروك عن الغرب من خلال استعمال الزخرفة الأكثر اعتدالاً وباستخدام أشكال بسيطة، كما هو الحال في دير بيتشرسك لافرا المعروف بدير الكهوف في كييف، ودير سان ميغل دي فيدوبوتش في كييف أيضا.
أما في الدولة العثمانية، أثر الفن الغربي خلال القرن الثامن عشر على الفنون الإسلامية التقليدية، ويلاحظ ذلك في جامع لاله لي (1760-1763) الذي شُيّد من قِبل محمد طاهر الآغا. ويعتبر جامع نورواوسمانية دليل آخر على ذلك والذي صممه المهندس المعماري اليوناني سيمون إل روم (1748-1755) تحت رعاية من السلطان محمود الأول الذي طلب إحضار مخططات من الكنائس الأوروبية لإنشائه.

## صور ونماذج

الفن المعماري الكنائسي
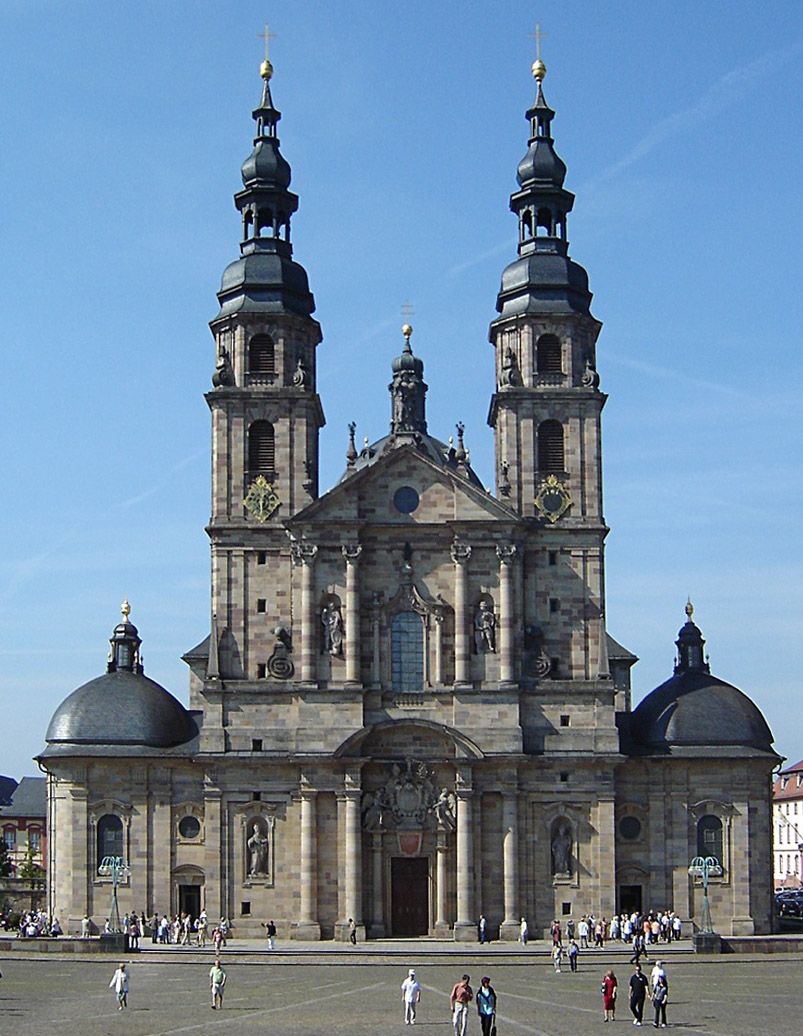
Fuldaer Dom
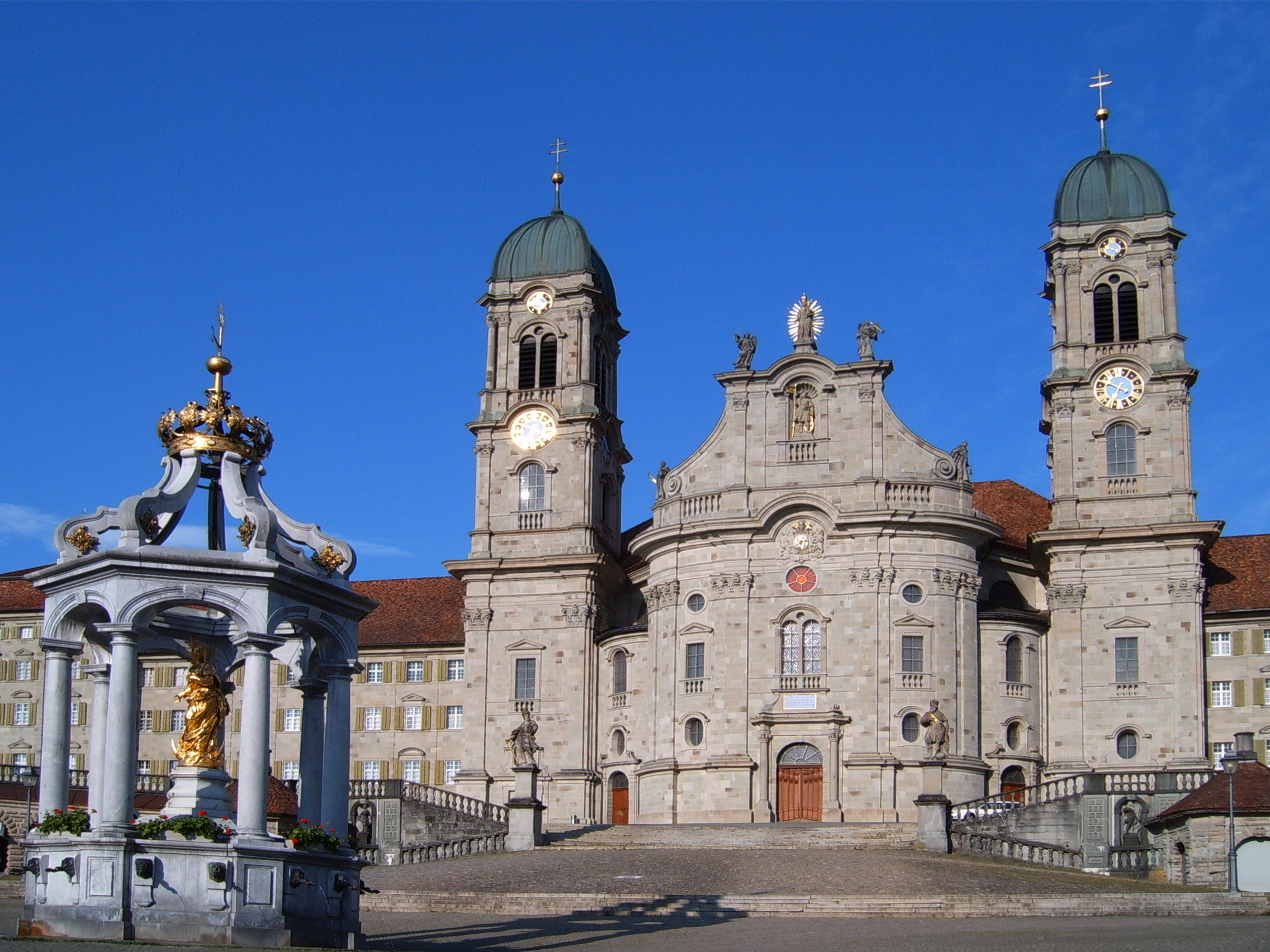
دير اينسيديلن
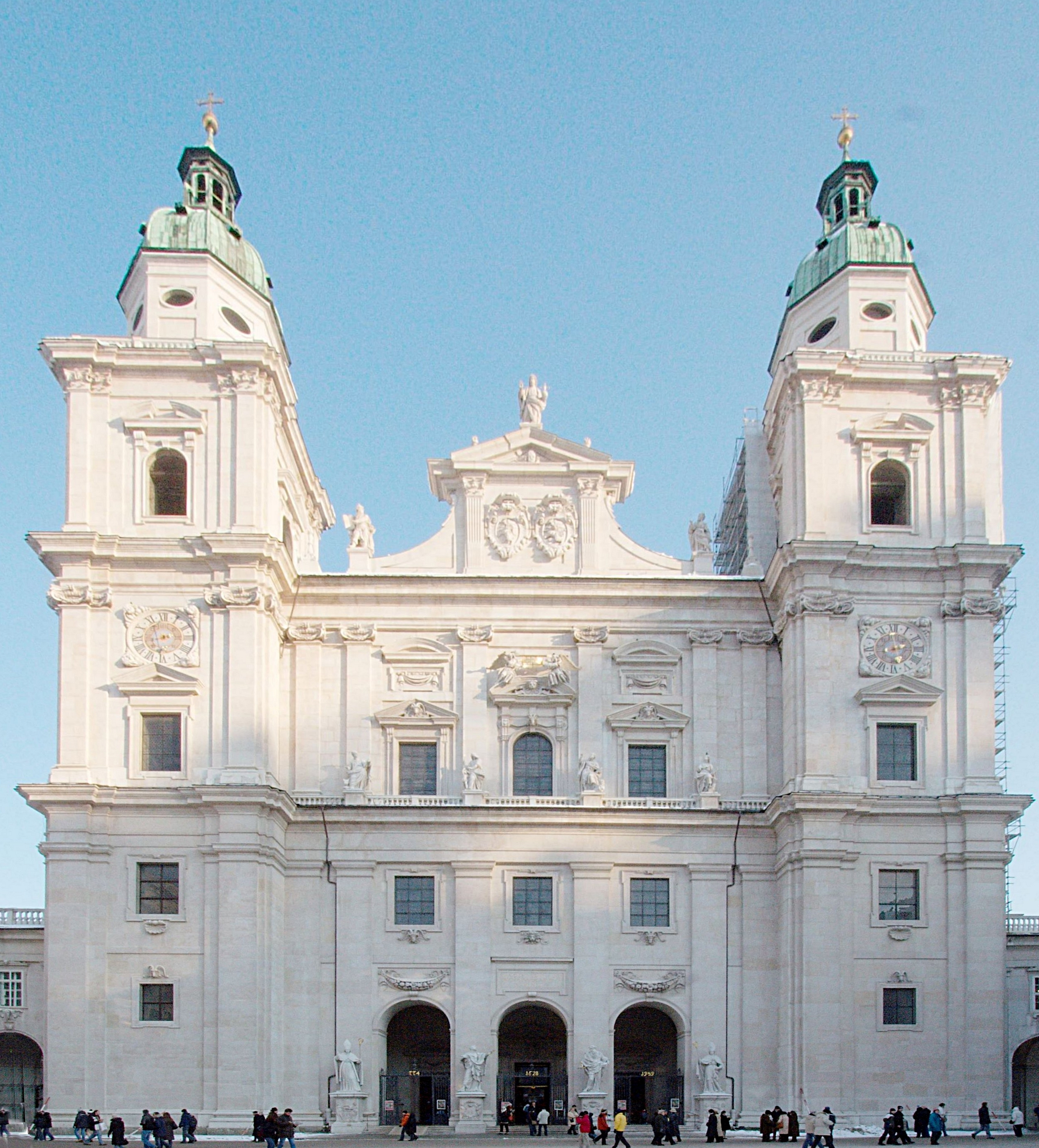
Salzburger Dom
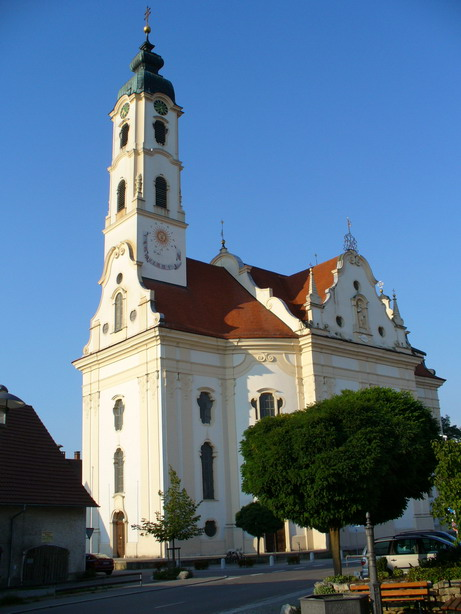
Wallfahrtskirche Steinhausen
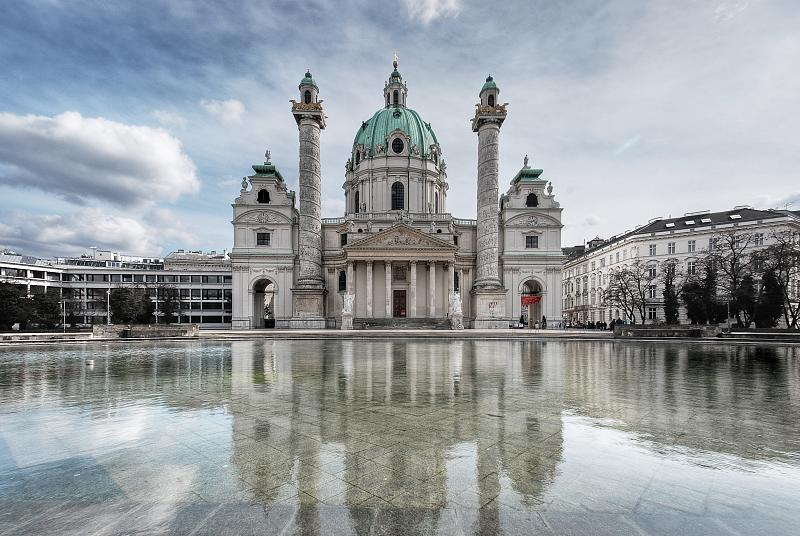
Wiener Karlskirche

Barock: الفن المعماري للقصور
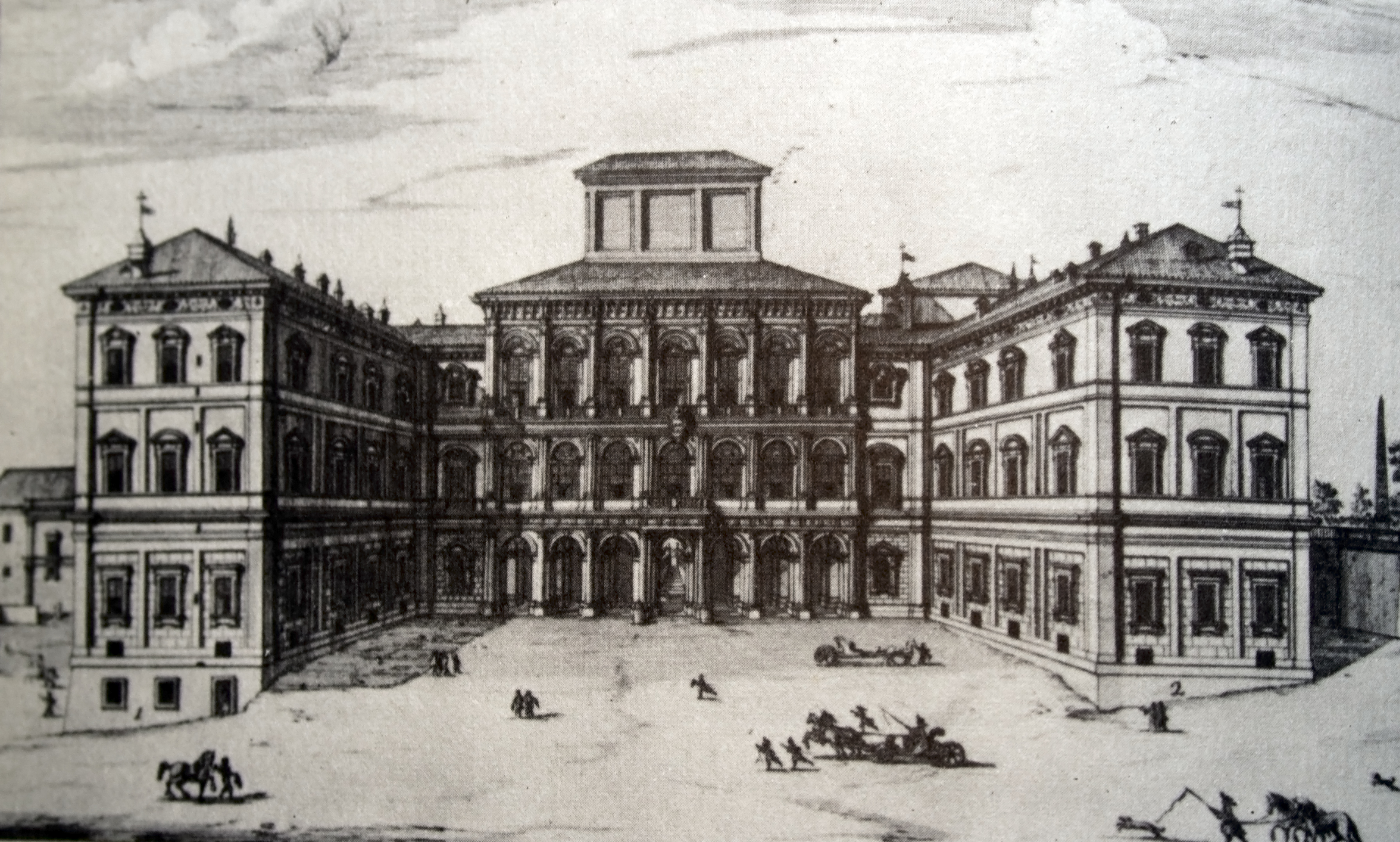
قصر باربيريني, Rom (1625–1638)
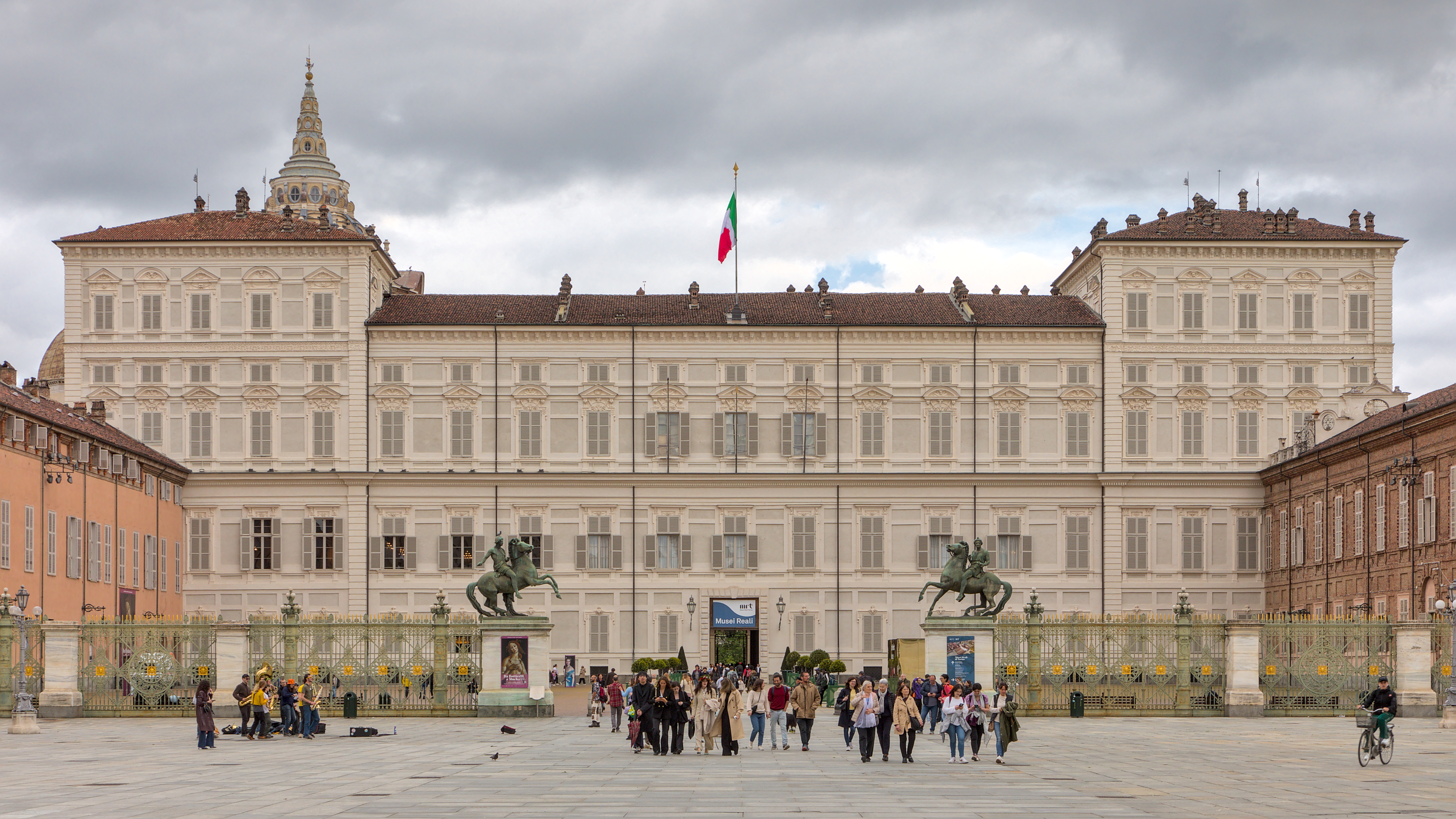
Königlicher Palast (Turin) (um 1656)
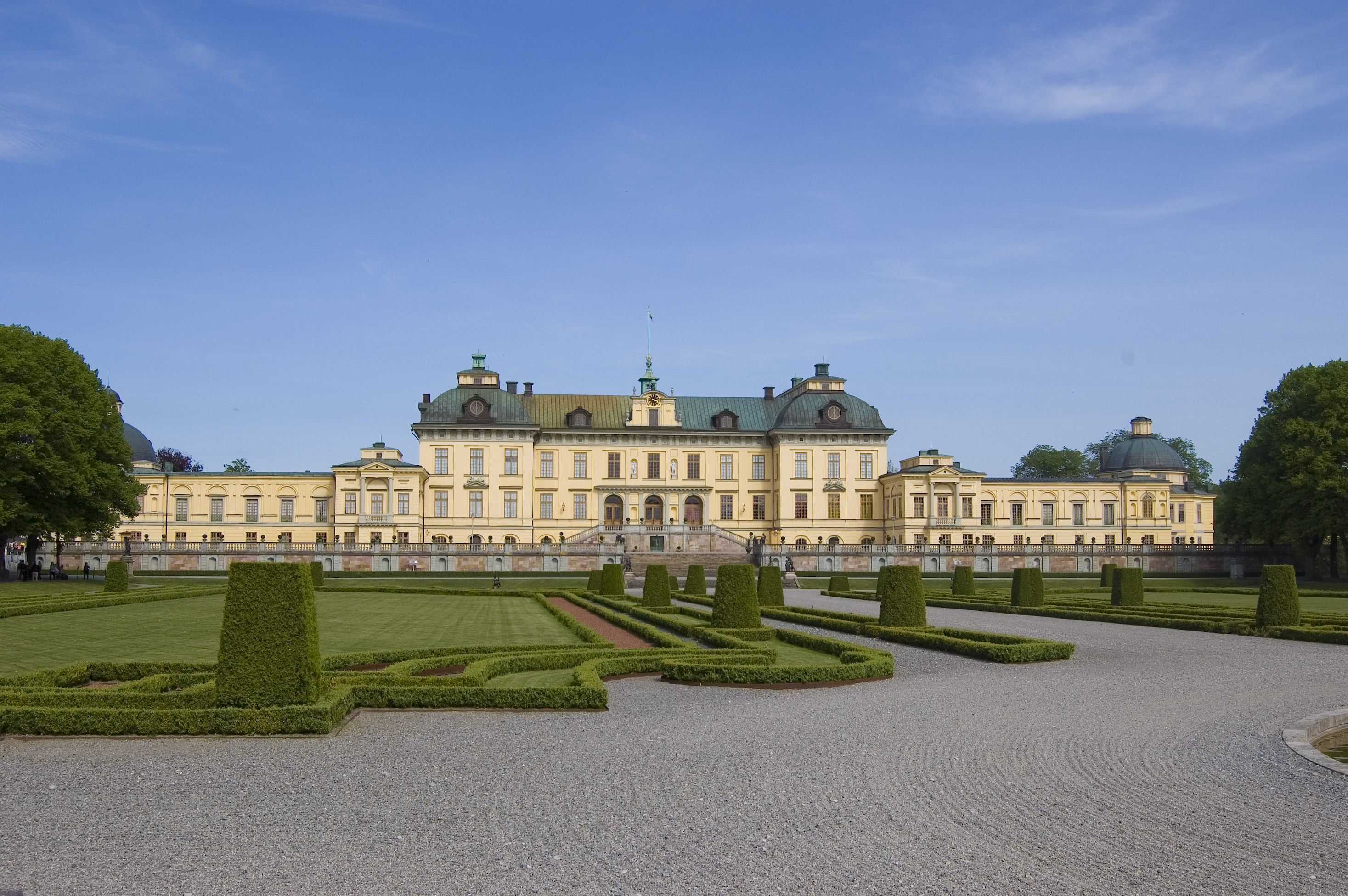
Schloss Drottningholm, Schweden (1662–1681)
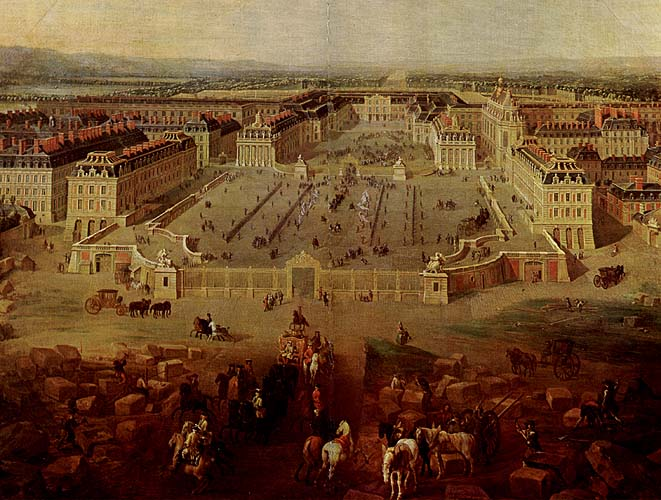
قصر فرساي (1668–1682)
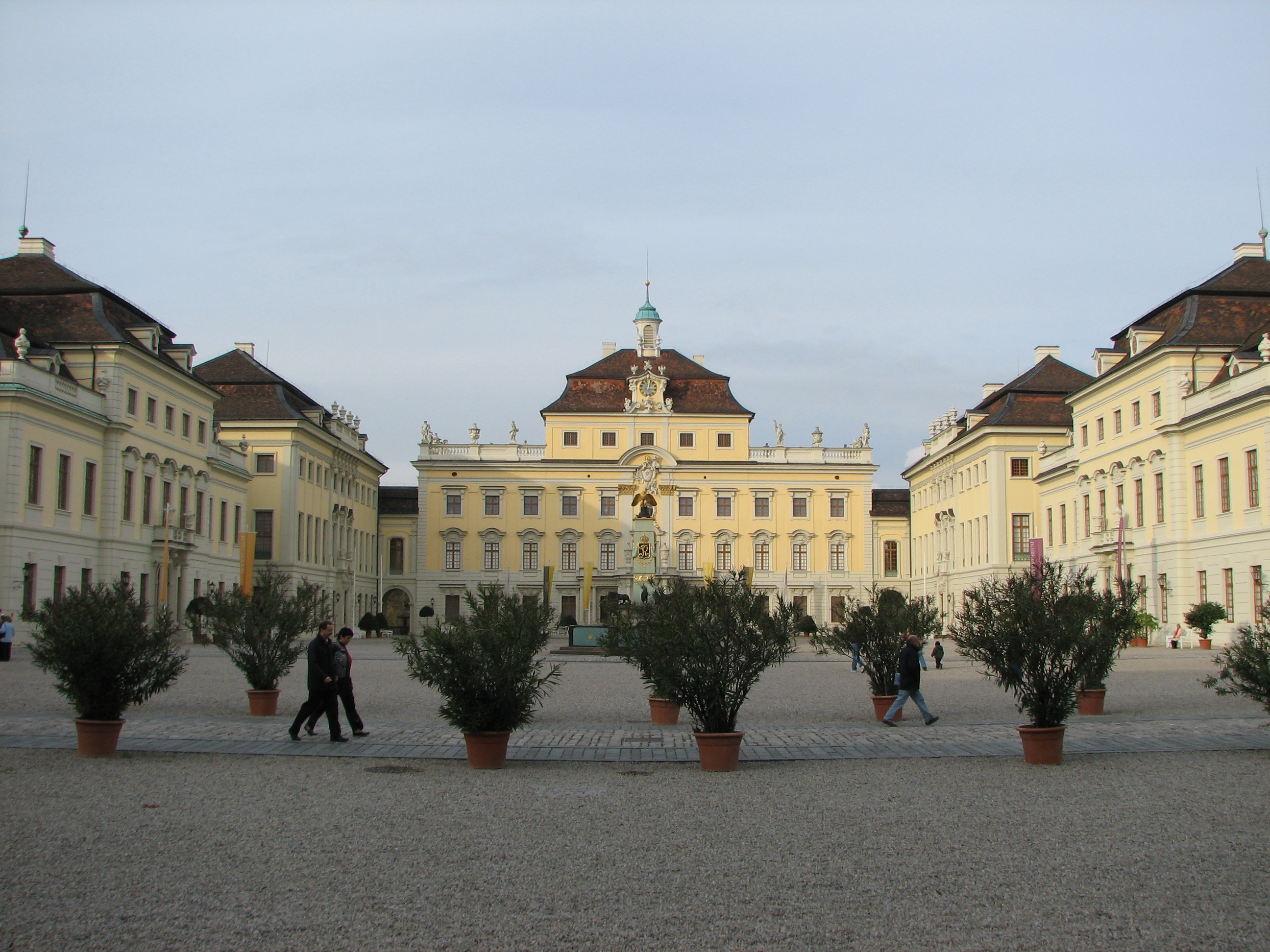
Residenzschloss Ludwigsburg (1704–1733)
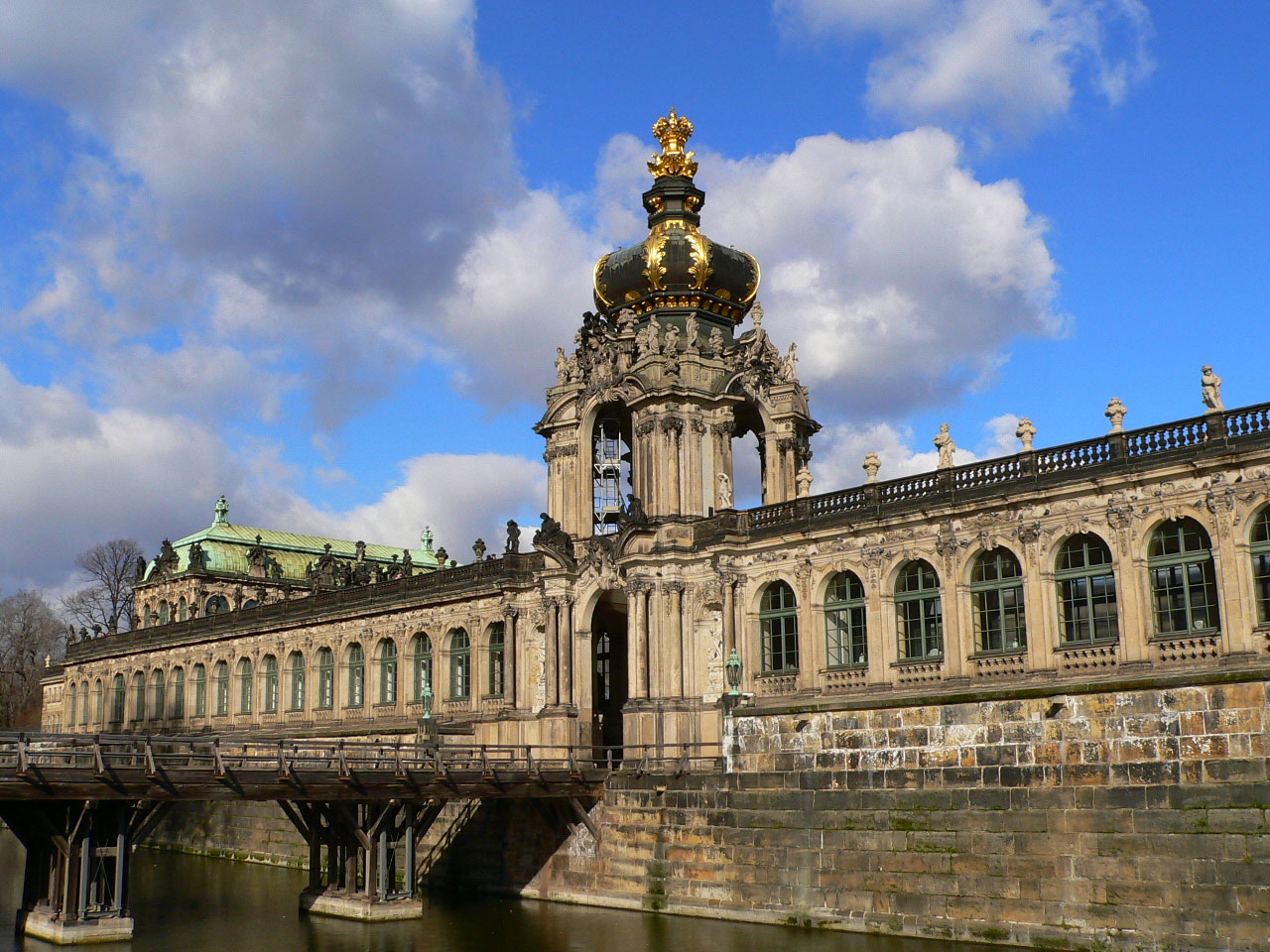
تسفينغر und تسفينغر (1709–1728)
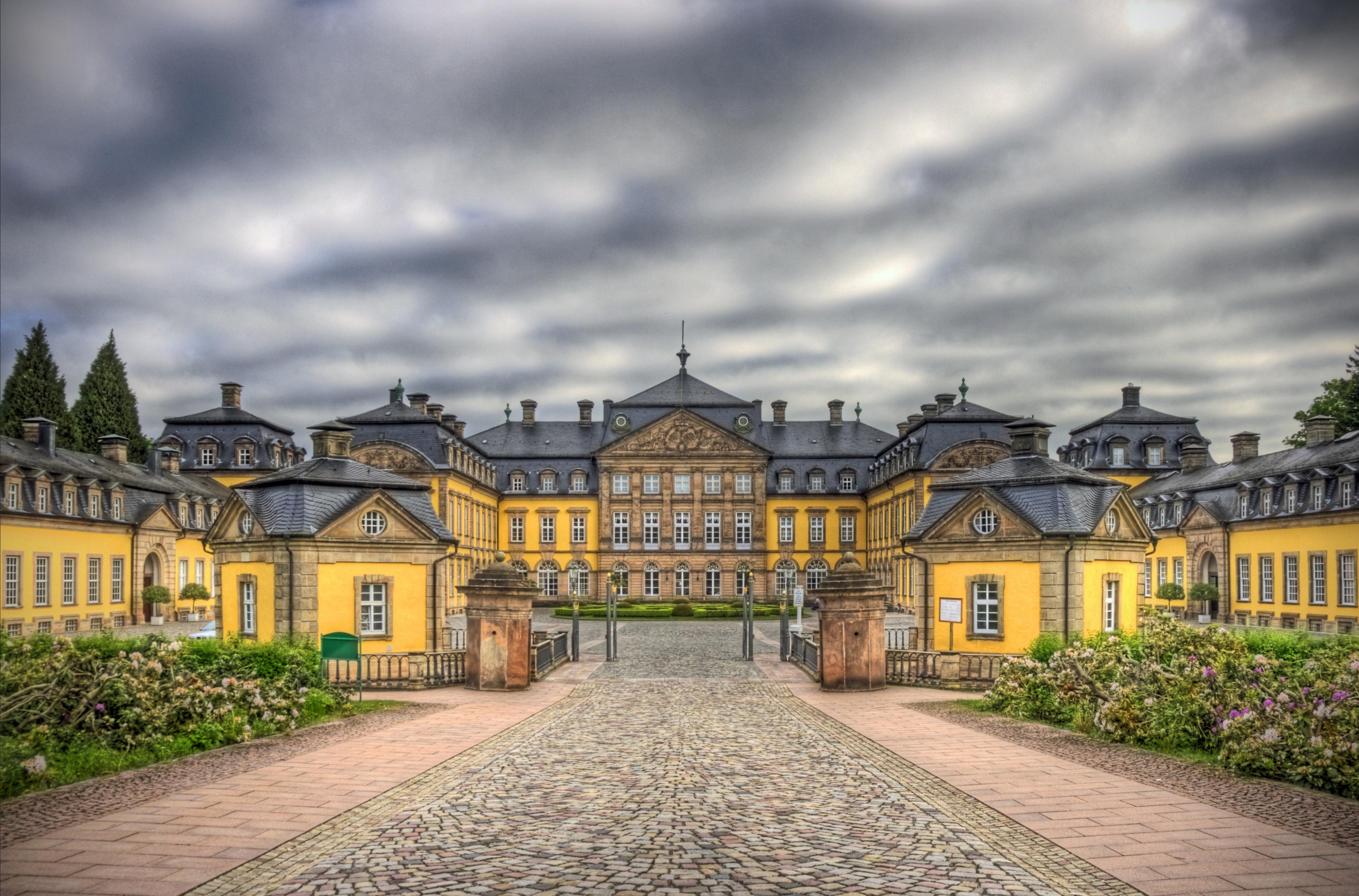
Residenzschloss Arolsen (1710–1728)
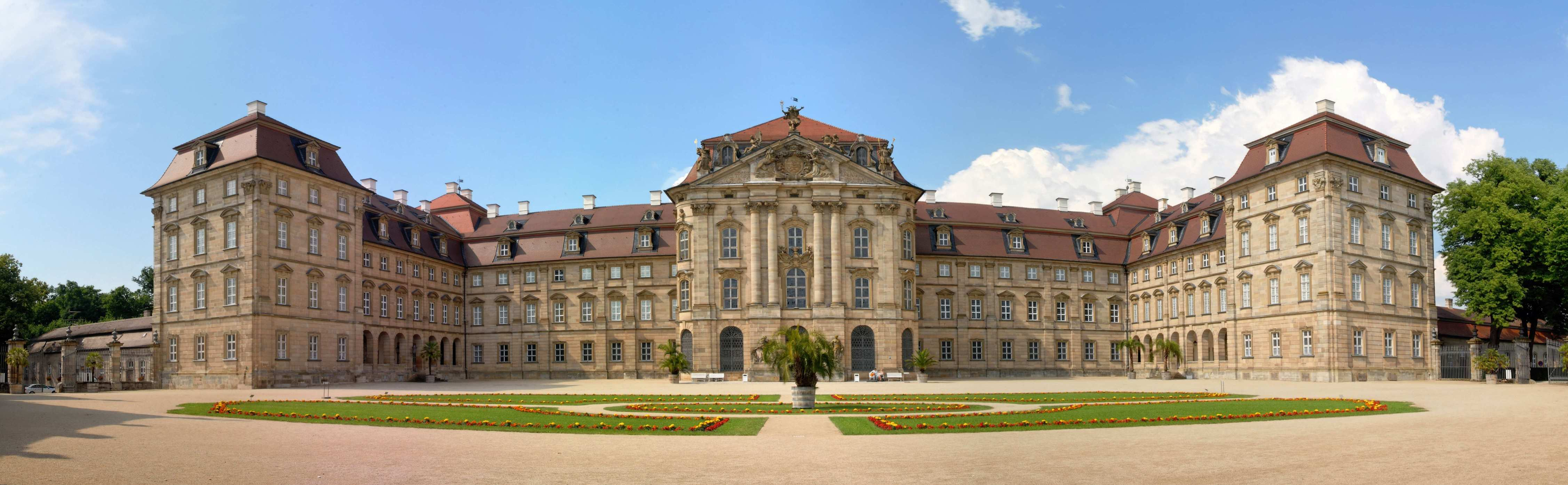
Schloss Weißenstein (Pommersfelden) (1711–1718)
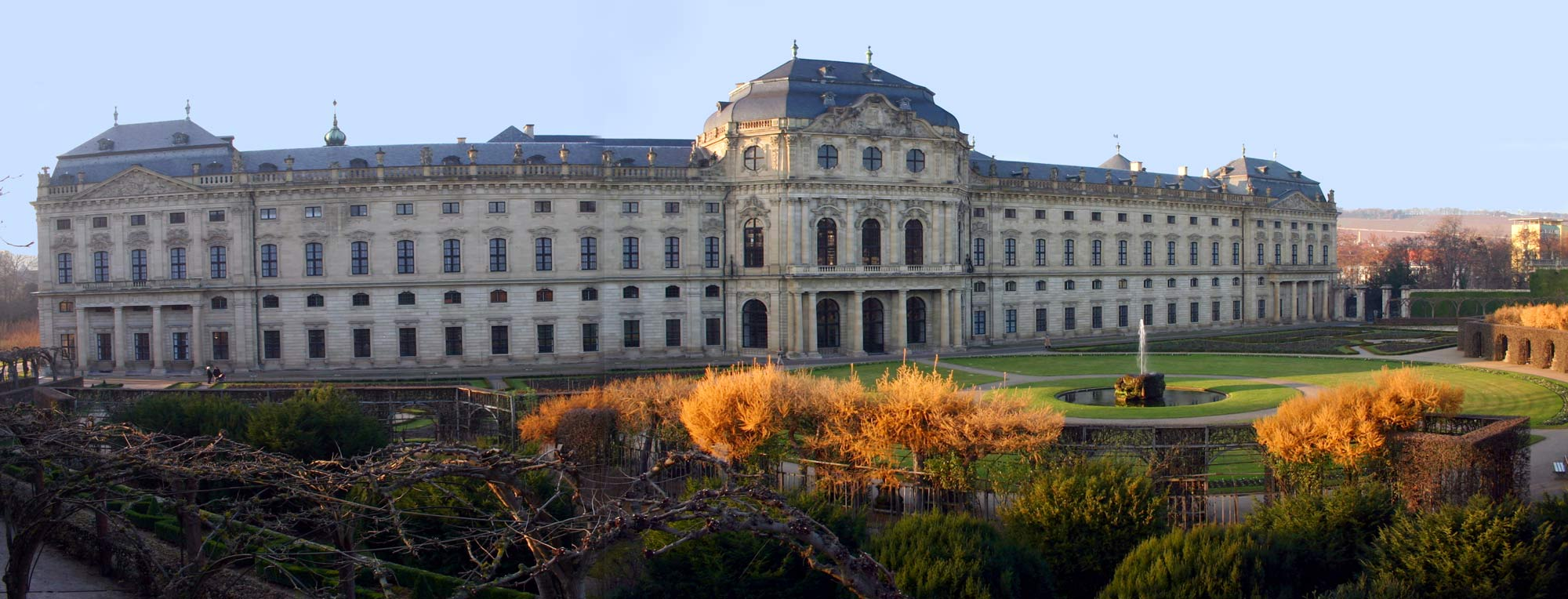
إقامة فورتسبورغ (1719–1744)
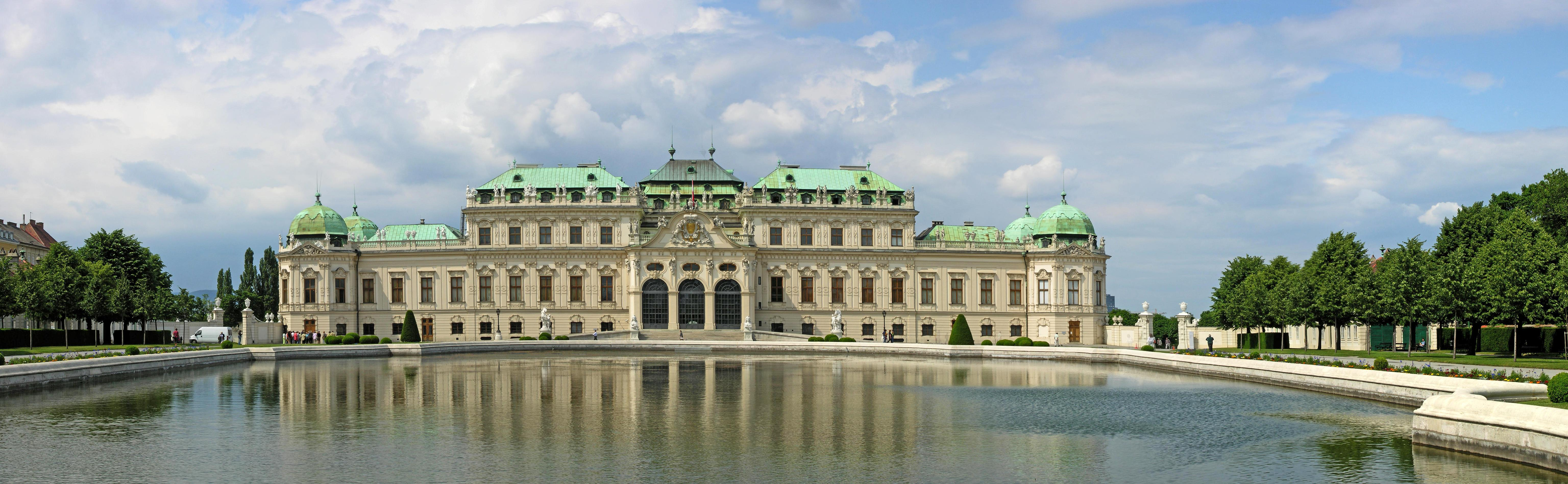
بيلفيدير (فيينا), Wien (1720–1726)
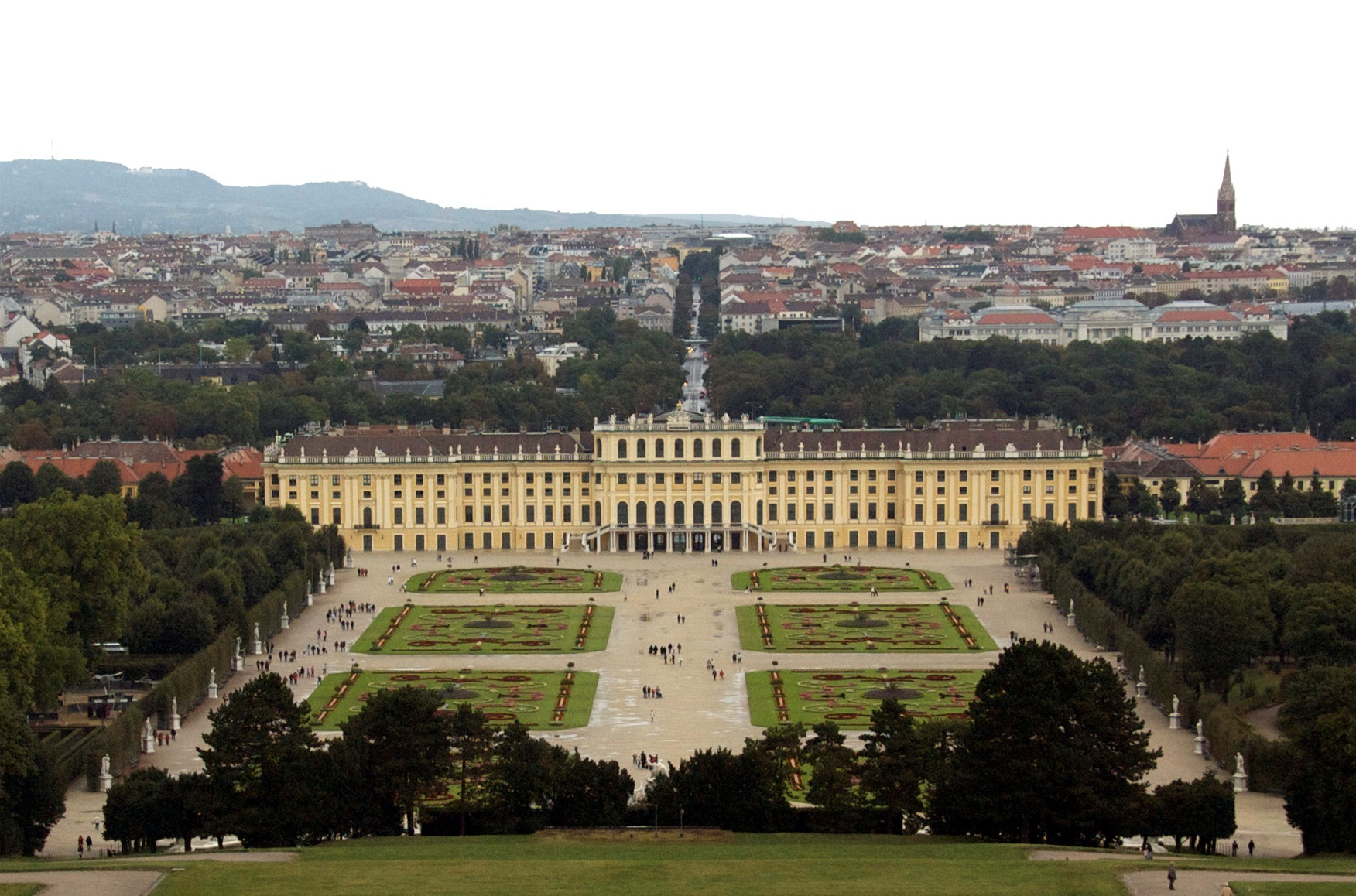
قصر شونبرون, Wien (1743–1749)
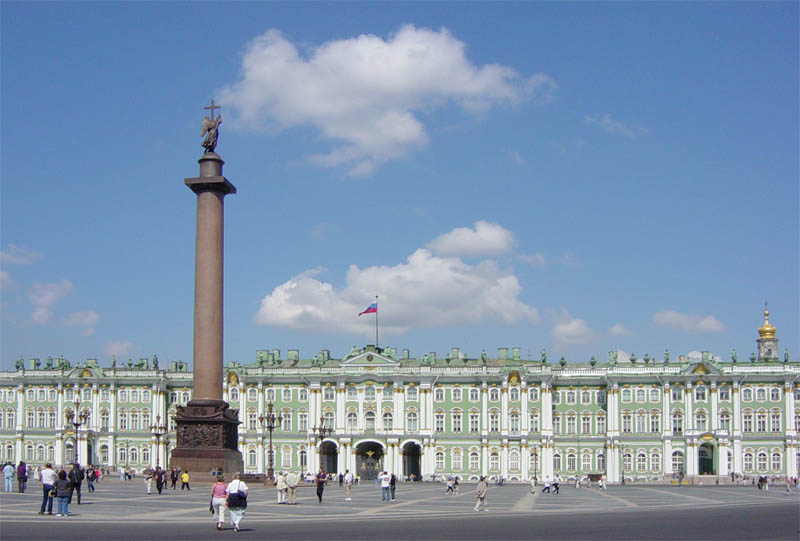
Winterpalast und Alexandersäule in سانت بطرسبرغ (ab 1754)
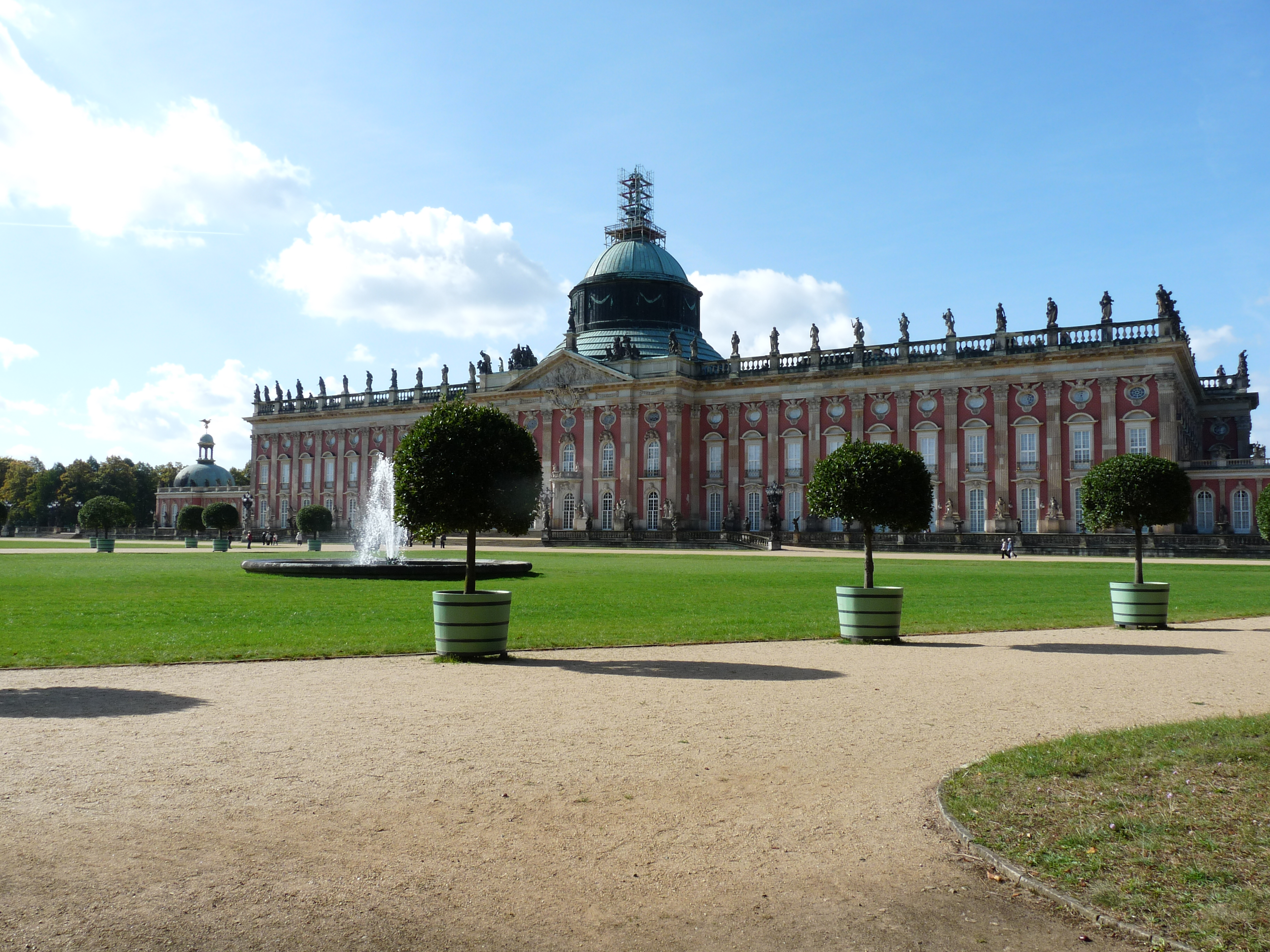
Neues Palais, Potsdam (1763–1769)

## العمارة في الأراضي المستعمرة
تتميز العمارة الاستعمارية الباروكيّة بالزخارف الوافرة (كما الحال في مدخل ولاية لابروفيسا في المكسيك؛ حيث تتكون من واجهات مكسوّة بالزليج «الحجر المصقول» على نمط ولاية بويبلا، وأيضاً سان فرانسيسكو أكاتيبك في سان أندريس تشولولا في المكسيك، وسان فرانسيسكو دي بويبلا مما أنتج ما يسمّى «الباروك المتطرف» (كما في واجهة كاتدرائية ساغرايرو في المكسيك، للمصمم لورينزو رودريغيز، وكنيسة تيبوتوثولتان، معبد سانتا بريسكا في مدينة تاكسكو. وفي البيرو أخذت الأبنية في التطور في العاصمة ليما ومدينة كوزكو منذ عام 1650، وتظهر فيهما العديد من الميزات الأصلية والتي أستُخدمت حتى في الباروك المتأخر؛ وذلك من خلال استخدام الجدران المبطنّة والأعمدة اللولبية، كما في (جمعية اليسوع في كوزكو ودير سان فرانسيسكو في ليما). وتبرز في البلدان الأخرى: كاتدرائية ميتروبولتيان سوكري في بوليفيا، معبد اسكيبولاس في غواتيمالا، كاتدرائية تيغوسيغالبا في هندوراس، كاتدرائية ليون في نيكاراغوا، كنيسة جمعية يسوع في كيتوفي الإكوادور، كنيسة سان إغناسيو في بوغوتا- كولومبيا، كاتدرائية كاراكاس في فنزويلا، ومحكمة أودينثيا في بوينس آيرس- الأرجنتين، كاتدرائية هافانا في كوبا. كما تجدر الإشارة إلى نوعية كنائس البعثات اليسوعية في الباراغواي والبعثات الفرنسيسكانية في ولاية كاليفورنيا.
وكما الحال في مدينة البرتغال؛ خضعت العمارة في البرازيل لتأثير إيطالي وغالبا من نوعٍ باروكيّ، حيث ظهر ذلك في كنيسة سان بيدرو للقديسين في ريسيفي (1728) وكنيسة السيدة العذراء دي جلوريا في أوتيريو في ريو دي جانيرو (1733).
ولقد سُلّط الضوء في منطقة ميناس جرايس على عمل أنطونيو فرانسيسكو في لشبونة؛ المعروف بـ «إليخاذينو»، المصمم لمجموعة من الكنائس التي يبرز فيها استخدام المسح المنحني؛ وواجهات تتضمن أثار ديناميكية مقعرة ومحدبة، بالإضافة إلى استخدام الفن التشكيلي في جميع العناصر المعمارية (ساو فرانسيسكو دي أسيس في أورو بريتو، 1765-1775). وازدهر طراز معماري يستخدم أشكالاً باروكية مخلوطة مع عناصر هندوسية في المستعمرات البرتغالية في الهند (غوا ودمن وديو) كما في: كاتدرائية غوا (1562-1619) وكنيسة البون خيسوس (1594-1605)؛ والتي تضم قبر القديس سان فرانسيس خابيير. ولاحقا تم إدراج كنائس وأديرة غوا كموقعٍ للتراث العالمي في عام 1986.
في الفلبين، تبرز الكنائس الباروكية الفليبينية (المُدرجة تحت قائمة التراث العالمي في 1993) والتي تم إعادة تمثيل النمط الأوروبي فيها عن طريق الحرفيين الصينيين والفلبينيين، كما هو ظاهر في كنيسة سان أوغستين (مانيلا)، كنيسة السيدة العذراء في (سانتا ماريا، إيلوكوس الجنوبية)، وكنيسة القديس أوغستين (باواي، إيلوكوس الشمالية) وكنيسة سانتو توماس دي فيلانوفيا (مينغ-أو، إيلويلو).

## البستنة
خلال مرحلة الباروك، كانت زراعة الحدائق مرتبطة بالهندسة المعمارية واتسمت بتصاميم عقلانية وميول نحو الأشكال الهندسية. ومن الأمثلة على هذه الحدائق الحديقة الفرنسية التي تتميز بمروج عشبية كبيرة وتفاصيل زخرفية جديدة، وأسلوب البارتير مثل حدائق فرساي، وهي من تصميم اندريه لو نوتر. أدى الذوق الباروكي المائل للفنون والمسرح إلى إضافة عناصر متعددة للزينة على الحدائق مثل الجزر والكهوف الاصطناعية ومسارح في الهواء الطلق وأقفاص للحيوانات المفترسة الغريبة والمعرشات وأقواس النصر. كما برزت مشاتل البرتقال، وهي عبارة عن بناء من نوافذ مصممة لحماية البرتقال في الشتاء ونباتات أخرى ذات أصل جنوبي. وتم نسخ أسلوب الفرساي الفرنسي في العديد من الممالك الأوروبية الكبيرة مثل حدائق قصر شونبرون (فيينا)، تشار لوتينبورغ (برلين) لا جرانخا (شقوبية) وحديقة بيترهوف (سانت بطرسبرغ).

## النحت
اكتسب النحت الباروكي نفس الطابع الديناميكي، المتعرج، المعبّر، المزخرف والهندسي الذي تتمتع به العمارة مع الوصول إلى توحيد تام في الشكل لكل المباني وخاصة الدينية منها، مع تسليط الضوء على الحركة والتعبير المستمدين بالأساس من الطبيعة ولكن متأثرة بنزوة الفنان الخاصة. ولم تكن عملية تطور النحت منتظمة في كل المناطق، حتى في بعض المناطق مثل إسبانيا وألمانيا، حيث كان الفن القوطي سائداً وبشكل خاص في فن النحت الديني، وقد استمرت أشكال معينة مستوحاه من التقاليد المحلية. وكان استمرارها أكثر وضوحاً في المناطق التي غرس عصر النهضة فيها الأنماط الكلاسيكية كما في إيطاليا وفرنسا. وبالإضافة إلى المواضيع الدينية حاز علم الأساطير أهميةً كبيرةً تظهر في كل القصور والنوافير والحدائق.
وبرز من جديد في إيطاليا جان لودينزو برنيني، نحات متدرب رغم أنه عمل مهندساً معمارياً بتكليف من عدة باباوات. تأثر بالنحت الهيليني- التي يمكن دراسة كمالها بفضل مجموعات الآثار البابوية في روما- فقد حقق نجاحاً كبيراً في التعبير عن الحركة، وفي تثبيت الحدث المتوقف في الزمن. أنجز جان لودينزو برنيني أعمالاً مثل «إينياس وانكيسيس واسكانيو هاربين من دي كرويا» (1618-1624)، «خطف بروسيربينا» (1621-1647) و«أبولو ودافنتي» (1622-1625) و«دافيد يطلق أسباره» (1623-1624) و«ضريح اوربانو الثامن» (1648-1647) و«تفسير سانتا تيريسا» (1624-1623) و«نافورة الأنهار الأربعة» في بياثا نابونا (1648-1651) و«وفاة البيت المبارك الأليبرتوني» (1671-1674). وعُرف نحاتون آخرون مثل: ستيفانو ماديرنو، وكان يجمع بين حركة الماينيريسمو والباروك (القديسة سيزيليا، 1600)، وفرانكويس دوكيسنوي، فلامنكي المولد لكنه عمل في روما (سان اندريس 1629-1633)، واليساندرو الجاردي، درس في المدرسة البولندية، وطابعه كلاسيكية (قطع رأس سان بابلو، 1641-1647)، و«البابا سان ليون يوقف أتيلا» (1646-1653)، وإيركولي فيراتا، تلميذ بيرنيني (الموت في نار القديسة انيس، 1660).
كان النحت في فرنسا وريثة النهضة الكلاسيكية مع امتياز في المظهر الزخرفي والبلاط وموضوع الأسطورية. درس جاك سارازان في روما حيث درس النحت الكلاسيكي وأعمال ميكيلانجيلو، وظهر تأثيرها في كارتيدات قصر ساعة اللوفر 1636. وعمل فرانسوا جيراردون في ديكورات فيرساي وهو معروف بسبب عمله الذي يسمى «ماوسوليو ريشيليو» (1694-1675)، ومجموعة أبولو وحوريات فيرساي (1675-1666)، المستوحاة من أبولو دي بيلبيديري لليوكار (سيركا 300 قبل الميلاد – 330 قبل الميلاد). شارك أنطوان كواسفو أيضاً في فرساي، وظهر بين منتجاته «تمجيد لويس التاسع عشر» في قاعة حرب فرساي (1678) و«الموسوليو» لجول مازاران (1689-1693). وكان بيري بوجو الأكثر إبداعاً بين النحاتين الفرنسيين لهذه الحقبة، على الرغم من أنَّه لم يعمل في باريس وأبعده كل من ذوقه في الدراماتيكية وحركة العنف عن الكلاسيكية في بيئته: مثل ميلون دي كروتونا (1682-1671)، المستوحاة من اللاوكونتيه.
أما في إسبانيا، استمر فن النحت في الخشب بالطابع الديني الموروث من القوطية، بشكل عام على خشب مزخرف بألوان متعددة- أحيانا مع إضافة تلبيس حقيقي- إما في صور تمثل قصة أو في صورة واسعة. ومن المعتاد التمييز في المرحلة الأولى بين مدرستين: المدرسة الإسبانية، ومركزها في مدريد وبلد الوليد، حيث يبرز غريغوريو فرنانديز الذي تطور من حركة المانيريسمو مع التأثير الخوانيّ إلى أن أصبح يميل إلى الطبعانية (المسيح الميت، 1614؛ معمودية المسيح، 1630)، ومانويل بيريرا الذي جاء من بلاط ملكي أكثر كلاسيكية (سان برونو 1652)، ويبرز من المدرسة الأندلسية في إشبيلية وغرناطة خوان مارتينز مونتانيس بأسلوب كلاسيكي وصور تدل على دراسة تشريحية مفصلة (المسيح المصلوب‘ 1603؛ التصور الطاهر 1628-1631)، تلميذه خوان دي ميسا، وهو أكثر دراماتيكية من أستاذه (عيسى صاحب القوة العظمى 1620)، وألونسو كانو، وهو أيضا تلميذ مونتانيز وكان مثله يحبذ المحتوى الكلاسيكي (التصور الطاهر، 1655، سان أنطونيو دي بادوا 1660-1665)، وبيدرو دي مينا، تلميذ كانو، كان أسلوبه رصينا ومعبراً (ماجدالينا التائبة، 1664). وفي منتصف القرن تم إنتاج «الباروك الكامل» مع تأثير قوي للبرنينية، على يد أشخاص أبرزهم بيدرو رولدان.
بلغ فن النحت أوجُه في ألمانيا الجنوبية والنمسا في القرن السابع عشر بفضل حركة الإصلاح الكاثوليكي وبعد حرب الأيقونات البروتستانتية السابقة. بدايةً، أهم الأعمال النحتية كانت من صنع فناني هولندا، مثل أدريان دي فريس (معاناة المسيح،1607) ومن فناني ألمانيا يجدر الإشارة إلى: هانز كغومبا (شفيعة باترونا (باترونا فارييه، 1615)) هانز غايشليه، تلميذ جو فاني من بولندا (جوقة ومجموعة صلب كنيسة القدس أولريش والقديسة أفرا في أوغسبورغ، 1605)، وجورج بيتيل (هذا هو الرجل (إكي أومو،1630))، ويوستوس جليسكا (مجموعة الصلب 1648-1649)، والنحات والمعماري أندرياس شلوتا من تأثر بأسلوب برنيني (تمثال فروسية للناخب العظيم فردريك وليام الأول من برندبورغ، 1689-1713). وفي بريطانيا تم دمج التأثير الإيطالي الذي يظهر خاصة الدراما الديناميكية الذي اتسمت به الأضرحة، والفرنسي الذي تليق كلاسيكيته أكثر بالتماثيل والصور. والنحات الإنجليزي الأكثر أهمية في تلك الحقبة نيكولاس ستون، نشأ في هولندا، وصمم العديد من الأضرحة، مثل ضريح ليدي إليزابيث كيري (1617-1618) وضريح سير ويليام كيرل (1617).

## فن الرسم
فن الرسم الباروكي مصطلح يشير إلى تغيّر سمات فن الرسم في العصر الباروكي في مناطق مختلفة جغرافياً حسب البلد، حيث ظهرت مدارس وطنية مختلفة لكلٍّ منها طابع مميز. ولكن لوحظ تأثير إيطالي مشترك عليها. وظهر في إيطاليا اتّجاهان معارضان: الاتّجاه الطبيعي (يسمى أيضاً: كارافاجيّة Caravagism)، يقوم على تقليد الواقع الطبيعي، واضيف إليه ذوق كلاروسكوري (الإسبانية:Claroscuro)، وتعني الجلاء والقتمة، هو مصطلح فني يشير إلى التدرج بين الضوء والظلام. وهي تقنية تعتمد على الاستخدام الأمثل للضوء والظلال لتكوين الشخصية المطلوبة بدقة عالية جدا. وتسمى أيضاً التّنبريّة أو الظلالية، (الإسبانية: Tenebrismo)، وظهر أيضا الاتجاه الكلاسيكي وهو شكل آخر للواقعية ولكن بمفهومٍ فكري ومثالي. تطور الرسم فيما بعد بمزيد من الزخرفة وهيمنة اللوحة الجدارية وميل واضح للتأثيرات البصرية (الخدع البصرية، (الفرنسية: trompe-l’oeil) والمشاهد الفاخرة والمفرطة الحيوية.

### إيطاليا
كما رأينا، ظهر اتجاهان معارضان: الطبيعية والكلاسيكية، وأعظم ممثل للاتجاه الأول هو كارافاجيو (الإيطالية: Caravaggio)، وهو فنان أصيل، كانت حياته حافلة بالأحداث. وبالرغم من موته المبكر إلاّ أنه ترك العديد من الروائع ذات وصف تفصيلي للواقع ومعالجة مبتذلة للشخصيات مع رؤية فكرية خاصة به. وكان هو من قدِّم للحركة الظلالية، حيث تظهر الشخصيات على خلفية مظلمة بإضاءة اصطناعية موجهة وبتأثيرٍ مسرحيّ مبرزة الأجسام والإيماءات ومواضع الشخصيات. ويظهر من بين أعماله: صلب القدّيس بطرس 1601 (الإسبانية: Crucifixión de San Pedro)، رسالة القدّيس ماتيو 1602 (الإسبانية: La vocación de San Mateo) دفن السيّد المسيح 1604 (الإسبانية: Entierro de Cristo). ومن الفنانين الطبعانيّين أيضاً: بارتولوميو مانفريدي، كارلو ساراثيني، جوفاني باتيستا كاراتشولو وأورازيو وأرتيميسا جنتلسكي. ويدرج تحت هذا النّمط أيضاً، نوع من الدّهان المعروف باسم (بامبوتشيانتي، الإيطالية: bambochadas) التي أنشأها الرسام الهولندي بيتر فان لاير في روما، الملقّب بـإيل بامبوتشيو (الإيطالية: il Bamboccio)، الذي يركز على تصور الشخصيات المبتذلة كمتسولين أو غجر أو سُكارى ومتشردين.
نشأ الاتّجاه الثاني الكلاسيكي في بولونيا، فيما يسمى بمدرسة بولونيا، التي اقترحها الأخوة آنيبالي وأغسطينو كاراتشي. ظهر هذا الاتجاه كردّ فعلٍ معاكس للتأنّقيّة (الإسبانية: Manierismo)، باحثاً عن تصور مثالي للطبيعية، مصوراً إياها لا كما هي بل كما يجب تصويرها. كان هدفه الرئيسي تتبّع الجمال المثالي، وكان مصدر إلهامهم الفنّ الكلاسيكي اليوناني الروماني وفنّ النهضة. وجدت هذه المثالية موضوعاتها المناسبة في الطبيعة، والموضوعات التاريخية والأسطورية.
عمل الأخوان كاراتشي في البداية معاً على لّوحات الجدارية في قصر فافا في بولونيا، إلى أن دعي آنيبالي إلى روما لتزيين قبة قصر فارنيزي (1597-1604)، الذي قورنت جودتها بكنيسة سيستينا. ومن أعضاء المدرسة أيضا مع أعمالهم: جويدو ريني (هيبومينيز وآتالانتا، 1625) ، دومينيكينو (صيد ديانا)، فرانشيسكو ألباني (العناصر الأربعة، 1627)، جيرتشينو (الشفق، 1623-1625)، وجيوفاني لانفرانكو (صعود السيدة العذراء، 1625-1627).
أخيراً، وفي مرحلة اكتمال الأدب الباروكي في النصف الثاني من القرن، وصلت هندسة العمارة والنحت أوجها، لتميل إلى معالم الزّينة المنمّقة، متأثرة بالذوق السائد المدعو (الخوف من فراغ، الإيطالية: horror vacui) وبالمؤثرات السّاحرة. كان المهندس المعماري بيترو دا كورتونا واحداً من أعظم المعلمين المتأثرين بالرسم الفينيسي والفلامنكي ومهندساً لزخرفة القصرين: باربيريني وبامفيلي في روما وقصر بيتي في فلورنسا. ومن الفنّانين الآخرين: ايل باتشيتشيا، صاحب اللوحات الجدارية لكنيسة السيد المسيح (1683-1672)، أندريا بوزو الذي زيّن قبة كنيسة القديس اجناسيو في روما (1694-1691)، والنابوليتاني لوكا جوردانو مهندس الديكور لقصر ميديشي- ريكاردي في فلورنسا (1690)، والذي عمل أيضاً في إسبانيا حيث التقى بلوكاس جوردان.

### فرنسا
عرف أيضاً التياران اللذين نشآ في إيطاليا: الطبيعية والكلاسيكية، بالرغم من أن الاتجاه الأول لم يعرف تأثيراً واسعاً فيها نظراً أن الفن الفرنسي فضل الكلاسيكية منذ عصر النهضة، وعُرفت الطبيعية في بعض المحافظات وفي الأوساط البرجوازية والكنسية، بينما عُرف الاتجاه الثاني بوصفه «الفن الرسمي» للنظام الملكي والأرستقراطي مما ساهم في إضفاء سّمات مميزة سمحت بإطلاق مصطلح الكلاسيكية الفرنسية عليه. تميز خلالها الفنان الطّبعانيّ الرّائد جورج دي لاتور الذي عُرف عنه مرحلتان: إحداها تركز على الأنواع الشعبية والمشاهد الفكاهية والثانية تسودها موضوعاتٍ دينيةٍ، معتمدة على الظلالية حيث تظهر الشخصيات مع ضوء الشموع الخافت أو الشمعدان. ومن أعماله: مجدلينا التائبة 1638-1643، والقديس سباستيان في عناية القديسة ايريني 1640. ويشمل هذا التيار الأخوة لوناين (أنطون، لويس، ماتيو) الذين ركزوا على موضوعات ريفية بعيدة عن الظلالية، متأثرة بالتأكيد بالبامبوتشيانتي.
تركز مدرسة الرسم الكلاسيكية على اثنين من الرسامين الكبار اللذين طوّرا معظم حياتهم المهنية في روما: نيكولا بوسان وكلود لورين. تأثّر الأول بلوحة رافائيل وبالمدرسة البولونيّة، خلق نوعاً من تصوير المشاهد الأسطورية حيث يستحضر الماضي اليوناني الروماني المجيد باعتبارها الجنة المثالية، وباعتباره عصراً ذهبياً للبشرية، مثلما نراها في أعماله مثل: انتصار الآلهة فلورا 1629، ورعاة من أركاديا 1640. ويعكس لورين في عمله مفهوماً جديداً لتطوير الطبيعة بناءً على مراجع كلاسيكية بما يسمى «الطبيعة المثالية»، الذي يقدم مفهوماً مثالياً للطبيعة والإنسان. يبرز في أعماله استخدام الضوء الذي يعطي أهمية قصوى عند تصوير مشهد ارتحال القديسة باولا الرومانية من منطقة أوستا في روما 1639، (الإسبانية: Paisaje con el embarque en Ostia de Santa Paula Romana)، وارتحال ملكة سبأ عبر الميناء البحري 1648، (الإسبانية: Puerto con el embarque de la Reina de Saba).
في مرحلة اكتمال الأدب الباروكي، عرف الرسم أكثر داخل البلاط، حيث كانوا يفضلون اللوحات الشخصية، بمشاركة فنانين مثل: فيليب دي شامباين (صورة الكاردينال ريشيليو، 1640-1635)، هياسنته ديجو (صورة لويس الرابع عشر، 1701)، ونيكولاس دي لارجيليير (صورة الشاب فولتيري، 1718). وظهر توجه آخر في الرسم الأكاديمي الذي سعى لوضع أسس العمل التجاري التصويري مستنداً على التيار الكلاسيكي، والذي انتهى بتقديمه أشكالاً مكررة غير مرنة. وكان بعض من ممثليه: سيمون فويه (تمثيل السيد المسيح في الهيكل، 1641)، تشارلس لو برون (دخول أليخاندرو ماغنو إلى بابل، 1664)، بييري ميغنارد (بيرسيوس وأندروميدا، 1679)، أنتوين كويبل (لويس الرابع عشر يستريح بعد سلام نايميخن، 1681)، وتشارليس دي لافوسيه (اختطاف بروسيربينا، 1673) .

### إسبانيا
على الرغم من الانحدار الاقتصادي والسياسي في إسبانيا في ذلك العصر، اكتسب فن الرسم أهمية عظيمة وقد تزامن مع العصر الذهبي للأدب الإسباني. كان غالب الإنتاج الفني ذا مواضيع دينية، حيث اشتملت بدرجة أقل على رسم مشاهد من الحياة اليومية ورسوم الأشخاص (البورتريه) والطبيعة الصامتة –خصوصاً الـvanitas «فن الهبائيّات»، وهو فن يعنى باللامعنى وعدم ديمومة الأشياء-. يمكن ملاحظة التأثير الإيطالي والفلامنكي الذي وصل بشكل رئيسي عبر مجموعة رسومات أُنتج أولها في النصف الأول من القرن السابع عشر، وساد فيه الاتجاه الطبيعي الظلالي، أمّا الثاني فأنتج في النصف الآخر من القرن وفي بدايات القرن الثامن عشر، وكان روبيني المصدر (نسبة إلى لبيتر بول روبنس).
برزت ثلاث مدارس في النصف الأول من العصر الذهبي: القشتالية: مدريد وطليطلة، الأندلسية: اشبيلية وبلنسية. كان للأولى طابع بلاطيّ قوي، باعتبارها مقرّ الملكية الإسبانية، حيث يدل على تأثير إسكوريالي قوي، ويمكن ملاحظته في الأسلوب الواقعي والبسيط لفن تلك الحقبة. من ممثلي هذه المدرسة؛ بارتولوميه وبيثينتة كاردوتشو، ايوخينيو كاخيس، خوان بان دير هامن، خوان باوتيستا ماينو، في مدريد؛ لويس تريستان، خوان سانشيز كوتان، بيذرو دي اورينتة، في طليطلة. وبرز في بالنسية فرانسيسكو ريبالتا ذو الأسلوب الواقعي والتلويني (وهو اتجاه لاستخدام الألوان كعنصر أساسي في اللوحة) بالإضافة إلى مواضيع ضد لإصلاح (سان برونو، 1625). وينتمي أيضاً لهذه المدرسة، على الرغم من عمله بشكل رئيسي في إيطاليا، خوسيه دي ريبيرا، ذو الأسلوب الظلالي لكن بألوان فينيسية. (سيلنوس الثمل، 1626؛ شهيد سان فيليب، 1639). وفي اشبيلية، ظهر بعد الجيل الأول الذي لتأثر بالنهضة مثل فرانثيسكو باتشيكو وخوان دي رويلاس وفرانثيسكو دي هيرريرا الأكبر- ظهر ثلاثة فنّانين رفعوا من مكانة الفن الإسباني خلال العصر وهم: فرانثيسكو دي ثورباران وألونسو كانو ودييغو فيلاثكيث. كرّس ثورباران حياته بشكل رئيسي للمواضيع الدينية – بشكل خاص في البيئة الرهبانية -، على الرغم من أنه مارس أيضاً فن البورترية والطبيعة الصامتة بأسلوب مؤثر على الرغم من بساطته وباهتمام كبير بالتفاصيل، ومن أعماله: سان هوجو في حجرة طعام الرهبان الكرتوزيين (1630) والراهب جونثالو دي اييسكاس (1639) والقديسة كاسيلدا (1640). أما المهندس المعماري والنحّات ألونسو كانو، الذي تأثر بالظلالية، فقد طوّر كلاسيكية معيّنة بإلهام فينيسي، ومن أعماله: المسيح ميّت بين يدي ملاك (1650) وتقديم العذراء في المعبد (1656). كان دييغو فيلاثكيث دون شك الفنان الأكثر عبقرية في تلك الحقبة في إسبانيا، وأحد أكثر الفنانين شهرة على مستوى عالمي. نشأ في اشبيلية في مشغل والد زوجته المستقبلية فرانثيسكو باتشيكو. تندرج أعماله الأولى تحت الأسلوب الطبعي المألوف في ذلك الوقت. استقر في مدريد عام 1623، حيث تحوّل إلى رسام في بلاط الملك فيليب الرابع (ملك إسبانيا)، وأخذ أسلوبه يتطور عبر الاحتكاك بروبنس (الذي تعرّف عليه عام 1628) والتعرف بتعمق على المدرسة الفينيسية والكلاسيكية البولونية التي تعرّف عليها في رحلة إلى إيطاليا بين عامي 1629-1631. بعد ذلك ترك الظلالية وجازف في دراسة عميقة للإضاءة التصويرية، وحول تأثيرات الضوء على الأشياء وعلى البيئة المحيطة أيضاً، واستطاع أن يحقق فيها أبعاداً حقيقية في تصوير المشاهد، والذي لم يخلُ على الرغم من ذلك من نوعٍ من المثالية الكلاسيكية التي تُظهر خلفية فكرية واضحة كانت بالنسبة للفنان نشاطاً إبداعياً رفيعاً. وبرز من ضمن أعماله: ساقي إشبيلية (1620)، الثملون (1628-1629)، كور حدادة فولكان (1630)، استسلام بريدا (1635)، المسيح المصلوب (1639)، فينوس المرآة (1647-1651)، صورة البابا انوسنت العاشر (1649)، الوصيفات (1656) والغزّالات (1657).
كانت مدريد وإشبيلية المركزين الفنيّين الرئيسيين في النصف الثاني من العصر الذهبي. أما في العاصمة، فقد استبدل بالمذهب الطبيعي التلوين الفلمنكي والزخرفيّة الباروكية الإيطالية، واتبع ذلك فنّانون مثل: أنتونيو دي بيذيرا (حلم الفارس، 1650)؛ خوان ريتشي (الحبل بلا دنس، 1670)؛ فرانثيسكو هيرريرا الأصغر (تمجيد سان هرمنغيلدو، 1654)؛ خوان كاررينيو دي ميراندا (تأسيس أمر الثالوث المقدس، 1666)؛ خوان دي اريانو (مزهرية، 1660)؛ خوسيه انتولينيث (عبور مغدالينا، 1670)؛ كلاوديو كويو (كارلوس الثاني يمجّد الشكل المقدّس)؛ وأنتونيو بالومينو (زخرفة معبد الدير الكرتوزي في غرناطة، 1712). وفي إشبيلية، برز عمل بارتولوميه استيبان موريو، المتركز على تصوير الطاهرات والطفل يسوع بشكل رئيسي – على الرغم من رسمه للبورتريه وصور الطبيعة ومشاهد من الحياة اليومية أيضاً- بأسلوب رقيق وعاطفي، ولكن ببراعة فنّية ولونية، ومن هذه الأعمال: افتتان الرعاة (1650) والحبل بلا دنس (1678). وبرز إلى جانب بارتولوميه استيبان موريّو، خوان بالديس دي ليال، ذو الفن الذي ناقض جمال فن بارتولوميه، بالإضافة إلى ميله إلى فن الهبائيّات وأسلوبه الحيوي القوي الذي لا يلقي بالاً للتصميم بقدر ما يركز على اللون في المادة التصويرية، ومن أعماله: لوحات العواقب في مستشفى الخيرية في اشبيلية (1672).

### الإقليم الفلامندي وهولندا
رغم انفصال هذين المنطقتين سياسياً ودينياً فقد كانت لهما حتى القرن السابق ثقافة متطابقةً أظهرت التوترات الاجتماعية لكليهما في القرن السابع عشر. بقي إقليم الفلامند الكاثوليكي تحت الحكم الإسباني، وهيمن في الفن الموضوع الديني، بينما كانت مناطق هولندا المستقلة حديثاً بروتستانتية وبرجوازية، وهيمن فيها فنّ علماني أكثر واقعية، يفضل البورتريه وصور الطبيعة والطبيعة الصامتة.
برز بيتر بول روبنس كشخصية أساسية في الفلامند. كان قد نشأ في إيطاليا وتأثر بمايكل انجيلو وبالمدارس الفينيسية والبولونية. وظّف في مشغله في أنتوريب عدداً كبيراً من المساعدين والتلاميذ، مما جعل إنتاجه التصويري يمتاز بكثرة العدد والجودة في آن واحد، وبالأسلوب الديناميكي الحيوي المفعم بالألوان، وبرز فيها البدانة التشريحية، متمثّلة بذكورٍ شديدي البنية ونساءٍ شهوانيات سمينات، مثل أعمال: نزول ماريا دي ميديشي في ميناء مرسيليا (1622-1625)، مينيرفا تحمي باكس من مارس (1629)، النعم الثلاثة (1636-1639)، اختطاف بنات ليوكيبوس (1636)، محاكمة باريس (1639)، إلخ. ومن تلاميذه: أنطوني فان ديك، من أشهر رسامي الأشخاص وصاحب الأسلوب المهذّب والراقي (من أعماله: السيد إنديميون بورتر وأنتون فان ديك، 1653)؛ وياكوب جوردانس، المتخصص برسم مشاهد من الحياة اليومية، وهو يميل للمواضيع الشعبية (من أعماله: الملك الطفل، 1659)؛ وفرانس سنايدرس الذي ركّز على رسم الطبيعة الصامتة (من أعماله: لوحة مع طيور وصيد، 1614).
أمّا في هولندا فقد برز بشكل خاص رامبرانت، وهو فنان مبدع ذو طابع شخصي قوي، وذو أسلوب قريب للظلالية لكن بشكلٍ أكثر ضبابية، دون استخدام التباينات القوية بين الضوء والظل المعروفة في الحركة الكارافيجية، ولكن بظلالٍ أكثر انتشاراً وغير ملحوظة. أنتج أعمالاً من جميع الأجناس الفنية، بدءاً من الديني والأسطوري وحتى صور الطبيعة والطبيعة الصامتة، بالإضافة إلى رسوم الأشخاص (البورتريه)، حيث برزت صوره الذاتية التي عكف على رسمها طيلة حياته. وبرز من ضمن أعماله: درس التشريح مع الدكتور تولب (1632)، الجولة الليلية (1642)، الثور المسلوخ (1655)، موظّفي رقابة تجّار الأجواخ (1662). واسم آخر ذو صلة هو فرانس هالس، أيضا من أشهر رسامي الأشخاص، بضربات فرشاته الحرة والقوية السابقة للحركة الانطباعية (من أعماله: مأدبة جنود سان خورخيه دي هارلم، 1627). وثالث اسم ذو صلة كبيرة بالحركة هو يوهانس فيرمير، المتخصص بصور الطبيعة وصور مشاهد من الحياة اليومية التي منحها معنى شاعري شبه كئيب، يبرز فيه بشكل خاص استخدام الضوء والألوان الفاتحة، بتقنية شبه تنقيطية: منظر لديلفت (1650)، الحلّابة (1660)، الرسالة (1662). وقد تخصص بقيّة الفنانين الهولنديين بشكل عام بأجناس فنية داخلية ومواضيع شعبية ومحليّة مثل بيتر دي هوخ، يان ستين، غبرييل ميتسو، جيرار دو؛ وصور الطبيعة مثل: يان فان جوين، ياكوب رويسدايل، ميندرت هوبيما، البيرت ياكوب كويب؛ وصور الطبيعة الصامتة مثل: ويليم هيدا، بيتر كلاس، يان دافيدس دي هيم.

### بلدان أخرى
كان هناك القليل من الإنتاج التصويري في ألمانيا بسبب حرب الثلاثين عاما، وكان على الكثير من الفنانين الألمان العمل في الخارج أيضاً بسبب الحرب، كما في حالة آدم الشيمر الرسام اللامع الذي ينتسب إلى الطبعانية والذي عمل في روما (من أعماله: الهرب إلى مصر 1609). استقر أيضاً الرسام والكاتب خواكيم فون ساندرارت في روما، وجمع العديد من السير الذاتية لفناني العصر (Teutschen Academie der Edlen Bau-, Bild- und Mahlerey-Künsten 1675). وبقي خوهان ليس مرتحلاً بين فرنسا وهولندا وإيطاليا، لذلك تحوي أعماله على الكثير من التنوع الأسلوبي (إلهام القديس جيروم 1627). قضى خوهان هينريش شونفيلد الكثير من حياته المهنية في نابولي مطوراً عملاً ذا أسلوب كلاسيكي وتأثير من أعمال نيكولا بوسان (من أعماله: استعراض النصر لداود 1640-1642). وتطورت في ألمانيا نفسها لوحة الطبيعة الصامتة مع فنانين مثل جورج فليغيل وجورج هينز وسيباستيان ستوسكوبف. وبرز في النمسا مايكل روتماير روهان مؤلف اللوحات الجدارية للكنيسة التعليمية في ميلك (1716-1722) وكنيسة القديس كارلوس بوروميو في فيينا (1726). وأدّى ضعف التقاليد التصويرية الأصلية في إنجلترا إلى توكيل الكثير من المهمات -خاصة الصور- إلى فنانين أجانب مثل الفلامنكي أنطوني فان ديك (صورة لتشارلز الأول ملك إنجلترا 1638)، أو الألماني بيتر ليلي (لويز دي كيغوال 1671).

### أمريكا
تأثر الرسم في أمريكا بالظلالية الإشبيلية، وخصوصاً بفرانسيسكو دي ثورباران -إذ انّ بعضاً من أعماله ما زالت محفوظة حتى يومنا الحالي في المكسيك والبيرو- وتبدو هذه التأثيرات واضحة في أعمال المكسيكيين خوسيه خواريث وسيباستيان لوبيزدي اورتياغا، والبوليفي ميلكور بيريث دي هولغرين. وظهرت مدرسة كوزكو للرسم عقب وصول الرسام الإيطالي برناردو بيتي في عام 1583، الذي أدخل بدوره المانييريزمو إلى أمريكا. وتميّز لويس دي ريانيو برسمه الجداري لمعبد سان دي بيدرو Andahuaylillas في البيرو، علماً أنه تتلمذ على يد الإيطالي انجيلينو ميدورو. ولمع أيضا الرسامون الهنديون دييغو كيسبي تيتو وباسيليو سانتا كروز بوما كالاو، والرسام ماركوس ثاباتا صاحب الخمسين لوحة كبيرة الحجم التي تغطي الأقواس العالية لكتدرائية كوزكو. وظهر في الإكوادور مدرسة كيتو، وبرز من رساميها ميغيل دي سانتياغو ونيكولاس خابيير دي غوريبار.
في القرن الثامن عشر، بدأت المنحوتات المحفورة خلف المذبح بالحلول مكان الصور في الكنائس، مما أثّر ايجابياً وبشكل واضح على الرسم الباروكي في أمريكا، وزاد الطلب على الأعمال المدنية وبالأخص صور أصحاب الطبقات الارستقراطية ورجال الدين كما يأتي ترتيبهم في التسلسل الهرمي الكنسي. وكانت أولى التأثيرات من أعمال الرّسام بارتولومي استيبان مورييو، أما بالنسبة لكريستوبال دي فيالباندو، فقد تأثر بالأعمال الفنية لخوان فالديس ليال. في ذلك الحين تميّز الرسم بطابعه العاطفي مع المزيد من الجمالية والنعومة. كما وبرز أيضاً كلاً من: غريغوريو فاسكيز دي ارثي في كولومبيا وخوان رودريغيث خواريث وميغيل كابريرا في المكسيك.

## الفنون التصويرية والزخرفيّة
حظيت الفنون التصويرية على انتشار واسع في عصر الباروك، لتكمل ذلك الازدهار الذي بلغت أوجه في عصر النهضة، حيث أدى الانتشار السريع للصور الفنيّة في جميع أنحاء أوروبا إلى التوسّع في الأساليب الفنيّة التي نشأت حيث ظهرت أكبر الاختراعات والابتكارات لهذا العصر مثل: إيطاليا وإسبانيا والإقليم الفلامندي وهولندا –وطرأت تغيّرات جوهريّة مثل تطور فن الرسم في إسبانيا-. كانت تقنيّتا التنميش والحفر بالإبرة دون أحماض هما الأكثر شيوعاً، فمن خلال هذه التقنيات يمكن للفنان إنتاج تصميمات زخرفيّة على الرقائق النحاسيّة على مراحل متتالية، ومن الممكن تدقيقه وجعله مثالياً بسرعة بالغة. إنّ استخدام عدداً مختلفاً من الرقائق في كل مرة يتيح إنتاج ما يقارب مائتي رقاقة في المرة الواحدة بتقنية التنميش –على الرغم من أن الخمسين رقاقة الأولى فقط تكون ذا جودة عالية- وما يقارب عشر رقائق بتقنية الحفر بالإبرة دون أحماض.
كانت المراكز الأساسيَة للصور الفنيّة في القرن السابع عشر هي روما وباريس وأنتويرب. ففي إيطاليا كان جويدو ريني مشهوراً بالفن الكلاسيكي الروماني البولوني; وكان كلود لورين مصمم صور فنيّة ذا جودة عالية بتقنية التنميش، خاصةً تلك التي تحوي ظلالاً وخطوطاً متداخلة لتحقيق أبعاد مختلفة في المناظر الطبيعية بشكلٍ عام. ومن الذين برزوا في فرنسا أبراهام لوس، وينسب له ما يقارب ألفٌ وخمسمائة صورة فنيّة تمثل مشاهداً عامة من الحياة الدارجة؛ وجاك بيلانج، صاحب أعمال ذات طابع ديني، وكان قد تأثر ببارميجيانينو؛ ومنهم أيضا جاك كالوت الذي نشأ في فلورنسا وهو متخصص في رسومات المتسولين والشخصيات المشوّهة وكذلك في الرواية الشطارية والكوميديا الارتجالية، وأثّرت سلسلته «مآسي كبيرة في الحرب» على الفنان غويا. وفي الإقليم الفلامندي أنشأ بيتر بول روبنس مدرسة النحّاتين لنشر أعماله بشكل أفضل، ومن أعضاء هذه المدرسة: لوكاس بوسترمان الأول وأنطوني فان ديك الذي طوّر تقنية التنميش. أما في إسبانيا فقد اشتغل بالصور الفنيّة بشكل أساسي خوسيه دي ريبيرا وفرانثسكو إيرريرا. وكان رامبرت أحد أكثر الفنانين الذين وظّفوا تقنية الصور الفنيّة في أعماله وحقق درجات عالية من الإتقان، ليس فقط في الرسم وإنما في خلق تناقضات بين الضوء والظل أيضاً، وكانت أعماله مميزة جدّاً، حيث تجد بين لوحاته نقش خاص بالسيد المسيح يعالج المرضى 1648-1650 وقد بيعت هذه اللوحة بمائة غلدر وهو رقم قياسي في تلك المرحلة.
كما انتشرت أيضاً الفنون التطبيقية والزخرفية انتشاراً واسعاً في القرن السابع عشر، واعتمدت في بنائها بشكل أساسي على سمات فنيّ الديكور والزخرفة الباروكية، وعلى مفهوم الأعمال الشاملة الذي طُبّق على أعمال هندسية ضخمة، حيث لعبت التصاميم الداخلية دوراً أساسياً كوسيلة تعكس سحر البلاط الملكي وجمال كنائس الناشطة ضد الإصلاح. وفي فرنسا، قاد المشروع الضخم لقصر فرساي إلى إيجاد الصناعات الملكيّة لعائلة غوبيلان، بتوجيه من رسام الملك تشارلي لي برون، حيث تمت صناعة كل ما يمكن زخرفته من أثاث وتنجيد وصناعة الذهب. وشهد إنتاج أكبر في صناعة المنسوجات، واتّجه إلى مشابهة اللوحات في كثير من الأحيان وذلك كنتيجة لمشاركة العديد من الفنّانين المشهورين بتصميم رسومات للمطرزات، مثل سيمون فويت وتشارلي برون وروبنز في الإقليم الفلامندي -الدولة التي كانت مركزاً مهمّاً لتصنيع المنسوجات، وقد صُدّرت منتجاتها إلى كل القارة، مثل منسوجات «غَلَبة الأسرار المقدّسة» التي صيغت لأجل دير الرهبان الحفاة الملكي في مدريد-.
أما الصياغة فقد وصلت إلى مراحل متقدمة من الإنتاج، وخاصة في الفضة والأحجار الكريمة. ففي إيطاليا برزت تقنية جديدة لتزيين الأقمشة والأشياء كالمذابح وألواح الطاولات بالأحجار شبه الكريمة مثل العقيق والعقيق اليماني والعقيق الأحمر واللازورد. وفي فرنسا كانت الصياغة تقع تحت الحماية المَلَكية كبقية الصناعات. ووصل إنتاج الفضيّات إلى معدّلات مرتفعة مما دفع إلى سنّ قانون يحدّ من استعمال الفضّة في الصناعات عام 1672. اتّبع تصنيع الزجاج والخزف في عصر الباروك ذات التقنيات التي كانت مُتَبعة في عصر النهضة بشكل عام. وتم استخراج السيراميك الأزرق والأبيض من دلفت في هولندا والزجاج المصقول والمنقوش من بوهيميا. وكان الزجّاج مورانو نيكولا ماتزولا مصمماً لنوع من الزجاج يشبه البورسلان الصيني. وأيضاً استمرّ تصنيع الزجاج المعشق للكنائس، مثل ذلك الموجود في الكنيسة الباريسية سانت أوستاش، الذي صممه فيليب دي شامبينيه.
كانت النجارة أحد أهم القطاعات التي وصلت إلى درجة بالغة من الأهمية، متمثّلة بالأسطح المموجة (مُحدّبة ومُقعّرة)، مع التفافات والعديد من الإضافات مثل الأقواس والصَّدف. ففي إيطاليا تتميّز الخزائن التوسكانيّة ذو الدرفتين، لها دَرابزينات برونزيّة، ومُرصّعة بالأحجار الصّلبة؛ والمكتب الليغوري ذو أشكال منحوتة ومتداخلة والكرسي المحفور البندقيّ ذو الزخرفة رفيعة المستوى. وفي إسبانيا ظهر صندورق البارجينيو المستطيل ذو المقابض، مع العديد من الجوارير والتقسيمات. واتّبع الأثاث الإسباني في زخرفته الأسلوب المدجّن، أي مزج العمارة الرومانية والقوطية مع عناصر الفن العربي، على الرغم من أن عصر الباروك عرف بالأشكال المنحوتة واستعمال الأعمدة السليمانيّة في الأسرّة. وأيضاً سادت أعمال حفر ذو طابع مضاد للإصلاح، كما يلاحظ في الكرسي المسمى frailero وتعني كرسي الراهب أو misional في أمريكا اللاتينية وتعني التبشيري. كان العصر الذهبي للنجارة في فرنسا التي حكمها جميع الملوك الذين يحملون اسم لويس؛ حيث وصلت إلى درجات عالية من الجودة والإتقان، وبشكل خاص بفضل أندريه تشارلز بول الذي اخترع تقنية جديدة لتطبيق المعادن (النحاس والقصدير) على المواد العضوية (عظم ظهر السلحفاة، الصدف، العاج) أو العكس بالعكس. ويتميّز من أعماله طاولتي كومودينو تريانون في فرساي، وساعة البندول مع عربة {أبولو في فوتنبلو.

## الأدب الباروكي
تطور الأدب الباروكي كسائر فنون عصره تحت تأثير عوامل اجتماعية ودينية كثيرة، كسياسة الحكم المطلق المستبدة والسياسة الدينية التي نشأت ضد الإصلاح، فكان لهذا الاضطهاد دور كبير بجعل الناس تكتب عن معاناتها وكيف تمكّن اليأس والتشاؤم منها، فنرى الكثير من الكتّأب يصوّرون الحياة على أنها معركة إن لم تكن فيها قويا فقد تخسر كل شيء، أو صوّروها حلماً يتلاشى فلا تغدو له أية علاقة بالواقع، وآخرون صوّروها كذبة وخدعةً زائلة. ولذلك صار الناس يواجهون الحياة بالشك تارة وباليقين تارة، بالحذر تارة وبالحرص تارة أخرى. أما عن لغةِ النصوص الأدبية الباروكية؛ فهي منمّقةٌ ومتكلّفة، يكابد الكاتب فيها عناء الوصف والمبالغة. فكانوا يكثرون استخدام الوصف والتمثيل والاستعارة، كما حرصوا على ملء أعمالهم بشتى أشكال المحسنات البديعية. من أشهر الأجناس الأدبية في عصر الباروك؛ الرواية الطوباويّة: وهي من الطوبى وتعني المكان الخيالي القصيّ كما تعني الراحة والسعادة. والرواية الطوباويّة أشبه بـ «المدينة الفاضلة»، وهي فلسفة أو خطة خيالية لإصلاح المجتمعات الذي يتخيله الكاتب مجتمعاً مثالياً! وكذلك برزَ أيضا الشعر الرَعوي القائم على قصة تدور حول راعٍ وفتاة يحبها بينما تدور الأحداث في الطبيعة مثل الغابات والحقول. هذه الأجناس كانت في الواقع الطريقة التي استطاع الأدباء والموهوبون التعبير عن أفكارهم وأرائهم من خلالها. وكان لا بدّ للأدب الباروكي أن يتفرّع لينسجم مع ما يُلائِم كل جماعة، فأُنشِأت لذلك مدارس أدبّية عدّة تبنّت كلّ واحدة منها منهجاً خاصّاً بها وسارت عليه، الأمر الذي أدّى لبروز اللغة المحليّة في الأعمال الأدبية لتحل تدريجيا مكان اللغة اللاتينية.

### إيطاليا
لقد شقّ الأدب الإيطالي طريقه في هذا العصر بعد انقسام الواقعية والمثالية التي كانت تسود الأدب في عصر النهضة، كما ساهمت الهيمنة التي استعادها الدين على الحركة الإنسانية في هذا التطور أيضا. غلَبَ على الأدب الباروكي في إيطاليا استخدام الصور الفنية حد الإفراط، ولكونهم متشائمين كثيري الانتقاد انصبّ اهتمامهم على وصف الجوانب المشوّهة والسلبية عند الحديث عن الأشخاص أو الأشياء!
إنَّ أول حركة أدبية بدأت في إيطاليا كانت المارينية marinismo ، نسبة إلى مُنشِئها جامباتيستا مارينو، وهو شاعر إيطالي وُلد في أواخر القرن السادس عشر في نابولي. امتاز مارينو بأسلوبه المنمّق وبتعابيره المزخرفة، وكان يبالغ بأوصافه ويتباهى ببراعته الفنيّة واللغوية دون أن يعير المحتوى القدر نفسه من الاهتمام، وبالنسبة له «فإن غاية الشاعر هي إثارة إعجاب الآخرين».
ومن أشهر أعمال مارينو الملحمة الشعرية أدونيس، والتي برزت في العالم الأدبي لموسيقاها الشعرية وأوصافها الصوَرية، وبالرغم من جَزالةِ ألفاظها فقد كانت سهلة القراءة. وقد تبنى الحركة المارينية شعراء أخرون مثل: جيوباني فرانسيسكو بوسينييو، إيمانويلي تيساورو، جيوليو ستاروزي، وغيرهم...

### فرنسا
ظهرت في فرنسا حركة مشابهة للمارينية الإيطالية وهي الحركة النفائسية préciosité، وقد حظيت بهذه الأهمّية لما تتمتع به من لغة غنيّة. أمّا أسلوبها؛ فهو أنيقٌ ومتكّلف. ويمثّلها كلّ من إسحق دي بينسيرادي وبينثينت فواتور في الشعر، وأونوريه دورفيه ومادلين دي سكوديري في النثر.
ثمّ بعد ذلك، ظهرت الكلاسيكية الفرنسية بطابعها الرصين البسيط الذي كان يخضع لقوانين الكلاسيكية ذاتها. - ومن قوانين الكلاسيكية: مبادئ أرسطو الثلاثة، التي وضعها للمسرح في بادئ الأمر ثم شَمِلت نطاقا أوسع. تُعنى بالناحية الجمالية للأعمال الفنية وتنص على أن كل عمل فني (وخاصة الأدبي) يجب أن يكون متفردا يمتاز بخصائص تعبّر عنه وحده دون غيره-.
من أوائل روّاد الحركة النفائسية: فرانسوا دو ماليرب، الذي يُعرف بشعره المُفكّر وتعابيره العقلانية الجامدة مبتعدا عن حديث العواطف وكل ما يُثيرها. ثم تبعه جان دو لافونتين من كتّأب الحكاية الرمزية. كان أسلوبه متأنقاً، يكتب عن المواعظ التعليمية وعن الفضيلة والأخلاق. وأيضا نيكولا بوالو، شاعر ذو أسلوب أنيق لكنه لم يكن مبدعا لإصراره على فرض الصور الخيالية على الطريقة التقليدية المتبعة.
ومن الأجناس التي اشتهرت في فرنسا في عصر الباروك: الأدب الساخر باول سكارون، البلاغة جاك - بينين بوسويه، الرواية السيكولوجية مدام دو لافييت، رواية التعليم الديني فرانسوا فنلون، الشعر الهجائي جان دو لا برويير وفرانسوا دي لا روشفوكو، أدب الرسالة جان لويس غي دو بلزاك، ماركسية دو سيفينيه، الأدب الديني بليز باسكال، الرواية الخيالية -فانتازيا- سيرانو دو بيرجيراك، وقصص الجنيّات شارل بيرو.

### إنجلترا
أما في إنجلترا فقد ظهر عام 1575 حركة التفخيم eufuismo نسبة إلى رواية Eufues o la Anatomía del Ingenio el التي أنارت مسيرة كاتبها الأدبية جون ليلي. هذه الحركة شبيهة بالمارينية في إيطاليا وبالنفائسية في فرنسا، وهي تعتني بالمحسنات البديعية -كالطباق والتوازي الذي هو تماثل مقطعي في طول البيت الشعري-. كما أنها تمزج الثقافة المحلية مع الميثولوجيا الكلاسيكية.
كان أول من تبنّى هذا الأسلوب سائراً على نهج جون ليلي هو روبرت جرينيه وتوماس لودجيه وبرانبيه ريتش. ثم بعد ذلك ظهر سلسلة من الشعراء الميتافيزيقيين، وهم جماعة من الشعراء الغنائيين البريطانيين يمثلهم بشكل رئيسي جون دون الذي أحيا الجنس الأدبي الغنائي بأسلوب مباشر وبلغة محلية، مبتعداً عن الخيال والتباهي اللغوي؛ وغلب على أعماله الواقعية والاهتمام بالمفاهيم. من أعماله السونيتيات المقدسة، وهي سلسلة تتكون من 19 قصيدة نُشرت بعد عامين من وفاة مؤلفها. ونجد أيضا شُعراء ميتافيزيقين آخرين مثل: جورج هيربرت، ريتشارد كراشو، هنري فوجان، أندرو مارفيل. الأهم بين هؤلاء كلهم: جون ميلتون، مؤلف الملحمة الشعرية الفردوس المفقود، وكان متأثراً بالتطهيرية أو البيوريتانية، وهي مذهب مسيحي بروتستانتي. في هذه الملحمة كان أسلوبه لبقاً أنيقاً. أما أحداث الرواية فتدور حول أموراً دينية كمصير الإنسان، وتغلفها روح التمرّد ويتوقع أن يكون جون قد تأثر بها من الرومانسية. ومن شعراء الملحمة أيضا: الشاعر والكاتب المسرحي العظيم جون درايدن وأسلوبه الهجائي.
ولما كانت بريطانيا تعيش فترة سياسة مضطربة آنذاك، فقد تأثر الأدب بهذه الأحداث كثيرا، حيث بقيت بريطانيا كذلك إلى أن استعاد الملك شارلز الثاني تحت حكمه الممالك الثلاث (بريطانيا واسكتلندا وإيرلندا)، لذا سمّيت هذه الفترة بفترة استعادة الحكم الملكي. وأصبح النثر ذي صبغة عقلانية مجرّدة من العواطف يعالج الأخلاق والفضيلة. بالإضافة إلى تأثره بالكلاسيكية الفرنسية، وظهر النثر في إنجلترا في الأجناس الفرعية التالية: الأدب الديني جون بنيان وجورج فوكس، السرد هينري نيبيلي، المذكرات واليوميات صموئيل بيبس.

### ألمانيا
وبالنسبة للأدب في ألمانيا فقد تأثر بعوامل عدّة أولها جماعة البلياد في فرنسا، ثم الغونغورية في إسبانيا، وكذلك تأثرت بالحركة المارينية في إيطاليا. ورغم ذلك فقد تطوّر الأدب الألماني متخذا منحا خاصا بالحديث عن البروتستانتية والبرجوازية التي شغلت الأدباء والمفكرين والسياسيين وحتى العوام، ونرى ذلك التطور ضمن أجناس كثيرة منها المسرح التعليمي teatro escolar، والأغنية الرعوية canto parroquial. وبالرغم من تقسيم ألمانيا إلى مقاطعات كثيرة إلا أن الشعب الألماني بقيَ على وعيٍ ودراية بأهمية اللغة المحلية المحكية خاصة في «المجتمعات اللغوية».
وفيما يتعلّق بالجنس الغنائي، فقد برز في العصر الباروكي ما يسمى مدرسة سيليزيا الأولى، وهي جماعة من الشعراء الباروك الألمان. تأسست على يد مارتين أوبتز وباول فليمنغ وأنجليوس سيلسيوس وأندرياس جريفوس. وظهرت أيضا مدرسة سيليزيا الثانية التي برز فيها دانيل كاسبر فون لوهنستين وكريستيان هوفمان فون هوفمانسفالداو.
وعن أدب السرد فقد سبق فيه كل من لوهنستين مؤلف الرواية الباروكية الألمانية الأولي (القصة الرائعة للأمير العظيم الألماني المسيحي هرقل، وهانس ياكوب كريستوفل فون جريملسهاوزن مؤلف مغامر سيمبليسيمس el aventurero Simplicíssimus، الرواية الشبيهة بالرواية الشطارية في إسبانيا.

### البرتغال
إن اقتراب البرتغال وانضمامها للعرش الملكي الإسباني كان بمثابة فترة انحطاط أصابت المجتمع الإسباني، وبذلك نرى كيف تأثر الأدباء الإسبان والبرتغال بعضهم ببعض، فمثلا سار العديد من الشعراء على نهج الشاعر البرتغالي لويس دي كامويس الذي كان أحد رواد الحركة الإنسانية، ومن أشهر أعماله أوس لوسياداس Os Lusiadas، وهي ملحمة شعرية تتحدث بشكل أساسي عن التفسير الخيالي لرحلات الاستكشاف البرتغالية خلال القرنين خامس عشر والسادس عشر والتي تُعتبر بدورها الملحمة الشعرية القومية للبرتغاليين.
وتأثر شعراء آخرين بغيرهم إثر هذا الاقتراب، فنجد العديد من الشعراء كانوا قد اتبعوا باسكو موثينو دي كيبيدو مؤلف القصيدة البطولية ألفونسو أفريكانو، وساروا على خطى فرانثيسكو سا دي مينيسيس مؤلف القصيدة البطولية الأخرى مالاكا كونكيستادا، وغابريل بيرايرا دي كاسترو مؤلف لشبونة المشيدة وهي أيضا قصيدة بطولية، وقلّدوا الشاعر براث غارثيا دي ماسكارينهاس وهو مؤلف القصيدة البطولية فيرياتو التراجيدية.
وفي النصف الأول من القرن، اشتهر كل من الروائي والشاعر فرانثيسكو رودريغيوس لوبو مؤلف الروايات الرعوية التي يُستبدل فيها النثر والشعر كما هو الحال في رواية الراعي المتجول، والشاعر فرانثيسكو مانويل دي ميلو مؤلف القصائد الغونغورية، والخطابات، والمؤلفات التاريخية، ومؤلف أعمال الأوزان الشعرية. وفي الوقت نفسه برز في البرتغال أيضا النثر الديني الذي تبناه برناردو دي بريتو وجون دي لوسينا وأنطونيو فييرا ومانويل بيرنارديس.

### هولندا
لعب استقلال إسبانيا دورا مهما في إحياء الحركات الأدبية وإنعاشها، ويسمى لذلك القرن السابع عشر بـ«العصر الذهبي» فيما يخص ازدهار الآداب والفنون بشكل عام في معظم أنحاء أوروبا. وكغيره من الآداب، فإن الأدب الهولندي لم ينسجم مع القوانين الباروكية، فقد مال في بداية الأمر أكثر ليأخذ سمة المجتمع المحلي الهولندي والسمة الدينية فيه، الأمر الذي نراه أيضا في الفنون الأخرى، حيث راق لها أن تعزف أنغامها الفريدة بالقرب من مجتمعاتها المحلية.
ظهر في أمستردام ما يسمّى (جماعة مويدين، بالإسبانية: Círculo de Muiden)، وهي مجموعة من الشعراء والكتاب المسرحيين على رأسهم بيتر كونيليزون هوفت، كاتب الأدب الرعوي والمؤلفات التاريخية. وقامت هذه المجموعة من الشعراء بوضع أساسات قواعد اللغة الهولندية. ينتمي أيضا إلى هذه المجموعة قسطنطين هايجينس المستفرد بإبيجراما روحية تخصه.
وكان أشهر من يمثل الشعر الغنائي الذي تطوّر في العصر الذهبي في هولندا جوست فان دي فونديل الذي تأثر بالشاعر رونساد. وتميّز جوست بشعره ذي الإيفاع الرنان المحكي بأسلوب يشوبه بعض الهجاء والذي نراه في أحداث قصيدة أسرار الآخر، ويذكر فيها أهم ما حدث في عصره.
وفي ميديلبورخ اشتُهر جاكوب كاتس مؤلف قصائد التعليم الديني والأخلاق. ومن كتّاب النثر الباروكيين في هولندا، جون فان هيميسكيرك ، مؤلف أركاديا باتافا Arcadia Bátava، وهي قصيدة الرومانس الأولى المكتوبة باللغة الهولندية، ثم تبعها قصائد أخرى كالـ ميراندور Mirandor التي ألفها نيكولايس هينسويس الشاب.

### إسبانيا
في إسبانيا، كان القرن السابع عشر استمراراً «للعصر الذهبي»، وكان الأدب، كما لم يكن في مكان آخر، في خدمة السلطة السياسية والدينية على حد سواء. وكانت معظم الأعمال الأدبية تهدف إلى تمجيد وتعظيم الملك كما لو أنّه مختار من الله، وتهدف أيضا إلى تمجيد الكنيسة لاعتبارها مخلّصة للبشرية. وتسعى تلك الأعمال إلى الهروب من الحقيقة المؤلمة لتخفيف وطأة الوضع الاقتصادي لغالب السكان. لكن على الرغم من تلك القيود إلا أنّ إبداع كتّاب ذلك العصر وغنى اللغة المستخدمة في أعمالهم وضعها في مستوى متقدمٍ من الجودة، وجعل الأدب الإسباني لذلك العصر يتحوّل إلى نموذج الأدب الإسباني الباروكي والأغنى في تاريخ الأدب. كان يستند وصف الحقيقة على محورين رئيسيين هما: زوال الظواهر الدنيويّة «العبث من العبث» اللاتينية: (vanitas vanitatum) ودوام التّذكير بالموت (اللاتينية: memento mori) الذي يجعل من تقدير الحياة مسألة أكثر أهمية (انتهز الفرصة، اللاتينية: carpe diem).
يأتي مفهوم الأدب الباروكي الإسباني من الثقافة اليونانية الرومانيّة، ولكنه يتكيف مع السياسة والكنيسة ومناصرتهما للدين المسيحي. وهكذا تتمحور الجمالية الأدبية حول ثلاثة مواضيع من أصل كلاسيكي، الأول فهو: التناقض بين العقلانية والطرافة، وبينما نجد توازناً لهما عند الإنسانيين في عصر النهضة فقد كان للعبقرية في العصر الباروكي الأهمية الأكبر. أما الموضوع الثاني فهو: موضوع هوراس، الاستمتاع واستغلال الفرص اللاتينية: (delectare et prodesse) الذي يصنع تعايشاً ما بين المحسنات البديعية والدعوة الممقوتة لمذهبٍ أو فكرٍ جديد، حسب القوّة المسيطرة، ووصل ذلك التعايش في النهاية إلى صيغة «الفن لأجل الفن» اللاتينية: (ars gratia artis) عندما يتم هجران الأدب لأجل الاستمتاع بجمال بسيط. أما الموضوع الثالث فهو موضوع آخر لهوراس، وهو «الشعر مثل الرسم» (اللاتينية: ut picture poesis)، أي على الفن أن يقلّد الطبيعة ليحقق الكمال، وكما قال بالتسار جراثيان «الفكرة للفهم كالجمال للعينين وكالتناغم الموسيقي للأذنين».
ويرتكز الشعر الغنائي في إسبانيا على تيّارين أساسيين، الأول: التقعرية ويقودها لويس دي غونغورا، لذلك فهي تسمى أيضا ب «الغونغورية» حيث برز جمال الشكل باستخدام أسلوب كتابي رفيع ومجازي مع الكثير من إعادة صياغة الجمل، وكثرة استخدام الدخيل اللاتيني والتلاعب في قواعد اللغة. والتيار الثاني: اللوذعانية التي يمثلها فرانثيسكو دي كيفيدو، وفيها يسيطر الذّكاء والفطنة والتناقض بإيجاز لغوي ولكن بمشترك لفظي، أي معانٍ متعددة في كلماتٍ قليلة. كان غونغورا من أفضل الشعراء في بداية القرن السابع عشر، في حين كان عمله ككاهن بمثابة نشاط له في وقت فراغه. وقد تأثر عمله بغارثيلاسو دي لا فيغا، ولكن دون أن يتأثر بالأسلوب التناغمي والمتوازن. في حين يتميّز أسلوب غونغورا الكتابي بأنه زخرفي وموسيقي ومنوّع، بالإضافة إلى الكثير من استخدام إحدى المحسنات التي تفيد بتغيير ترتيب الجملة قواعدياً للحفاظ على الوزن الشعري، بالإضافة إلى استخدام الاستعارات، مما جعل من الصعب قراءة أعماله وأصبحت حكراً على الأقلية المثقفة من الشعب. أما بالنسبة إلى المواضيع فطغى عليها الحب والهجاء الساخر والدين والأخلاق. واستخدم تفعيلات غير مألوفة كتفعيلات السِلفا (وفيها تتخذ القصيدة الشعرية شكل مقطعين، الأول مكوّن من أحدَ عشرَ بيتا والآخر من سبع أبيات، ومن قافية غير منتظمة). و: والأوكتاف ريال (وتتكون القصيدة الشعرية من ثمانية فقرات، كل فقرة مكوّنة من أحدَ عشرة بيتاً شعرياً مع قافية منتظمة)، واستخدم تفعيلات أخرى مشهورة كالسونيته وقصيدة الرومانس والردونديّا (وهي عبارة عن فقرة شعرية من أربع أبيات مكونة من ثمانية مقاطع). ومن أهم أعماله: «القصّة الرّمزية لبوليفيموس وغالاتيه» 1613، و«الخلوة»، وعددها أربع 1613. ومن الشعراء التقعرييين: خوان دي تاسيس وغابرييل بوكانخيل وبيدرو سوتو دي روخاس واناستاسيو بانطاليون دي ريبيرا وسلفادور جاسينتو بولو مدينا وفرانثيسكو دي ترلو وفيغيروا وميغيل كولودريرو دي فيلالوبوس واخيراً الرّاهب اورثينسيو فيليكس بارافيثيو.
في الوقت نفسه، تأرجح كيفيدو في حياته الشخصيّة بين مسؤولياته السياسية المهمة وبين السجن والنفي، نظراً للعلاقة المزاجية التي كانت تربطه مع السلطات. ويسود في أعماله شعور الألم من واقع الحياة اليوميّة في بلده، حيث تسيطر خيبة الأمل والوجع والموت. وتطوّرت نظرته التشاؤمية إلى الحياة في فكرتين متضاربتين: إما في وصف صرف وصريح للواقع، أو في الاستهزاء والسخرية به. وتم نشر قصائده بعد موته في مجلّدين: «ديوان شعري إسباني أو مجموعة من القصائد الإسبانية» Parnaso Español, 1648 و«ربات الشعر والغناء الثلاثة» 1670. ومن الشعراء اللوذعانيين أيضاُ: ألونسو دي ليديسما وميغيل توليدانو وبيدرو دي كيروس، وأخيراً كونت إقليم ساليناس دييغو دي سيلفا إي مندوثا.
وفضلأ عن هذين التيارين، فتستحق شخصية لوبي دي فيغا الذّكر، فهو كاتب مسرحي عظيم ساهم أيضاً في تطوير الشعر الديني والدنيوي على حد سواء، مع إضافة خلفيّة خاصة بالسيرة الذّاتية أحياناً. كما واستخدم بشكل أساسي تفعيلات قصيدة الرومانس والسونيته كما في «القوافي المقدّسة» 1614 و«قوافي بشريّة والآهيّة للجامعي تومي دي بورغيوس». وكتب قصائد ملحميّة، منها: «التنين الصغير» 1598 و«اسيدرو» 1599 ولا غاتوماكيا 1634.
وسيطر على النثر اسم عظيم وهو ميغيل دي ثيربانتس الذي على الرغم من وجوده بين عصر النهضة وعصر الباروك إلا أنه فرض شخصية انتقالية أنجبت جيلاً جديداً من الكتاب الإسبان. تجند ثيربانتس في شبابه وشارك في معركة ليبانت البحرية غير أنه في النهاية وقع أسيراً لدى الدولة العثمانية لمدة خمسة أعوام. بعد ذلك شغل العديد من المناصب الإدارية التي توافقت مع عمله ككاتب وهو ما قدم له شهرةً أولية غير أنه لم يحل دون موته فقيراً. اعتنى بالرواية والمسرح وبالشعر، وهذا الأخير لم يحقق له نجاحاً كبيراً. ومما لا شك فيه أنه موهبته كانت تكمن في النثر الذي تقلب فيه بين الحركتين الواقعية والمثالية، وفي كثيرٍ من الأحيان بقصد أخلاقي بحت، مثل «روايته النموذجية». أحد أعظم أعماله الروائية وتعد واحدة رائعة من روائع الأدب العالمي «دون كيخوتي» 1605، وتحكي قصة رجل نبيل يخوض سلسلة من المغامرات البرية معتقداً نفسه بطلاً عظيماً من أبطال روايات الفروسية. كان الهدف الرئيسي لثيربانتس تقديم محاكاة ساخرة لمعالجة التاريخ بطابع فلسفي وإدراك داخلي للعقل والمشاعر الإنسانية مروراً بالفكاهة ووصولاً إلى نهايةٍ ساخرة معفاة من مشاعر الاستياء أو المرارة، ويُظهر أن الصفة الأساسية للإنسان هي قدرته على الحلم.
بالإضافة إلى ثيربانتس هناك ثلاثة محاور رئيسية أسهمت بشكلٍ كبير في تطوّر النثر البروكي الإسباني. نبدأ بالرواية الشطّارية، حيث تشكل هذا النوع الأدبي بعد ظهور أول رواية شطّارية في القرن الماضي هي لاثريو دي تورميس 1554. وبعد ذلك ظهرت بشكل رئيسي في ثلاثة أسماء: فرانثيسكو دي كيفيدو مؤلف رواية «حياة الصعلوك» 1604 التي صوّرت بشكل مرير وواقعية صارخة، وماثيو أليمان الذي ربط اسمه بروايته عثمان دي الفاراتشيه بجزئيها: 1599 و1604، لعلها كانت الأفضل من نوعها حيث يعرض الصعلوك كشخص حكيم وليس مجرد فقير متشرد. وفيسنتي اسبينل الذي يعرض في روايته «حامل الدرع ماركوس دي اوبريغون» 1618 حياة الصعلوك الذي رغم سوء أقداره وجد جمال الحياة. ثم نمت الرواية الرعوية بشكلٍ رئيسي على يد الكاتب لوبي دي فيغا مؤلف رواية «أركاديا» 1598 والدراما النثرية«دوروتيا» 1632 التي بسبب حواراتها الطويلة تعذر تمثيلها كعمل درامي مسرحي. وأخيراَ، ثمة جانب آخر من النثر في تلك الفترة هو النثر اللوذعاني الذي طور أسلوب كتابة فكري ذا درجة عالية من الثقافة بالتوازي مع الشعر مستخدماً فيه المحسنات اللغوية والنحوية من أجل وصف الواقع المحيط بصورة واقعية مخيبة للآمال، الأمر الذي يعكس مرارة العصر حيث كان غالب الشعب يعيش تحت ظل ظروف اجتماعية قاسية. ومن أبرز الشعراء اللوذعانيين بالتاسار جراثيان، مؤلف الرسالة «الفطنة وفن العبقرية» 1648التي فيها طوّر الإمكانات الخطابية، ورواية «الناقد» 1651-1655، وهي قطعة فلسفية تدور حول قصة رمزية عن الحياة البشرية التي تتراوح بين الحضارة والطبيعة وبين الثقافة والجهل وبين الروحانية والمادية. شخص آخر يستحق أن يوضع اسمه في قائمة الشعراء اللوذعانيين هو لويس فيليز دي غيفارا صاحب رواية «الشيطان الأعرج» 1641، وهي رواية هجائية تشبه الرواية الشطارية إلا أنها تفتقد لأهم عناصرها الشائعة، لذلك ينبغي وصفها برواية عادات وتقاليد.
في أمريكا اللاتينية تأثر الأدب بشكل رئيسي بالمدن الرئيسية رغم خصائصها الإقليمية المتنوعة، فقد تم تسليط الضوء بشكل خاص على المسرح والشعر الذي تأثر بشكل رئيسي بأسلوب الشاعر لويس دي جونجورا الذي أضاف الطابع المحلي والأسلوب الملحمي، بدءاً بالشاعر ألونسو دي إرثييا وملحمته «لا أروكانا» ثم الشاعر برناردو دي بالبوينا وملحمته «البرناردو» 1624 وأيضاً «مرآة الصبر» 1608 للشاعر الكوبي سيلفستر دي بالبوا وأخيراً «المجد الأعظم» للشاعر الكوبي دييغو دي أوخيدا 1611. أما في المكسيك فقد نال الشعر الجونجوري اهتماماً كبيراً بفضل مجموعة من الشعراء تأتي في مقدمتهم الراهبة خوانا إينيس دي لا كروث التي بدأت نوع من الشعر التعليمي والتحليلي الذي يرتبط مع عصر التنوير (الغزارة الفكرية، 1689). ومن الأسماء الأخرى لويس ساندوفال إي ثاباتا، كارلوس دي سيغوينزا إي غونغورا، أوغستين دي سالازار إي توريس. وكان للنثر نصيب قليل من الإنتاج نتيجة للمنع الذي حصل عام 1531 لأي عمل مستحدث بالنسبة للجماعات التي تبنت الأدب الخيالي. وبرعوا فقط في مجال علم التأريخ مثل كتاب «العلاقة التاريخية لمملكة تشيلي» 1646 للكاتب ألونسو دي أوفال وكتاب «التاريخ العام لغزو مملكة غرناطة الجديدة» 1688 للكاتب لوكاس فرنانديز دي بيدراهيتا وأيضاً كتاب «احتلال وإعمار مقاطعة فنزويلا» 1723 للكاتب خوسيه دي أوفييدو وبانوس. وفي البرازيل برع الشاعر غريغوريو دي ماتوس جيررا في كتابة الشعر الهجائي والديني والعلماني متأثراً بأعمال كلِ من غونغورا وكيفيدو.

## المسرح
من الصعب التحدث عن المسرح الباروكي في أوروبا لأن المسرح كان قد ازدهر كجنس أدبي ووكعرض من العروض الذي امتدّ من إيطاليا إلى سائر البلدان الأوروبية في القرن السابع عشر. تتسم المسارح الوطنية التي تشكلت في أوروبا خلال القرن السابع عشر بصفات خاصة وعديدة.

### المساحة المسرحية
تم تعيين الحدود الهيكلية لقاعة المسرح خلال العصر الباروكي، وساهم استخدام الوسائط والأجهزة الميكانيكية في زيادة العنصر البصري للعرض. امتدّت الإنجازات المتعلقة بالبناء المسرحي التي تطورت في إيطاليا من آليات وأجهزة خداع بصري إلى سائر البلدان الأوروبية (إسبانيا، فرنسا، والنمسا خاصة). لم يعد المسرح الجديد مجرد محيط تنقسم فيه قاعة المسرح عن خشبة المسرح، منقسمتان ومتصلتان بواسطة المسافة بين خشبة المسرح والفرقة الموسيقية. وعند رفع الستارة تعرض خشبة المسرح كمشهد وهمي، تطورت مع تطور فن المسرح. وطبق منظور المشهد الإيطالي ورؤية العالم التي وثقت بالقوانين العلمية، ووصل لدرجة عالية من التعقيد إلى درجة وجود مداخل ومخارج كثيرة للممثلين. أدّى تطور خشبة الكورال التي كانت تقدم عليها الكوميديا الإسبانية وقاعات المسرح على الطريقة الإيطالية إلى ظهور الأبنية والقاعات المسرحية المعاصرة.

### العرض المسرحي
تحول المسرح الباروكي إلى تجارة مختلفة. من جانب وجد المسرح الشعبي الذي انتقل من الساحة العامة إلى أماكن مخصصة لهم، مثل خشبة الكورال التي كانت تعقد عليها الكوميديا الإسبانية أو المسرح الإليزابيثي (في عصر إليزابيث الأولى ملكة المملكة المتحدة في إنجلترا). تم احتكار أخويات الإغاثة في مدريد (مؤسسات الإغاثة الاجتماعية، تحت الشفاعة الدينية) والذين احتكروا الإدارة التجارية للمسرح الشعبي، وساهم في تطوره المنفعة العامة الخيرية وسمحت في التغلب على تكتم الواعظين الكنسييين والمثقفين نحو المسرح التجاري الدنيوي الذي يعتبر «منبعاً للخطيئة والعادات السيئة». واعتبر مسرحاً سردياً بسبب غياب الستارة وفن المشهد المسرحي، وقدِّمت تغيرات في الزمان والمكان من خلال النص وكانت عبارة عن مناجاة طويلة مألوفة، وتعليقات جانبية، وخطب مطوّلة.
وكان لاستخدام الأجهزة البصرية وفن المشهد المسرحي في التمثيل دوراً في غلبة العرض البصري على النص، على خلاف «الكوميديا العاميّة». وكانت «الكوميديا المسرحية» جنساً أدبياً مرتبطاً بتطور التقنيات والفنون، وخاصة البناء وألات المسرح التي صنعت خصيصاً للتمثيل المسرحي. نقل المهندسون المعماريون والرسامون الإيطاليون الاختراعات التي تتعلق بالبناء المسرحي من آليات وأجهزة خداع بصري (tramoggie) لسائر البلدان الأوروبية وإسبانيا وفرنسا والنمسا.
عقدت الأمسيات المسرحية للمسرح الباروكي على خشبات الكورال أو في مسارح البلاط الملكي، وبالفعل لم تتألف من تمثيل قطعة أو عمل واحد، بل اعتبرت حفلاً مسرحياً وهو عبارة عن توال لقطع من مختلف الأجناس الأدبية واحتلت فيها الكوميديا دوراً أساسياً. أتًبعت هذه الجلسات تركيبة ثابتة، بحيث أن القطع الصغيرة من مختلف الأجناس الأدبية أدخلت بين أعمال الدراما الرئيسية، وعادةَ إما ان تكون كوميديا أو الأسرار السبعة المقدسة. وتختلف وظيفة هذه الأجناس الأدبية داخل التمثيلية مع محتوى كبير أو صغير من الغناء أو الرقص على المسرح. وقد استمر حفل مسرح الباروك خلال الثلثين الأولين من القرن الثامن عشر مع وجود اختلافات بسيطة.

### إيطاليا
في نهايات القرن السادس عشر طوّر مجموعة من الفنانين والمثقفين في فلورنسا جمالية مسرحية تسعى لتقليد «روعة وتأثير الطبيعة اليونانية المعبرة»، منطلقةً من نصوص أرسطو وأفلاطون. دارت الجمالية الجديدة حول وسائل الصوت التعبيرية عند إلقاء الخطبة وحول دور الموسيقى كمساند ومرافق للنص الشعري. وأدّى التطور اللاحق لنظرياتهم إلى ظهور أنواع موسيقية جديدة مثل الأوبرا وشبه الأوبرا والأوبريت.
سيطرت في إيطاليا الكوميديا المرتجلة، وهي مسرح شعبي مبني على الارتجال. امتدّ هذا المسرح إلى جميع أنحاء أوروبا، واستمر حتى بدايات القرن التاسع عشر. وتبنى المسرح الإيطالي الكثير من الكوميديا الإسبانية. ولم يعجب المحتوى المأساوي في المسرح الإسباني الجمهور الإيطالي فتمّ تقليله أو حذفه من العمل، في حين توّسعت وأدخلت مواقف هزلية مما سمح بظهور شخصيات ورموز كالبولتشينللا Pulcinella أو الدكتور Dottore. واشتهرت أكثر في مسرح الشارع الفلورنسي (الإيطالية: Vía del Teatro dei Fiorentini) لنابولي التي كانت جزءاً من التاج الإسباني، ولقّبت بشارع الكوميديا الإسبانية (الإيطالية: Via della commedia spagnola).

### فرنسا
في فرنسا أدى التأثير المتأخر لعصر النهضة إلى تطوير الكتّأب للمسرح الكلاسيكي، وهو مسرح وجّه إلى جمهور من أصحاب الامتيازات. وأيّد كتّأب المسرح مثل موليير وراسين وكورني مبادئ الكلاسيكية والقواعد الدرامية الثلاثة استناداً إلى «شعر» أرسطو.
ومع ذلك تدل أعمال بعض الكتاب المسرحيين مثل كورني على تأثره بالمسرح البروكي الإسباني. الأمر الذي أتاح الجدل بين القدماء والمعاصرين وبين أنصار الكلاسيكية وجيل جديد من الكتّأب المسرحيين (جيل عام 1628) الذين دافعوا عن حرية الإبداع واحترام الذوق العام، وبرز فيها مسرحية «السيد» (1637) لكورني، التي شكلت أحد أشهر الجدالات في تاريخ فرنسا على الرغم من كونها واحدة من أكثر الأعمال التي نالت استحساناً في القرن السابع عشر في فرنسا إلا أنها انتُقدت بشدة لعدم احترامها للمفاهيم الكلاسيكية وبالأخص «المقبول» و«المحتشم» و«الغرض التربوي». وفي عام 1608 أسس لويس الرابع عشر المسرح الوطني الفرنسي نتيجة لاندماج عدد من المسارح واحتكارها التمثيل باللغة الفرنسية في باريس وضواحيها. وظهر هذا المسرح متعارضاَ مع ما يسمى بالكوميديا الإيطالية وهو مسرح إيطالي متخصص في تمثيل الكوميديا المرتجلة، كان ينافس بقوة في هذا المجال.

### إنجلترا
وصل تأثير عصر النهضة متأخرا لإنجلترا كذلك، حيث لم يعتد الحديث عن المسرح الباروكي في الأدب الإنجليزي في القرن السابع عشر بل عن المسرح الاليزابيثي (مسرح عصر النهضة) وكوميديا استرجاع الحكم الملكي.
ومن المؤلفين المسرحيين للعصر الإليزابيثي كريستوفر مارلو منشئ التقنية المسرحية الحديثة التي أتقنها ويليام شكسبير، أعظم ممثلي الأدب الإنجليزي وأحد أشهر كتاب الأدب العالميين.
أما في إسبانيا، فقد انتقلت الأعمال المسرحية للاحترافية متخذة كمنصة صالات العرض العامة والخاصة والمعنية بالعمل الدرامي بشكل خاص، بدلا من الساحات.
من أول المسارح التي أنشئت في لندن يذكر: مسرح (ثيتر)، مسرح (كرتن)، مسرح (سوان)، مسرح جلوب، ومسرح (فورتشن).
وبعد انقطاع دام ثمانية عشر عاما والتي استطاع فيها الحزب البيوريتاني في البرلمان الإنجليزي من إبقاء المسارح مغلقة، مهد استرجاع الحكم الملكي من تشارلز الثاني عام 1660 الطريق لكوميديا استعادة الحكم، أحد عروض إيطاليا الجمالية ذات الطابع الشعبي والتحرري.

### ألمانيا
مقارنة بالتقدم الملحوظ في أوروبا، لم يقدم المسرح الألماني مساهمات كبيرة في القرن السابع عشر. وبالإمكان القول أن المؤلف المسرحي الألماني الأكثر شهرة هو أأندرياس جريفوس والذي احتذى حذو الهولندي فان دن فوندل وكورناي في مسرح اليسوعيين (الجزويت).
يجدر بالذكر أيضا يوهانس فيلتن، الذي دمج تقاليد الكوميديين الإنجليز وكوميديا الفن، مع المسرح الكلاسيكي لكورني وموليير. هذا وتعد فرقته المسرحية المتنقلة من أهم الفرق المسرحية للقرن السابع عشر.

### إسبانيا
نالت الباروك حضورها الأكثر تميزا في إسبانيا الكاثوليكية وإسبانيا في عصر الإصلاح الكاثوليكي، الأمر الذي لحق بالريادة الأدبية فيما بعد في إيطاليا والتي انتمت للباروك خلال عصر النهضة. سعى المسرح الهسباني الباروكي لإرضاء العامة بتقديم واقع مثالي يظهر فيه الحس الديني الكاثوليكي، الحس الملكي والوطني، وحس الشرف المستمد من عالم الفروسية.
لاقى المسرح الإسباني الباروكي التقدير خلال فترتين زمنيتين، والذي تفاقمت حدة انفصاله في عام 1630 تقريبا؛ الدورة الأولى حيث ممثلها الأساسي لوبي دي فيغا، ويجدر بالذكر أيضا: تيرسو دي مولينا، جاسبار دي أغيلار، غيين دي كاسترو، أنتونيو ميرا دي أميسكوا، لويس فليث دي جيفارا، خوان رويز دي ألاركون، دييغوو خيمينيث دي إنثيسو، لويس بيلمونتي بيرموديث، فيليب غودينث، لويس كينيونس دي بينافينتي، وخوان بيريز دي مونتالبان،
الدورة الثانية والتي عرفت بمدرسة كالديرون لممثلها كالديرون دي لا باركا، والتي ضمت مؤلفين مسرحيين أمثال: أنتونيو أورتادو دي ميندوزا، ألفارو كوبيّو دي أراغون، خيرونيمو دي كانسر وفيلاسكو، فرانثسكو دي روخاس ثوريّا، خوان دي ماتوس فراغوسو، أنتونيو كوييو وأوتشوا، أغوستين موريتو وفرانثسكو دي بانثيس كاندامو. والتي كانت عبارة عن تصنيف متساهل نسبيا وضع بحيث يكون لكل مؤلف حرية التصرف والقدرة في بعض المناسبات أن ينتهج أساليب مختلفة عن تلك التي حددها وأنشأها لوبي. ولربما يكون أسلوب لوبي أكثر تحررا بالنسبة لأسلوب كالديرون الذي كان ممنهجا بشكل أكبر.
قدم لوبي دي فيغا وكاربيو خلال الفن الحديث لصنع الكوميديا في تلك الفترة (1609) «الكوميديا الحديثة»، والتي أُسس عن طريقها صيغة مسرحية جديدة خرجت عن قانون الوحدات الثلاث لأرسطو في مدرسة الشعر الإيطالي (وحدة الحدث، وحدة الزمان، ووحدة المكان)، وكوحدة رابعة أيضا وضحها أرسطو بوحدة الأسلوب. كما ودمج في نفس العمل عناصر تراجيدية وكوميدية معتمدا على أنواع مختلفة من الشعر والمقاطع الشعرية بحسب ما يتم تقديمه.
بالرغم من معرفة لوبي الجيدة بالفنون المرئية إلا أنها لم تكن متوافرة لمعظم حياته المهنية أو في المسرح أو في فن السينوغرافيا الذي تم تطويره لاحقا.
هذا ومنحت كوميديا لوبي دي فيغا دورا ثانويا للأشكال البصرية في الأداء المسرحي والتي كانت ترتكز على النص نفسه.
كان تيرسو دي مولينا، إلى جانب لوبي دي بيغا وكالديرون، أحد أهم ثلاثة مؤلفين مسرحيين في إسبانيا خلال العصر الذهبي كما يمكن اعتبار عمله؛ والذي تميز بدهائه وفهمه العميق لإنسانية شخوصه، جسراً يربط ما بين كوميديا لوبي البدائية ودراما كالديرون المتقدمة. بالرغم من أن جزءاً من النقد الأدبي يجادل في مؤلفاته إلا أنه عرف تيرسو دي مولينا في المقام الأول بعمليه المتميزين «القانط من رحمة الله» و«ساحر نساء إشبيلية» الذي يعد المصدر الأساسي لأسطورة دون خوان.
حمل مجيءم الفلورنسي الرساكوزمي لوتي معه لمدريد الأساليب الأكثر تقدماً في أوروبا للساحة الإسبانية. معارفه التقنية والميكانيكية تم تنفيذها في معارض خاصة بالبلاط الملكي تسمى (فييستاس) أي احتفالات، وبانتشار فخم حول الأنهار والنوافير الاصطناعية المسماة بالنوماشيا. وكان المسؤول عن تصاميم حدائق البوين ريتيرو، وقصر لازارزويلا، وسلسلة حذائق وغابات آرنخويث، وبناء المبنى المسرحي لمدرج بوين ريتيرو.
بدأت بصمات لوبي دي بيغا تُستبدل بدعم من المسرح الملكي وظهور مفاهيم جديدة مع بداية المسيرة المهنية للمسرحي بيدرو كالديرون دي لا باركا، الذي عرف في البداية بتجديداته في كوميديا لوبي الحديثة. تميز أسلوب كالديرون باختلافات متعددة مع المزيد من العناية البنّاءة والاهتمام بالبنية الداخلية، هذا ووصلت أعماله للكمال الحقيقي، بلغة شعرية أكثر، وأكثر رمزية.
أفسحت الحرية، والحيوية، وعفوية لوبي الطريق لكالديرون للتفكير العقلي والدقة المحكمة. وغلبت الغاية الأيدولوجية والعقائدية على العواطف والأحداث، مما جعل المسرحية الدينية تصل لقمة أوجها.
الكوميديا المسرحية هي نوع أدبي «متعدد الفنون والعلوم، ومتعدد الآداب، هجينٌ بطريقة معينة.» النص الشعري محبوك من وسائل ومصادر مستمدة من العمارة، والرسم، والموسيقى، متحرراً من وصفه في كوميديا لوبي الذي سبّب نقصاً في الزخرفة، ومنخرطاً في الحوار الذي يدور خلال الحدث.

### أمريكا اللاتينية
بعد التطور الملحوظ في إسبانيا، وفي نهاية القرن السادس عشر، بدأت فرق الكوميديا، خاصة تلك التي تعمل حسب المواسم، في زيادة الاحترافية المهنية. ومع الاحتراف ظهرت الرقابة على الأعمال المسرحية، فكما هو الحال في باقي أوروبا تراوح المسرح بين التسامح وأحيانا التمتع بحماية الحكومات وبين رفض (مع بعض الاستثناءات) أو اضطهاد الكنيسة. كان المسرح مفيداً للسلطات كأداة نشر السلوكيات المرغوب بها ووسيلة للترويج لاحترام النظام الاجتماعي والنظام الملكي ومدرسة للعقيدة الدينية.
كانت دور المسرح تدار لصالح المستشفيات التي كانت تتقاسم الأرباح مع الممثلين. وكانت الفرق الجوالة تتكفل بنقل أرضيات المسارح المفتوحة في الهواء الطلق لتلك المناطق التي لا تمتلك مسارح ثابتة، وكان يلزمها رخصة من حكومة نائب الملك للتمكن من مزاولة المهنة، وخصصت الأرباح للتبرعات والجمعيات الخيرية. وبالنسبة للفرق التي تمتلك مسارح ثابتة في العواصم والمدن المهمة، فقد كانت إحدى موارد دخلها الرئيسية المشاركة في مهرجانات عيد القربان، وليس فقط للخروج بأرباح اقتصادية وإنما أيضآ لزيادة مكانتها وشهرتها الاجتماعية. وكان العمل المسرحي في قصور حكومة نائب الملك أو قصور الأرستقراطيين، مقدمين كافة أنواع الكوميدية مع مؤثرات ضوئية وفنون مسرحية وأجهزة خداع بصري- كان يعد أيضاً مصدراً هاماً للدخل والصورة الاجتماعية المتميزة.
بعد ولادته في مستعمرات إسبانيا الجديدة واستقراره بعد ذلك في إسبانيا أصبح خوان رويث دي ألاركون هو الشخصية الأبرز للمسرح الباروكي في أمريكا اللاتينية الإسبانية. وعلى الرغم من تقليده لكوميديا لوبيه دي بيغا غير أننا نجد إشارات إلى نزعة علمانية لديه، وقد كان يتمتع بقدرات حادة وبصيرة نافذة للنفس البشرية لا نجدها عند معاصريه من الإسبان. ومن أبرز أعماله «الحقيقة المشكوك بها»، وهي كوميديا تعكس مواعظه الأخلاقية. ووضع الإنتاج الدرامي الراهبة خوانا إينيس دي لا كروث في المرتبة الثانية من الشخصيات الأهم في المسرح الباروكي في أمريكا اللاتينية، ومن بين مؤلفاتها حول الأسرار السبعة نذكر «نارسيس السماوي» وكوميديا «لوس ايمبينيوس دي اونا كاسا».

## الموسيقى
اتفق المتخصصون بينهم أن الموسيقى بين بداية القرن السابع عشر ومنتصف القرن الثامن عشر كان لديها عدد من الميزات التي يمكن تصنيفها كفترة أسلوبية تلحق بما يسمى الباروك في التاريخ الموسيقي الغربي. بالرغم من أن الفترة يمكن تحديدها بين 1600 و1750، فيوجد اتفاق على أن بعض ملامح هذه الموسيقى موجودة بالفعل في إيطاليا في الجزء الثاني من القرن السادس عشر وفي المناطق البعيدة عن وسط أوروبا حتى أواخر القرن الثامن عشر. وصنّف الكتاب موسيقى الباروك إلى ثلاث فترات فرعية: الباكرة، حتى منتصف القرن السابع عشر: والمتوسطة، حتى أواخر القرن السابع عشر. والمتأخرة، حتى وفاة باخ وهاندل.
ودُرس أوجه الشبه بين الموسيقى والفنون الأخرى من هذه الفترة التاريخية كالهندسة المعمارية والرسم. ويرى بعض الكتّأب مبالغات في التطرق لهذه التشبيهات، ويفضلون الإشارة إلى الميزات الأسلوبية للموسيقى والتي يمكن وصفها بأنها باروكية ببساطة لمعاصرتها للفنون التشكيلية والأدب ولوجود وحدة روحية وفنية تجمعها بفترة ما بعد عصر النهضة. وغالبا ما كان للموسيقى الباروكية نسيج موسيقي هوموفوني، حيث يطور الجزء الأعلى لحناً على قاعدة الأدنى مع تداخلات متناسقة.
من بين العديد من الملحنين الباروكيين يبرز الإيطاليون كلاوديو مونتيفيردي، أركانجلو كوريلي، ألساندرو سكارلاتي، دومينيكو سكارلاتي، أنطونيو فيفالدي، تومازو ألبينوني، والفرنسيين جون باتيست لولي، فرانسوا كوبران، جون فيليب رامو ومارك أنطوان شاربنتييه والألمان هاينريش شوتز، غيورغ فيليب تيليمان، يوهان باخيلبيل ويوهان سباستيان باخ والأنجليزيان هنري برسل وجورج فريدريك هاندل (مولودان في ألمانيا).
بالنسبة لفرانسيسكو كامينو، في الـ 150 سنة من هذه الفترة الموسيقى ة الغربية اكتسبت الموسيقى زخما كبيرا وأصبحت واحدة من الفنون الأكثر تنوعا على نطاق واسع وقوي. من الأنواع والأشكال التي أنشئت في هذه الفترة: أيرا دي كابا، كنتاتا، أوبرا، خطابة، سوناتا، (لثلاث الآت أو واحدة سولو)، الكونشرتو الجروسو، حفلة موسيقية لآلة عزف واحدة، بريلوديو، فوغا، فانتاسيا، الجوقة، سويت وتوكاتا. وانتشرت الموسيقى الباروكية عبر أوروبا بدءاً إيطاليا: حيث تسمع الموسيقى في كل مكان، في القصور والمسارح والكنائس والأديرة والمدارس، الخ. وظلّت الأشكال الباروكية تتوسع في القرون التالية حتى يومنا هذا.

### الفترة المبكرة (1600- 1650)
كانت فترة تجريب يهيمن عليها التفوق في أساليب القصيدة الرثائية في مختلف أنواعها، مثل المادريجال، الأريا المنفردة، الأوبرا، الحفل الصوتي المقدس، السوناتا المنفردة أو السوناتا الثلاثية. وصف عازف الموسيقى أدولفو سالاثار ابتكار القصيدة الرثائية أمام البولفونية بالتالي: تمّ التخلي عن مجموعات متعددة من تداخل الأصوات في عصر النهضة، هذا وقد دعت الفكرة الجديدة للقصيدة الرثائية إلى صوت بطولي واحد كان يبحث على أن نص العزف المنفرد واللحن وحده يمكن سماعهما بوضوح معبرين عن العواطف. استطاع سالاثار أن يحصل بأوتاره على التناغم مصاحباً للنص ومكتفيا باللحن.
هجر الملحنون في الأعمال الجديدة أشكال النهضة ذات الاستمرارية اللحنية والإيقاعية في المواد المتناغمة ومالوا إلى استخدام عدم الاستمرارية داخل النص نفسه. تمّ البحث عن النقيض لأشكال مختلفة بين ليّن وقوي، بين سولو وتوتي، بين ألوان متنوعة صوتية أو ألات عزف موسيقية، بين السريع والبطيء وبين الأصوات المختلفة والآلات الموسيقية. غيرت الجمالية الموسيقية الجديدة النمط الصوتي باحثة عن أن تكون معبرة أكثر، وتركت توظيف أصوات عصر النهضة متعددة الألحان. واعتمد الشكل الجديد قبل كل شيء على الصوت المنفرد.
بدأ في البندقية فن الأوبرا حيث بنيت مسارح للأوبرا مموّلةً من عائلات نبيلة مقتدرة مما ساعد على تطور المسرح الأوبيراتي الذي أدى إلى انشغال الجمهور بهذا الفن. اختبر الملحنون النمط الجديد، ومن بينهم مونتيرفيدي الذي استكشف كل الخلافات في المسرح الموسيقي، صوتيات كانت أو آلات عزف موسيقية وتوصل في الأوبرا الأخيرة خاصته ألى تطوير النوع كليا بكونه الأول في منح الأساسيات (الدراما، الموسيقى، الحركة والتعبير) الوحدة والتماسك. ومنذ ذلك الحين أصبح للأوبرا دور بارز في الثقافة. قُدِّر عدد الأوبرات في البندقية في القرن السابع عشر بأكثر من ألف أوبرا وألف أخرى في القرن الثامن عشر. أُطلق حوالي ثلاثون ألف أوبرا في الأربعة مائة سنة من تاريخ الأوبرا في إيطاليا أما في العالم فقد قدر بحوالي خمسين ألف إصدارٍ لأعمال أوبراتية.

### الفترة المتوسطة (1650-1700)
كانت فترة تثبيت. فوضع حد صارم لعدم التناغم، بينما خسر الإلقاء التعبيري السابق رونقه. وظهر بين ابتكارات هذه الفترة النمط الصوتي بل كانتو الذي عزز مهارة المغني في الفيرتووزو. وتطورت لغة النغمة، مشجعةً ظهور أشكال وأنواع موسيقية جديدة. وعاد الكونترابنط أو الطِباق الموسيقي للتطور بطريقة جديدة تماما. ومنحت الكنتاتا، ذات طابع اللحن والإلقاء التعبيري، رثائية للأغنية. وأحيت الخطابة والكنتاتا الدينية في الدول البروتستانتية الحفل المقدس. ووصلت السوناتة المنفردة والثلاثية إلى شكلها المستقر.
انتشرت الموسيقى الجديدة في كل أوروبا منذ ازدهارها في إيطاليا. وهاجر الملحن الإيطالي جون باتيست لولي إلى فرنسا، حيث تبنّى الموسيقى الجديدة والأوبرا بذوق فرنسي، مفضلا البالية الأكثر عرضا في القصور الفرنسية. واكتسبت ألات العزف في البلاط الملكي تحت إشراف لولي مستوىً تقني عالٍ، وأعجبت أوروبا بالأوركسترا التي رافقت الأوبرا الخاصة به. هيمنت الآلات الوترية غير أن فرنسا عرفت تطوراُ تفنيا هاماً في الآلات الهوائية كالبوق والأبوة وأدرجت في الأوركسترا.
في إيطاليا، برز الكمان كأهم آلة موسيقية في الأوركسترا. وقام صناع ألات موسيقية إيطاليين مثل عائلة أماتي وستريديفريوس وغواريني بدعم استعمال الكمان، ودرسوا تطويره سماكته وأصواته وجودته. خرج من محلاتهم الكمان وعائلته، الفيولا الحالية، التشيلو والكمان الأجهر. بالإضافة إلى تجويد صناعة الآلات الوترية وجد الملحنون فرصة في تطوير ألحانهم. وألّف ملحنون إيطاليون مقطوعات خاصة لهذه الآلات الموسيقية الوترية، سواء في الأوركسترا أو المجموعات الموسيقية الصغيرة.
أدى ازدهار الموسيقى الإيطالية إلى زيادة الطلب على الفنانين الإيطاليين في كل أوروبا فهاجروا واستقروا في دول أخرى ناشرين أسلوب الموسيقى الخاص ببلدهم. وفي نهايات القرن السابع عشر كان للموسيقى الإيطالية تأثير كبير في أوروبا وبالأخص في فن الأوبرا. فُرِضت الموسيقى الإيطالية والفرنسية في النمسا وألمانيا بينما هيمن التأثير الإيطالي على إنجلترا.

### الفترة المتأخرة (1700-1750)
في أواخر عصر الباروك، بقي تناسق الأنغام الذي وضع من خلال معايير الحصول على مخططات أوسع نطاقاً، في حين تم دمج الهارموني مع البولفينية. مع هذه التقنيات التركيبية تم التوصل إلى نماذج كبيرة الأبعاد. أيضاً بقي النمط القديم من الموسيقى الآلية والدينية طوال القرن السابع عشر التي تم تجديده بنمط الفوغا وترتيبه بشكل نغمي بواسطة يوهان سباستيان باخ وملحنين آخرين. استمرت الموسيقى الإيطالية بالتطور الهائل خاصة الأوبرا. اكتشف وقدّم أركنجلو كوريلي وملحنين آخرين موسيقى الآلات، التي تم التوصل إليها في تطوير الموسيقى الصوتية. وظهر الحفل الموسيقي بعزف منفرد من الملحنين بخاصة انطونيو فيفالدي، فعززوا روعتها. أثرت الاوبرا مع زيادة المشاركة الأوركسترية والملحنين باستكشاف الإمكانات التعبيرية من هذا النوع. حقق بعض مغنوا الأوبرا شهرة كبيرة وحظيوا بشعبية واسعة بخاصة كاستراتي (castrati). وصلت الموسيقى الباروكية إلى ذروتها في مؤلفات يوهان سباستيان باخ وجورج فريدريك هاندل مع دومينيكو سكارلاتي، وأنطونيو فيفالدي، وجون فيليب رامو وغيورغ فيليب تيليمان.
دمج خوان سيباستيان باخ كافة المعارف الموسيقية لعصره منذ بداية تقاليد الكنيسة الألمانية البروتستانتية وحلل عمل الملحنين الآخرين بنسخها وترتيب قطعها الموسيقية. وهكذا تعرف على أساليب رواد الملحنين من إيطاليا وفرنسا وألمانيا والنمسا. وتعلم من الإيطاليين، خاصة فيفالدي، تطوير المواضيع بإيجاز وبنسب كبيرة، وفعل الشيء نفسه مع المخطط الهارموني. وطور ما استوعبه بكل امكانياته، مما وحد سيادتها في الطباق، وأسس لأسلوبه الشخصي. بدأ باخ بتأليف روائعه سنة 1720، عندما انتشر أسلوب جديد في الأوبرا الإيطالية في أوروبا، بعد أن أصبح شكلها قديماً. بالنسبة له كان معرفته أن تكتمل في القرن التاسع عشر. في المقابل فرض هانديل، الألماني الأصل، معرفته بالموسيقي الألمانية والإيطالية في لندن وألف لغة موسيقية عالمية من الأوبرا الإيطالية، معطياً معانٍ جديدة لأساليب تقليدية أخرى.

## الرقص
لم يكن للرقص اعتبارٌ فني في القرن السابع عشر كما هو اليوم. فقد كان يعتبر أشبه بهواية، فعل مرح لا أكثر. على الرغم من مرور الوقت اكتسب أهمية وبدأ يعتبر كنشاط هام. أيضاً على الرغم من أنه في البداية كان يرافق نشاطات أخرى كالمسرح أو مختلف الأنواع الموسيقية، إلا أنه أخذ يكتسب تدريجياً استقلالاً ذاتي حتى القرن الثامن عشر حين تم تثبيته كنشاط فني مستقل. وفي نهاية القرن السادس عشر كان البلد الرئيسي الذي منح الرقص أهمية كبيرة هو فرنسا، في ما يسمى باليه البلاط، التي عملت على تطور موسيقى الآلات من لحن فريد مع إيقاع متناغم للرقص. ومع ذلك، بقي استخدامه في البلاط الفرنسي دعاية لإظهار روعة البلاط الملكي أو للترفيه عن الزائرين والدبلوماسيين.
في أوائل القرن السابع عشر تراوحت بؤرة الرقص من فرنسا إلى إنجلترا، حيث كان يفضل تقديمه عائلة تيودور — وفي وقت لاحق استيوارت —، مع نوع من العروض يسمي الماسك حيث تم جمع الموسيقى والشعر والأزياء والرقص. وظهر الانتيماسك في عام 1609 كعنصر مكمل لما سبق، حيث الغناء والحوار، وطوّر نوعاً من العرض هيمن عليه الأداء والإيماءات وحركة تصميم رقص ايقاعي بحت. مع الوقت تم فصل الانتيماسك عن الماسك وثار عرضاً مستقلاً، ثم وضعت أسس الرقص الحديث.
في منتصف القرن السابع عشر، وجدت أعظم الابتكارات الجديدة في فرنسا، بفضل رعاية لويس الرابع عشر ملك فرنسا، فضلاً عن رعاية الكاردينال مازاران، الذي أدخل تجديداً على الأوبرا — وكان قد برز مؤخراً في إيطاليا —، كان من الشائع بالتمثيل المسرحي وجود الباليه في فترات الاستراحة. وكانت الأوبرات تمثل وكان الجمهور الإيطالي يفضل الباليه المرافق للأوبرات نفسها. ومن ثم أخذت تدريجياً تكتسب أهمية خاصة. لهذا ألف الموسيقي جون باتيست لولي، مؤلف الباليه الملكي الليلي (1653)، مسرحية كبيرة استغرقت ثلاثة عشر ساعة مثّل بها الملك نفسه بصفة أبولو ملك الشمس —ومنه لُقّب لويس بملك الشمس —.
فضل لويس الرابع عشر ملك فرنسا الرقص الاحترافي، وبموجبه أنشئت الأكاديمية الملكية للرقص في 1661، وهي الأولى من نوعها في العالم. وبها طور بيير بوشُن، المرجح أن يكون أول مصمم رقصات فني، وهو الذي أسس مدرسة الرقص، النظام التربوي الأول للرقص. قدم بوشُن عرض ال «أون دواور» —دوران الساقين خارجاً، وهي واحدة من الخطوات التقليدية للباليه الكلاسيكي —، فضلاً عن خمسة مواضع أقدام، تختلف في درجة الانفتاح بالنسبة لمحور الجسم. من ناحية أخرى، فضلت الأكاديمية تحول رقص الباليه إلى عروض أكبر، حيث يضاف إلى الرقص العناصر الدرامية والموسيقية. بالإضافة للولي طور موليير مبتكر الكوميديا-البالية، نوع من الرقص مستوحى من فن الكوميديا الإيطالية المرتجلة. وأخيراً يمكننا أن نذكر راؤول أوجير فوليت، الذي طور نظاماً جديداً لتدوين الرقص، وبفضل ذلك نجت العديد من تصميمات الرقص في ذلك الوقت.